# Feste e tradizioni popolari dell'Abruzzo
La pagina illustra le maggiori feste e tradizioni popolari sacre celebrate in Abruzzo, nel calendario liturgico di tutto 
l'anno, partendo  da fine dicembre,  dal periodo del Natale, fino alle ricorrenze dell'8 dicembre, all'Immacolata Concezione, e alle celebrazioni di San Nicola di Bari.

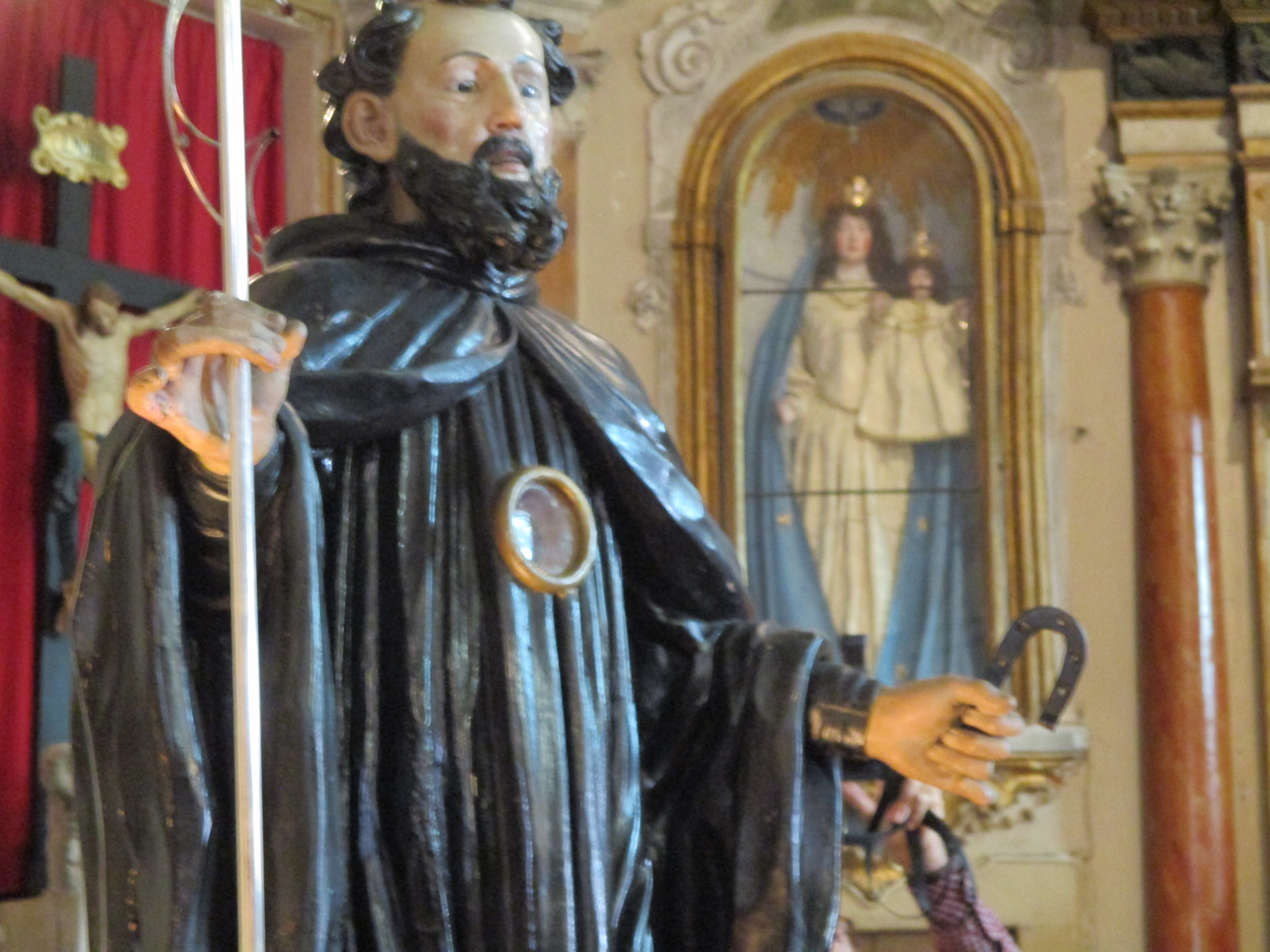
Statua processionale di San Domenico abate, nella chiesa della Madonna delle Grazie di Cocullo (AQ) per la ricorrenza patronale del 1 maggio, la festa dei Serpari

Diversi sono stati i folkloristi e i demologi abruzzesi e non che si sono occupati dai catalogare, raccogliere e commentare le tradizioni dell'Abruzzo, partendo da Antonio De Nino, Gennaro Finamore, Vincenzo Balzano, Giovanni Pansa, poi Alfonso Maria Di Nola, Giuseppe Profeta, Francesco Verlengia, Emiliano Giancristofaro e Maria Concetta Nicolai.

## Feste di Natale
Presepe abruzzese

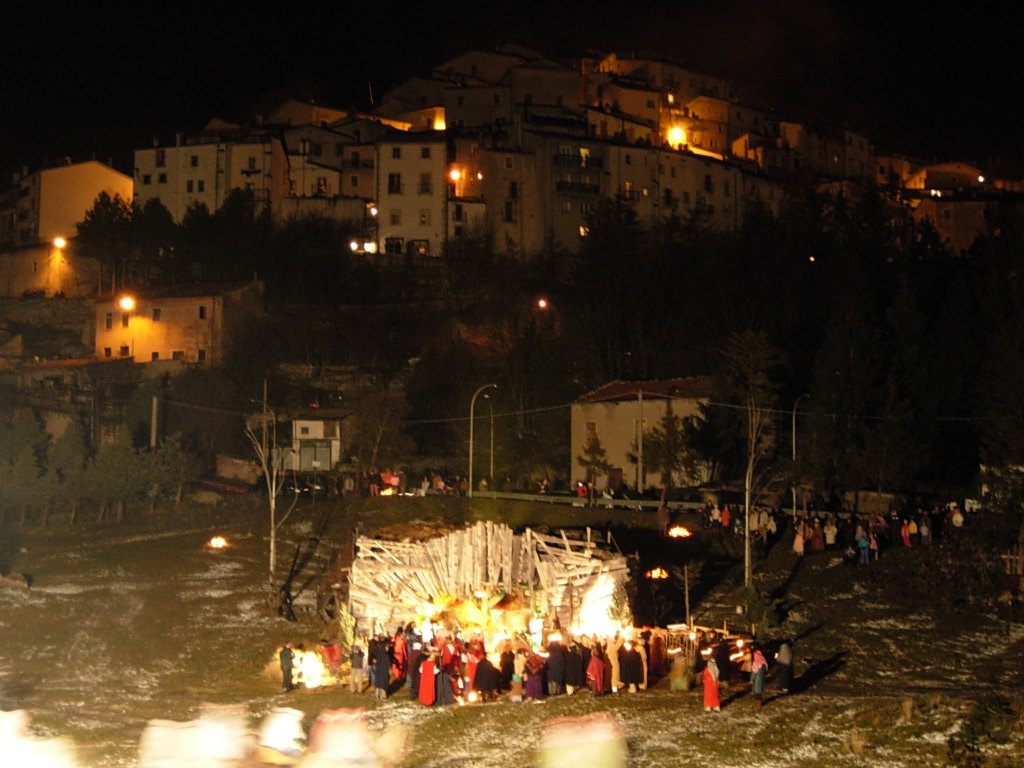
Presepe vivente di Rivisondoli

Caratteristica dell'Abruzzo nel Natale è la rievocazione sacra del Presepe vivente voluto da San Francesco d'Assisi. Si ritiene che in Penne nel 1216, all'arrivo di Francesco, fosse stato celebrato in Abruzzo per la prima volta il rito del presepe vivente.
Oggigiorno sono varie le rievocazioni celebrate nei diversi comuni. Le più celebri sono quelle di Rivisondoli, che si tiene il giorno dell'Epifania, Pereto, Atessa, Civitella Alfedena, Bussi sul Tirino e Sant'Eusanio del Sangro. Durante quest'ultima le contrade del borgo, dopo aver allestito nelle vie del centro la città di Betlemme, si riuniscono in una vallata ad ovest del paese e accendono lentamente dei fuochi in modo da formare una lenta processione dall'altura di colle Fontepaduli, mentre un'altra colonna di fuochi in processione giunge dal colle opposto verso Castel Frentano, fino ad arrivare a illuminare la caverna ricostruita con la Sacra Famiglia, sul piano sotto il colle di Sant'Eusanio.
Serenata di Capodanno di Pettorano sul Gizio (31 dicembre)
Si tratta di una ricorrenza in voga dalla fine dell'800, ma che ebbe il suo apogeo negli anni '50, e deriva dalla pratica di cantare stornelli, nota tra Abruzzo e Molise come "maitunata". Come il presepe vivente di Rivisondoli, l'augurio del buon anno a Pettorano si sviluppò dopo la seconda guerra mondiale, come sentimento genuino popolare nello sperare in annate più serene, sicché in occasione del 31 dicembre di notte si formavano gruppi di suonatori improvvisati che percorrevano le vie del paese, augurando ai capifamiglia "bon Cap'ranne!" (cioè "Buon Capodanno"), per poi ripassare per una ricompensa, che spesso consisteva in vivande.
Pettorano ha la particolarità, nella celebrazione di queste bande di suonatori, di aver fatto propria questa festicciola in merito a una leggenda. Infatti la leggenda vuole che a mezzanotte del 31 le acque del fiume Gizio che sono raccolte nella tipica conca di rame abruzzese, diventano oro puro. Un'altra versione vuole che lo stesso giorno la patrona di Pettorano Santa Margherita si trasformi in una fanciulla che si arrampica sulla roccia di montagna sino a raggiungere la grotta di Valle Frevana, filando il fuso d'oro che arrivava fino al Gizio e rendendo ricchi i paesani.
Agli inizi del '900 il buon augurio di Capodanno era cantato dalle donne pettoranesi usando il buco di serratura delle porte , in modo questuante. Nel 1925 divenne un vero e proprio concertino, fino ad arrivare al gruppo di cantori questuanti, ricordati anche nella poesia dialettale di Vittorio Monaco "L'utema notte de Capodanne", ma anche in alcune prose riguardanti gli usi e costumi del paese.
Questa celebrazione è ricordata anche in alcuni versi del poeta pettoranese Vittorio Monaco (1941-2009).
Serenata delle Calzette di Scanno (5 gennaio)
Simile alla tradizione pettoranese, in dialetto è detta "delle Chezètte". Anche questa tradizione, come ricorda Guido Morelli nel commento a Romualdo Parente, il primo poeta dialettale abruzzese moderno, affonda le origini nella costumanza di Scanno di accompagnare con canti e serenate i momenti più importanti della vita pubblica, civile e religiosa. Maria Concetta Nicolai citando il poeta Marco Notarmuzi ricorda che a Scanno c'erano 5 serenate, quella di Sant'Eustachio, santo molto venerato in paese, quella dei Fiori, la "spartenza" quando gli uomini partivano in viaggio per il tratturo, la serenata delle Chezette e la serenata Penesella che si cantava sotto la finestra dei futuri sposi, come ricorda anche Parente nel poemetto "Zu matremuonie azz'uso" (1780).
La comitiva di giovani canta il ritornello tipico "Addumane è la Pasquetta / t'appenneme la chezetta! / Nen ce mette cherrevòne, / ma soltante cose bbone!", ossia chiedono elargizioni di cibo e qualche bicchiere di vino.
Presepe vivente di Rivisondoli (5 gennaio)
Il presepe è divenuto negli anni uno dei più famosi dell'Abruzzo, per la cura con cui è allestito. Nacque da un fatto tragico, fu allestito per la prima volta il 6 gennaio 1944, dopo che Rivisondoli e la vicina Roccaraso erano state pesantemente colpite dalla guerra, soprattutto quest'ultima, che si trovava lungo la linea Gustav, quando fu minata dai tedeschi e fatta saltare in aria casa per casa, sicché molti roccolani si erano rifugiati a Rivisondoli, in un clima di totale smarrimento e miseria. Ufficialmente l'edizione del presepe di Rivisondoli si svolge dal 1952, prima del periodo natalizio viene scelta a sorteggio tra le paesane la Madonna, poi il Bambino, un neonato vero. Come in altri paesi dell'Abruzzo, nella piana sotto il paese si allestisce la grotta con i personaggi in costume e i figuranti, ricreando il contesto di una Betlemme nel I secolo d.C.

## Festa del Santo Bambino di Lama dei Peligni
La leggenda del Bambino di Lama dei Peligni, conservato nella chiesa dei Santi Nicola e Clemente a Lama dei Peligni in piazza Umberto I, è stata raccolta dallo studioso locale Francesco Verlengia, secondo bibliotecario della Biblioteca provinciale di Chieti, nel volumetto "Il Santo Bambino di Lama", pubblicato a Lanciano nel 1957.

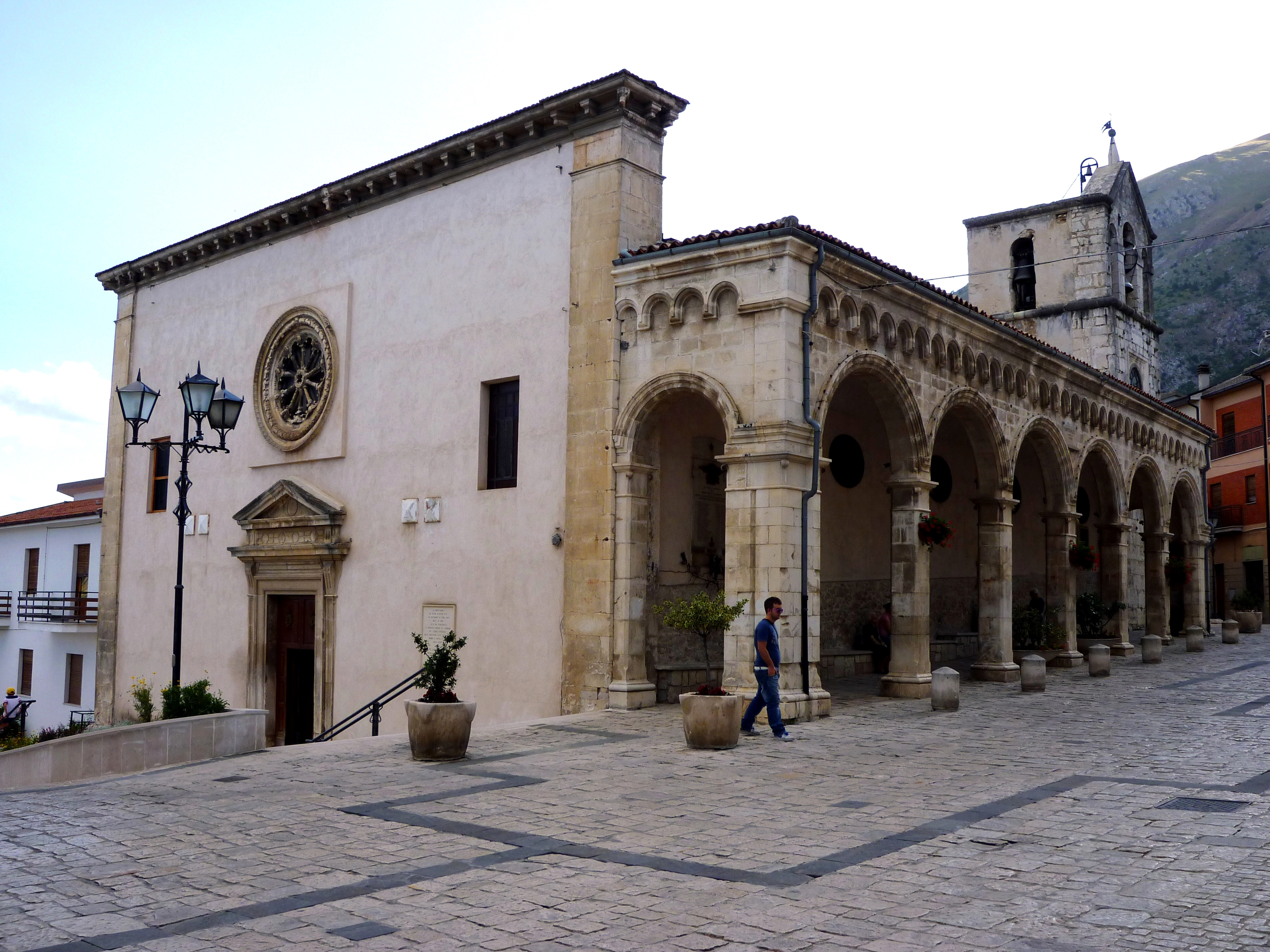
Chiesa madre di Lama dei Peligni, sede della reliquia del Santo Bambino

Particolarmente venerata, nella chiesa, è la reliquia del Bambino Gesù, una testina in cera fatta fabbricare a Gerusalemme. Nel 1760 il francescano Pietro Silvestri tornato dalla Palestina, portò a Lama una statuetta in cera rappresentante Gesù Bambino con le braccia avvolte attorno al corpicino, le labbra chiuse, gli occhi neri aperti. Questo secondo gli atti della diocesi di Chieti, una sfumatura locale della leggenda vuole che fosse stata realizzata solo la testa del Bambino, da avvolgere in fasce, data la povertà di denaro del francescano. L'effigie è firmata dal Frate Giovanni Lorenzo da Limano, missionario apostolico e parroco del Vecchio Cairo in Egitto, l'immagine è conservata in un'urna d'argento rivestita di cristalli, avvolta in un tessuto di seta rossa, che fu realizzata nel 1845 da un locale.
Precedentemente la reliquia si trovava in un'urna di legno intarsiato e dorato, del 1778, realizzata da un maestro ebanista di Sulmona; nel 1894 con i contributi degli emigrati in America, fu realizzata una colomba d'argento posta sopra l'urna, nel 1906 l'altare marmoreo fu completato. Nel 1013 è stata realizzata una chiave d'argento, a simbolo della comunità lamese che intende rimettersi alla protezione di Gesù Bambino.
La Sacra Effigie del Bambino, sin dal momento in cui arrivò a Lama dalla Palestina, acquistò la fama di poteri taumaturgici, di guarigioni miracolose da mali, veniva portata in processione durante il Natale. Sempre sfumature locali della leggenda vogliono che la testina di cera scampò a naufragio durante le tempeste per il viaggio via mare, che appena arrivata in paese, le campane delle chiese iniziassero a suonare da sole, che le beste, i buoi, gli asini, si inginocchiassero davanti al suo passaggio. Testimonianze sono date anche da opere x voto dei paesani lamesi, o da testimonianze raccolte, di guarigioni miracolose improvvise, di salvataggi di bambini caduti nei pozzi e rimasti incolumi, e via dicendo. Alcune di queste opere ex voto furono trafugate dai tedeschi durante la seconda guerra mondiale, e sempre voci riportano che questi colpevoli ebbero una vita misera dopo la guerra, e morirono di atroci mali.
Nel 1826 fu realizzata una piccola edicola laterale l'altare maggiore, ancora esistente oggi, per raccogliere le offerte x voto, nel 1799 un altro miracolo si verificò: alla notizia dell'arrivo dei francesi di Napoleone, per salvare la reliquia, si realizzarono altre casse per trasportare al sicuro la testa del Bambino, ma queste si rivelarono inadatte, troppo grandi o piccole, benché fossero state prese le misure giuste, sicché la cosa fu interpretata come la ferma volontà del Bambino di rimanere in loco, proteggendo la città dell'attacco francese. Nel 1854 ci fu una grave epidemia di colera, e si organizzarono delle messe in onore del Bambino, sicché nei paesi attorno, come Taranta, Letto, Palena, Civitella, i morti furono molti, a Lama solo qualcuno.
Una nuova epidemia, la spagnola, colpì Lama nel 1915-18, mietendo delle vittime, la testa del Bambino fu portata in processione, ed esposta fuori dalla chiesa, contenendo il numero delle vittime, rispetto agli altri paesi attorno. Nel settembre 1943 i tedeschi irruppero a Lama durante la processione, interrompendola e ordinando il coprifuoco. La testa del Bambino fu nascosta in un casolare per evitare danneggiamenti o che fosse trafugata, sicché si salvò dall'effettiva distruzione di Lama per via della tattica della "terra bruciata" dei nazisti.
Nel 2010 in occasione del 250simo anniversario si sono celebrati solenni festeggiamenti, e migliorata la rievocazione storica dell'Adventus, in voga già dal 1993, ossia la rievocazione dell'arrivo a Lama della testa del Bambino.
Il 6 gennaio giorno dell'Epifania, a Lama, all'ora dei Vespri, i devoti si recano in chiesa, specialmente i bambini, per baciare l'icona sacra del Santo Bambino, per salutarlo in occasione della fine del periodo natalizio, mentre per il paese girano gruppi di bande che intonano stornelli di buon augurio.

## Feste di gennaio: Sant'Antonio abate

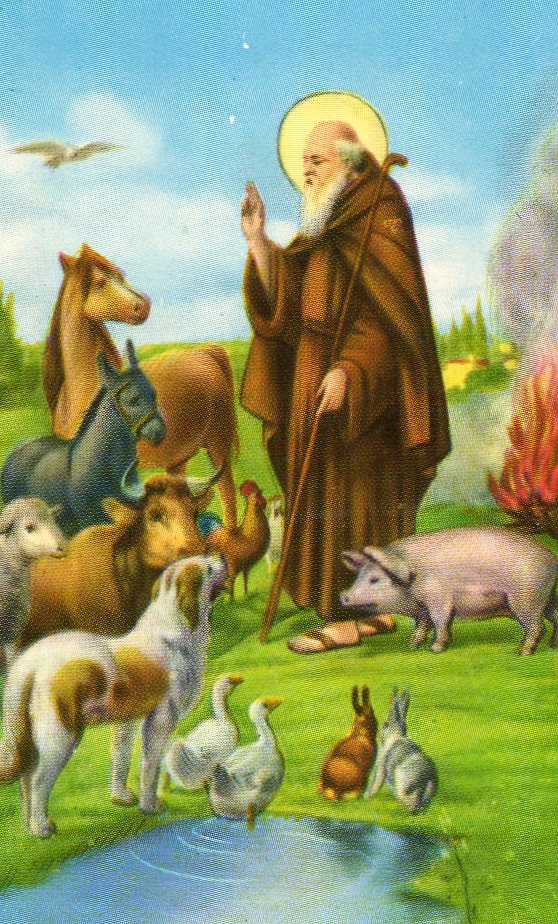
Sant'Antonio Abate con gli animali, in una immagine devozionale molto comune in Abruzzo

La venerazione per Sant'Antonio abate in Abruzzo è molto antica, molti centri tra cui Fara Filiorum Petri, Scerni, Scanno, Atessa, Ateleta e Chieti sono devoti al santo sin dal XII secolo, secolo da cui si attesta la presenza di chiese a lui dedicate. Essendo il santo patrono dei poveri e dei contadini, immediatamente costoro si sono riconosciuti in lui, il santo viene rappresentato con gli attribuiti degli animali che lo seguono, tra cui il porco, animale sacro per i contadini, simbolo di ricchezza e prosperità, che uccidono in gennaio in onore del santo.

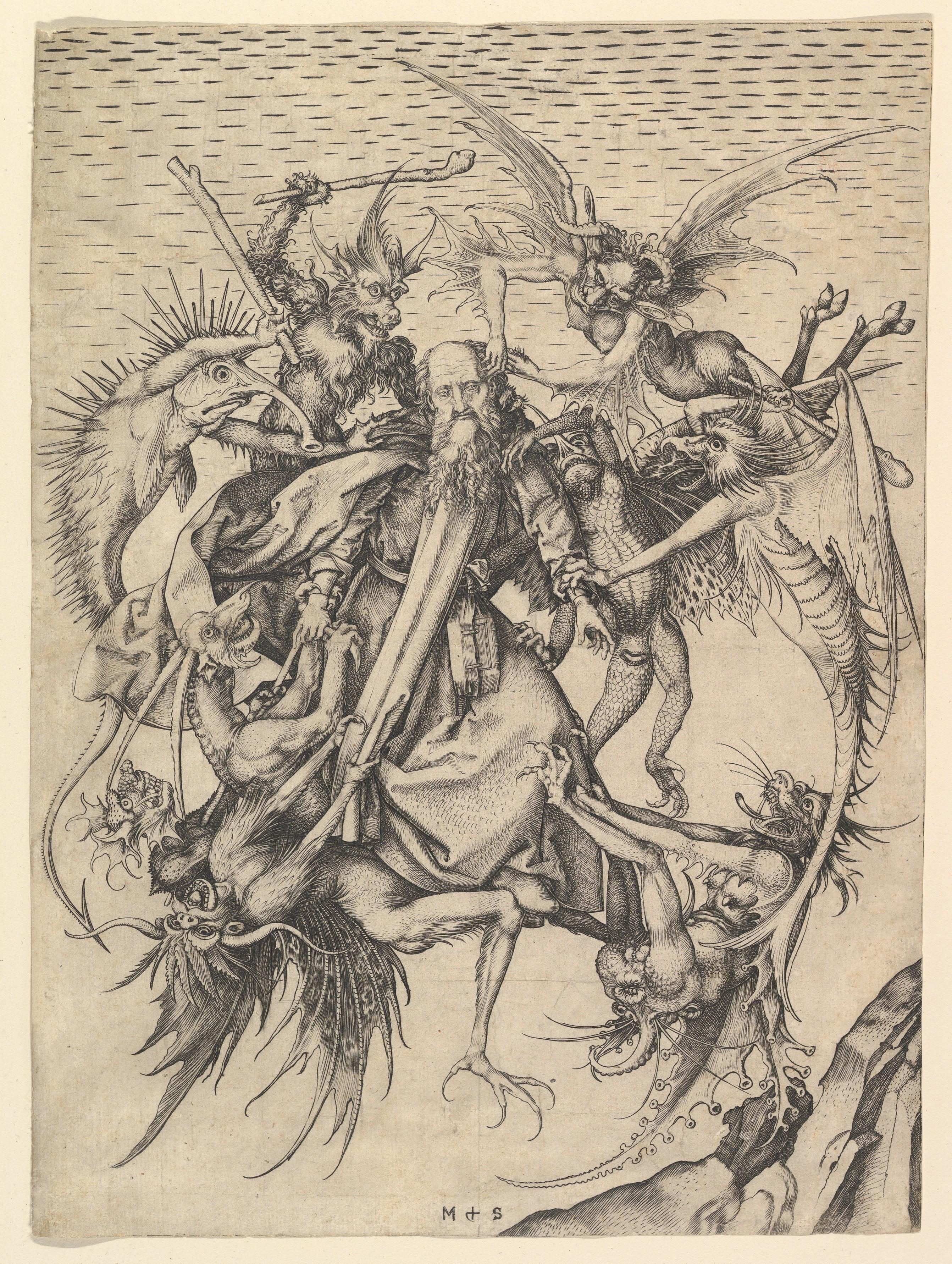
Le Tentazioni di Sant'Antonio incisione di Martin Schongauer, ca 1490.

Altro elemento legato al santo è il fuoco sacro della purificazione, in ricordo delle tentazioni diaboliche di Sant'Antonio. Alcuni hanno voluto vedere in ciò un sincretismo con le tradizioni pagane del fuoco sacro e della venerazione del Sole, come anche nel caso della Ndocciata di Agnone nel Molise, che si celebra in occasione del Natale, il giorno dell'Immacolata Concezione, intravvedendoci una rielaborazione delle feste sannitiche Saturnalia.
In ogni caso anche forse la leggenda del Santo che il 16 gennaio 1799 sbarrò la strada ai francesi napoleonici alle porte di Fara Filiorum Petri (CH) per impedirne il saccheggio, sarebbe da ricollegare a un rito ancestrale primitivo dell'accensione del fuoco e dei fascioni delle farchie che sono portate in onore del santo, molti simili alle farchie della Ndocciata agnonese.
Prodotti tipici delle feste di Sant'Antonio sono dei dolci di tradizione popolare, come dei pani benedetti, nella festa di Fara, oppure i cosiddetti "cillìtt di Sant'Antonie" (uccellini di Sant'Antonio), che si preparano un po' in tutti i paesi abruzzesi devoti al santo.
Altra caratteristica della festa del santo è la composizione di stornelli vari, alcuni dei quali registrati già negli anni '40 da contadini analfabeti, in cui si raccontano le peregrinazioni e le tentazioni; tra questi è divenuto famoso "Sant'Andonie a lu desertu" composto dal poeta chietino Raffaele Fraticelli e musicato dal Maestro Ennio Vetuschi della Corale "Giuseppe Verdi" di Teramo.
Ulteriore caratteristica delle feste di Sant'Antonio, sono degli stornelli cantati in dialetto, accompagnati dalla rappresentazione teatrale, da parte di personaggi comuni dei paesi, delle Tentazioni del Santo, come ad esempio si fa a Ortona, Casoli, Lanciano e Orsogna, ma anche in altri paesi d'Abruzzo e specialmente del chietino. Mentre un corifeo canta con lo strumento, come ricorda Donatangelo Lupinetti soprattutto sonaglietti, zufoli, fisarmonica oppure tamburello a sonagli, la storia delle tentazioni, c'è chi interpreta il Sant'Antonio peregrinante nel deserto, mentre dei diavoli lo tormentano con lazzi, finché non giungono gli angeli a liberarlo dai tormenti.
Cottole di Sant'Antonio a Collelongo (o "Le cuttòre") (16-17 gennaio)
In occasione del Sant'Antonio, che si venera in una chiesetta all'ingresso del paese, si celebra questa ricorrenza popolare. Il termine "cuttora" deriva dalla grossa pentola di casa, dove le donne mettevano a cuocere il granturco, che dopo 7 ore di bollitura diventa "ceceròcche", dal latino cicer crocus ossia cece rosso. Il 16 gennaio all'ora dei vespri, si recitava la litania apotropaica per Sant'Antonio, e veniva acceso la cuttora. Questa serviva soprattutto per rifocillare i pellegrini e i questuanti che in occasione di Santo.
Oggi la celebrazione si svolge presso parte più antica del nucleo di Collelongo, rievocando come i patriarchi un tempo, per dimostrare generosità, aprivano i portoni dei palazzi ai questuanti, offrendo vivande. Anche in questo paese marsicano, si distribuiscono i piccoli pani benedetti, fatto in casa, le "panicelle".

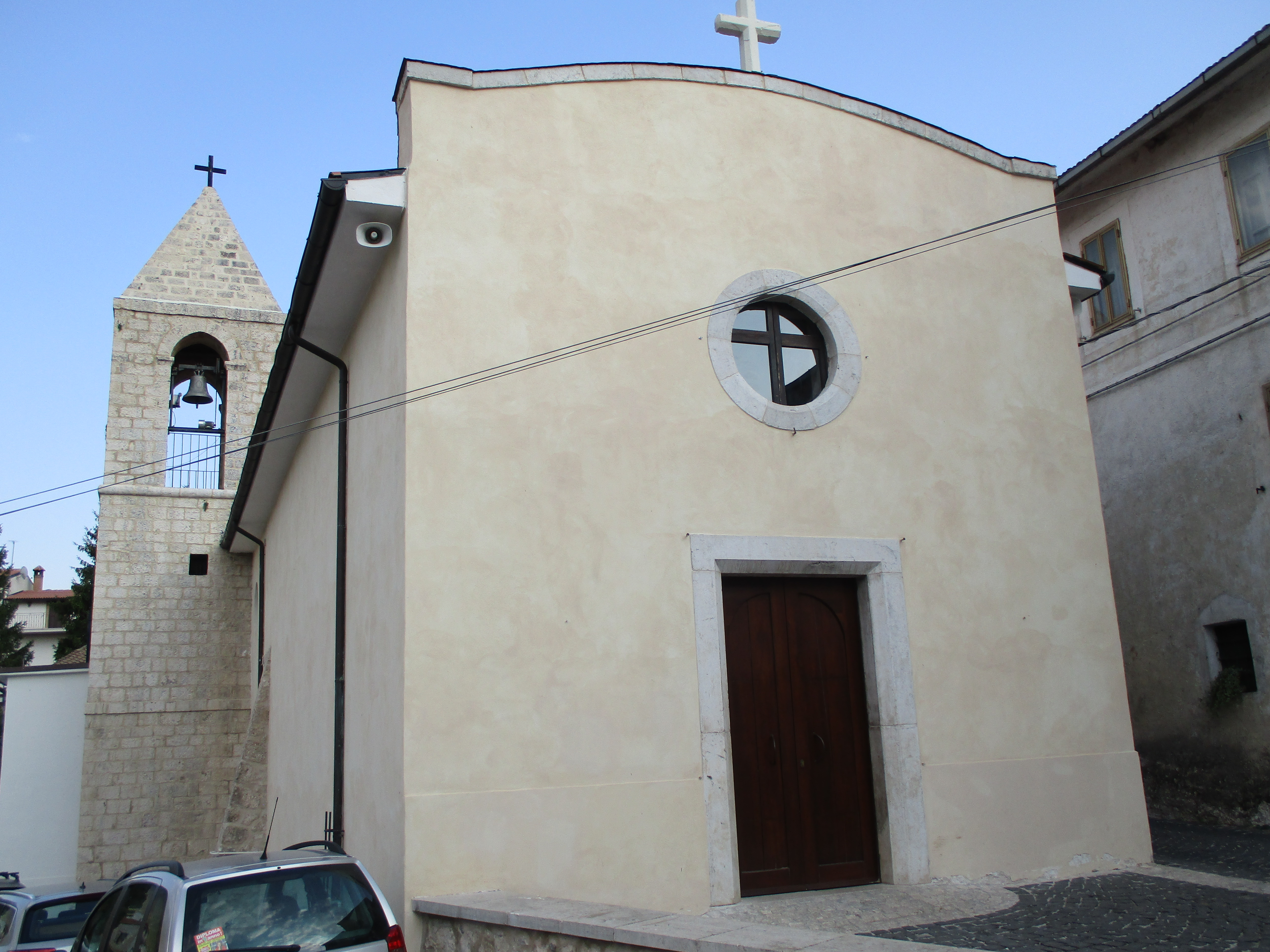
Chiesa della Madonna delle Grazie a Villavallelonga, dove si trova la statua di Sant'Antonio

Panarda di Sant'Antonio abate a Villavallelonga (17 gennaio)
Si celebra tra il 16 e il 17 gennaio, il termine indica un grande banchetto notturno. Anche in questa ricorrenza, si mettono insieme gli elementi della generosità popolare contadina, in cui dopo mesi di digiuno e lavoro, ci si gode il giorno dell'abbondanza in occasione della ricorrenza, con i prodotti del proprio lavoro in campagna. Nel paese marsicano di Villavallelonga il numero minimo deve essere di 50 commensali a tavola. Le origini risalgono alla tradizione orale, un certo Mariano Serafini per arare il suo campo, non riusciva a trovare il giusto numero di aratori, sicché fece voto al Demonio per vedere terminato il suo lavoro, ma arrivano in tempo due uomini che raccomandarono al fattore di non mettere sale nel cibo che avrebbero consumato. Mariano se ne dimenticò, così i mietitori, al momento del pranzo, richiesero la domanda.
La donna si segnò, e i mietitori si scoprirono diavoli, che scomparvero imprecando davanti al segno della Croce. La donna invocò la protezione di Sant'Antonio, quando soprattutto sul campo di grano videro impronte di capra, lasciate dai due uomini-diavolo; i due fattori si accordarono col santo che per espiare la loro ingordigia di arare un così vasto campo, avrebbero devoluto il ricavato ai poveri perché avessero sempre da mangiare il giorno a Lui consacrato. Il simbolo dell'abbondanza dunque è parte della tradizione villavallelonghese, tanto che la statua processionale del santo è adorna di una croroncina di frutti, fichi secchi, arance, mele, che viene realizzata ogni anno dagli anziani.
Tornando al rito della Panarda, le portate sono diverse, dal brodo di carne di gallina, ai maccheroni all'uovo con ragù di carne di pecora detti appunto "di Sant'Antonio", pecora alla cottora, ricordando la tradizione di Collellongo, fave lessate, frittelle di pasta, la frutta con le "coroncine di Sant'Antonio". Il 17 c'è la benedizione degli animali, anche domestici, e a differenza di altri paesi abruzzesi, in paese si svolge una sorta di processione carnevalesca, in cui ci si maschera da animali e da figure bestiali, per ricordare le tentazioni di Sant'Antonio, finché costoro non sono bloccate da figure vestite di bianco, gli angeli di Dio invocati da Sant'Antonio, che scacciano i demoni.
La sera del 17 si assiste al grande fuoco di piazza, inoltre c'è la distribuzione di fave lessate al popolo, la "Favata", condite con uova; anche questa distribuzione di cibo è collegata a un rito di benevolenza ed elargizione, che si ricollega alla munificenza di una nobile famiglia villavallelonghese: i Bianchi detti "Pgnatùne". L'origine della tradizione è simile a quella del "lupo di San Domenico" di Villalago (AQ), in cui un lupo nel giorno di Sant'Antonio rapì un bambino dalla culla, e all'invocazione della madre, il lupo ammansito ritornò.
Il demologo Alfonso Maria Di Nola, studioso anche delle pratiche dei serpari di San Domenico a Cocullo, segnalò il ritornello tipico del "Sant'Antonio mio benigno", che i cantori intonano per le strade.
Farchie di Fara Filiorum Petri

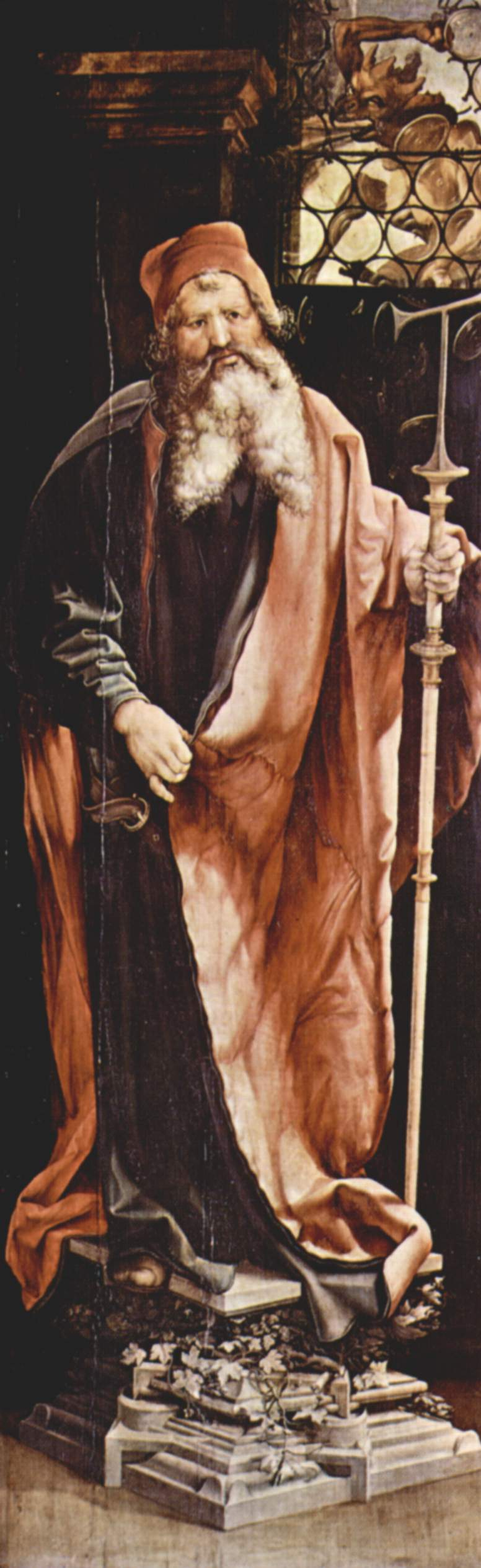
Matthias Grünewald, Altare di Issenheim per l'ospedale degli Antoniani

sono una ricorrenza che si tiene in questo paese, secondo la tradizione dal 1799. È innegabile la presenza di una chiesa dedicata a Sant'Antonio abate già prima di quest'anno, nella zona del cimitero comunale, tuttavia con un fatto, probabilmente accaduto il 16 gennaio 1799, il culto crebbe al punto da eleggere Sant'Antonio patrono di Fara, quando prima era San Salvatore. Il francesi di Gioacchino Murat, giungendo da Chieti per dirigersi a Guardiagrele, la sera del 16 gennaio 1799 si trovarono sopra l'altura di località Colli, per dirigersi verso Fara. Le preghiere del popolo fecero sì, secondo la tradizione, che Sant'Antonio con un fulmine incendiasse gli alberi attorno al paese ellittico di Fara, già protetto da sé con le mura, impedendo in ogni modo l'assalto. Altre versioni della leggenda vogliono che le lingue di fuoco si animassero come dei giganti e che si scagliassero contro l'esercito francese, facendolo fuggire, ma si tratta certamente di una coloritura popolaresca, sicché i francesi mossero verso Guardiagrele.
La festa continuò ad essere celebrata, documentata per le prime volte in maniera ufficiale nei primo del '900 da Finamore e De Nino, filmata negli anni '50 anche dall'Istituto Luce, suscitando un interesse sempre più vivo, divenendo la festa per eccellenza d'Abruzzo dedicata a Sant'Antonio, poiché mescola la tradizione dell'uccisione del maiale e del cibo dell'abbondanza, il dono delle panicelle benedette in onore del santo e infine il rito del fuoco purificatore. La tradizione oggi vuole che la festa si celebri nell'arco di una settimana, dai preparativi delle contrade di Fara, compresa "Fara centro" o anche "San Salvatore" (dal nome della chiesa parrocchiale), sino al 17 gennaio.
I contadini delle varie contrade: Colli, Madonna, Mandrone, Forma, Vicenne, Fara centro, Crepacci, Campolungo, Colle Anzolino, Sant'Antonio, Sant'Eufemia, Giardino o Sant'Agata, Pagnotto; preparano i fuscelli dei canneti attorno al fiume Foro per creare dei grossi covoni alti diversi metri, detti "farchie", e al grido popolare di "Eeeh Sand'Andonie!!" accendono le farchie nel piazzale della chiesa al Santo dedicata, una ad una. C'è una rivalità tra le varie contrade nell'individuare un fuscello fuori posto, il modo in cui sparano i mortaretti di ciascuna farchia prima di prendere fuoco dalla cima; dalla chiesa viene fatta uscire la statua del santo, che sfila tra le varie farchie, disposte a griglia, in modo che possa compire movimenti sinuosi tra una e l'altra a mo' di serpente, e fermarsi davanti alla farchia da "Lui" ritenuta vincente. I tizzoni vengono raccolti come reliquie e con al cenere ci si semina i campi.
Festa di Sant'Antonio Barone in Scanno (17 gennaio)
La chiesa di Sant'Antonio abate è situata nel centro storico. Secondo Notarmuzi, esiste una leggenda trascritta in volgare, la "Leggenda de lo beatissimo egregio Missere li barone Sancto Antonio", con chiara influenza della parlata aquilana nel volgare italiano, proveniente dal portoghese Codice Casanatense 1808. La leggenda risale al XIV secolo, si diffuse a Scanno poiché luogo di passaggio di mercanti e armenti lungo la valle del Sagittario per arrivare a Sulmona, e da lì a Napoli. Il Sant'Antonio a Scanno è detto "barone" perché la statua fu commissionata dai baroni Di Rienzo, e così si distingue dalla festa di Sant'Antonio di Padova, per cui esiste la chiesa appena fuori dalle mura.
La mattina del 17 gennaio, presso il palazzo Di Rienzo, accanto alla cappella del Santo, il portone si apre, lasciando l'entrata all'androne di ingresso con vari caldai di rame (collegamento ai tipici calderoni presenti anche nella Marsica), ricolmi di sagne e ricotta. Dopo la Santa Messa nella chiesa, il prete benedice il cibo e le bevande, prima di dare inizio ai pasti, e nella benedizione rituale, nel corso dei secoli, alcune formule della "Leggenda di Sancto Antonio" del Codice Casanatense, sono entrate nel sermone. Antonio De Nino negli Usi e costumi abruzzesi ricorda come ai suoi tempi, seconda metà dell'800, si usasse inscenare una pantomima delle tentazioni di Sant'Antonio.
Il Santo Re di Ateleta (17 gennaio)
La festa era celebrata nell'area prima della fondazione di Ateleta sotto il patrocinio di Gioacchino Murat. Infatti i boschi tra Ateleta, San Pietro Avellana e Castel di Sangro, ancora oggi ricchi di legname, erano battuti dai giovani in cerca di legna per realizzare i coni da bruciare in onore del Santo. E questuando per le case dei boschi, chiedevano ritualmente "pe' Sant'Antone" ("per Sant'Antonio"). La legna viene accatastata nella piazza Carolina D'Asburgo (o piazza Municipio) di Ateleta, con l'icona del santo attaccata, e un altro cumulo viene ammassato davanti alla chiesa in piazza XX Settembre. Ciò è dovuto alla rivalità di due parti di Ateleta, il quartiere di Carceri Alte, quello più antico sopra cui fu eretta la nuova città francese, e San Gioacchino, il quartiere più a valle con la chiesa.
In Ateleta si tiene la Santa Messa in onore del Santo, e nel panegirico si ricorda la ricchezza del contadino, ossia il maiale, che in passato per il paese veniva consacrato al santo e fatto girare come bestia libera, a patto però di perdere un orecchio, tagliato e fritto in onore del santo. La farchia vincitrice di Ateleta quando viene accesa, viene ricompensata con il regalo di un maiale alla confraternita.

## Gennaio e febbraio: feste della Purificazione
San Sebastiano "rosso sangue" in San Sebastiano dei Marsi (21 gennaio)
La festa ha a che fare con il rito della purificazione, in ricordo del martirio del Santo per mezzo delle frecce. Nei tre giorni che precedono la festa, il rito della purificazione riguarda la rituale preparazione dei pani benedetti, le "panette": arrotolare 8 palline di pasta unite tra di loro in 2 file di 4 per poi essere schiacciate con timbro, che va a incidere le iniziali del patrono S.S.
Le panette sono cotte e poi deposte su teli a raffreddare, finché delle ragazze devote vengono scelte per metterle nelle ceste, coprendo i cesti con teli rossi, con fiori in rilievo. Il termine della festa "San Sebastiano Rosso Sangue" deriva proprio dal fatto che per simboleggiare le frecce che colpirono il corpo del Santo, i cesti sono coperti di panni rossi, e messi sopra le teste delle ragazze devote, e portati in processione fuori, verso la chiesetta della Madonna di Loreto con la statua del Santo. Tradizioni antiche vogliono che le panette siano messe all'interno del davanzale della finestra della casa per tutto l'anno, sostituendole ogni giorno di San Sebastiano, in modo da proteggere la casa dalle calamità naturali.
Vaporetto di San Sebastiano di Ortona (21 gennaio)
Tradizione istituita dal 1936, si svolge in piazza San Tommaso, e vuole collegato il rito di San Sebastiano, patrono dei vigili urbani al viaggio di San Tommaso apostolo a Ortona nel 1258, quando il capitano ortonese Leone Acciaiuoli trovò le sue reliquie a Chios, e le riportò in Abruzzo. Una barchetta di cartapesta viene sospesa a mezz'aria su un filo di ferro con un capo presso la cattedrale, l'altro verso una casa opposta la piazza. Il Vaporetto è spinto da fuochi pirotecnici, compiendo tutto il percorso, e dall'andamento del percorso, se si storce, o se si arresta, si giudica come andrà l'annata. Indubbiamente il rito è di tradizione più antica, probabilmente il Vaporetto veniva fatto muovere lungo torrenti d'acqua, e l'augurio della buona annata, essendo gennaio, è da ricollegarsi alla tradizione del buon augurio che San Sebastiano infonde in varie tradizioni, come protettore e simbolo di rinascita.
A Ortona, dopo il tragitto del Vaporetto, i locali preparano un piatto a base di stoccafisso e cavoli neri, chiamato "puzz'nètte"

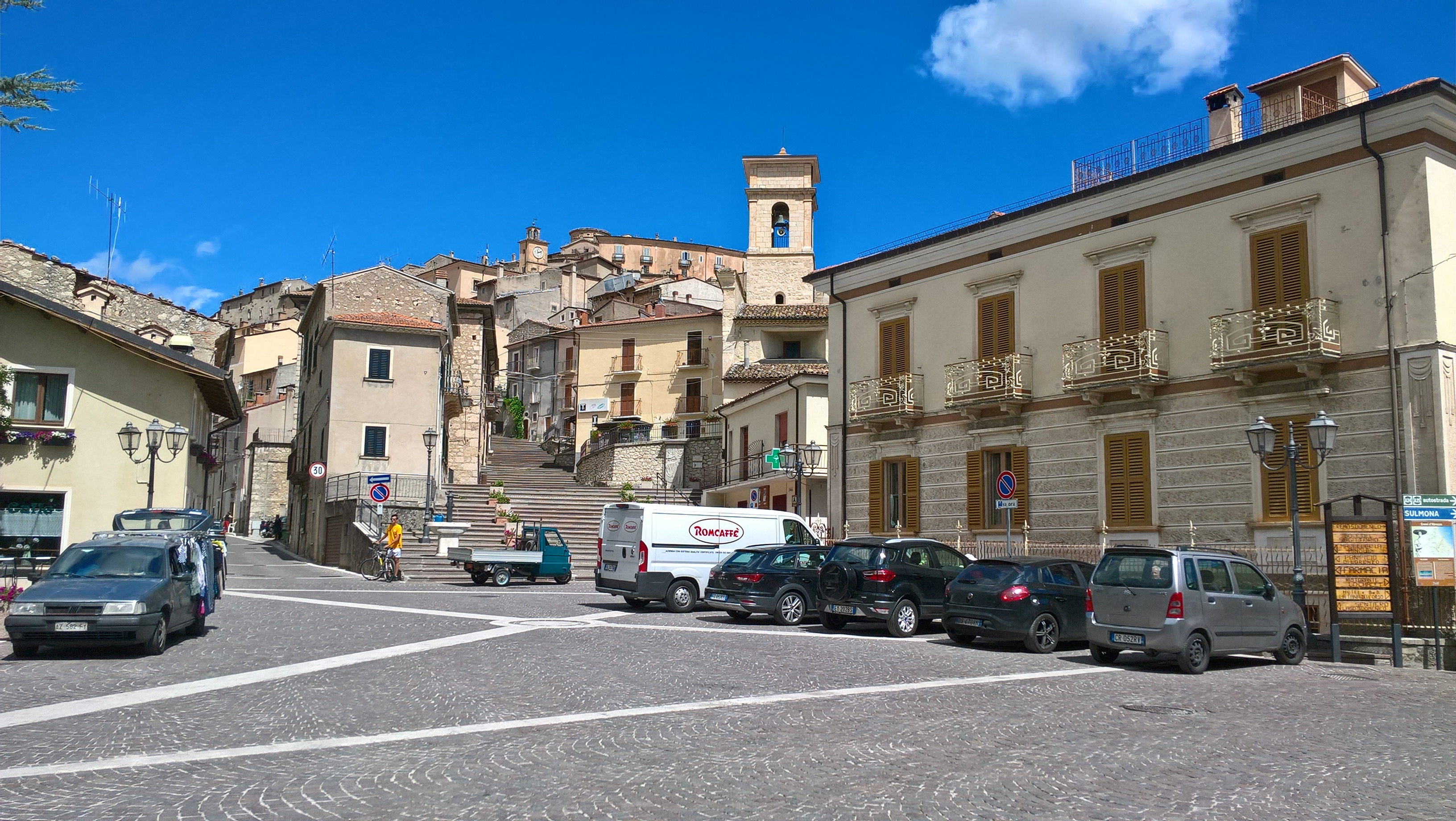
La piazza di Villalago, dove si accatastano le Fanoglie

Le Fanoglie di Villalago (21 gennaio)
A Villalago San Domenico abate, patrono di Cocullo, a non molta distanza, si festeggia 3 volte: il 22 gennaio in occasione delle Fanoglie, giorno della sua morte, il Lunedì di Pasqua e infine il 22 agosto. In occasione della morte di San Domenico nel 1031 a Sora, a Villalago, sempre collegandosi al rito del fuoco purificatorio, si accendono delle sorte di farchie chiamate volgarmente "fanoglie"; le cataste di legna sono accumulate a mo' di cono in piazza, sulla sommità sono poste frasche secche. Il rito avviene giorni prima, con i soliti questuanti che vanno a chiedere ciocchi di legno e ramicelli, finché ogni rione di Villalago, da Madonna di Loreto, a Torrione a Sant'Angelo, crea la sua fanoglia da bruciare. Le pire sono accese il 21-22 gennaio sotto la benedizione dei prete, e le "confraternite" si riuniscono attorno alle varie fanoglie da loro create cantando.
La studiosa universitaria Silvia Scorrano vede in questo rito ancora una reminiscenza degli antichi culti pagani di queste terre del Sagittario, un tempo abitate da piccoli vici e pagi romani, vedendo il rito della rinascita; dello stesso parere è Maria Concetta Nicolai, che vede un particolare interesse dei villalaghesi in San Domenico in quanto alla fine del 900 d.C. il santo peregrinò presso le gole, fondando il monastero benedettino di San Pietro de Lacu, ritirandosi poi in meditazione nell'omonimo eremo a Prato Cardoso, dove si trova oggi il lago omonimo.
Sposalizio di San Giuseppe falegname - San Martino sulla Marrucina (23 gennaio)

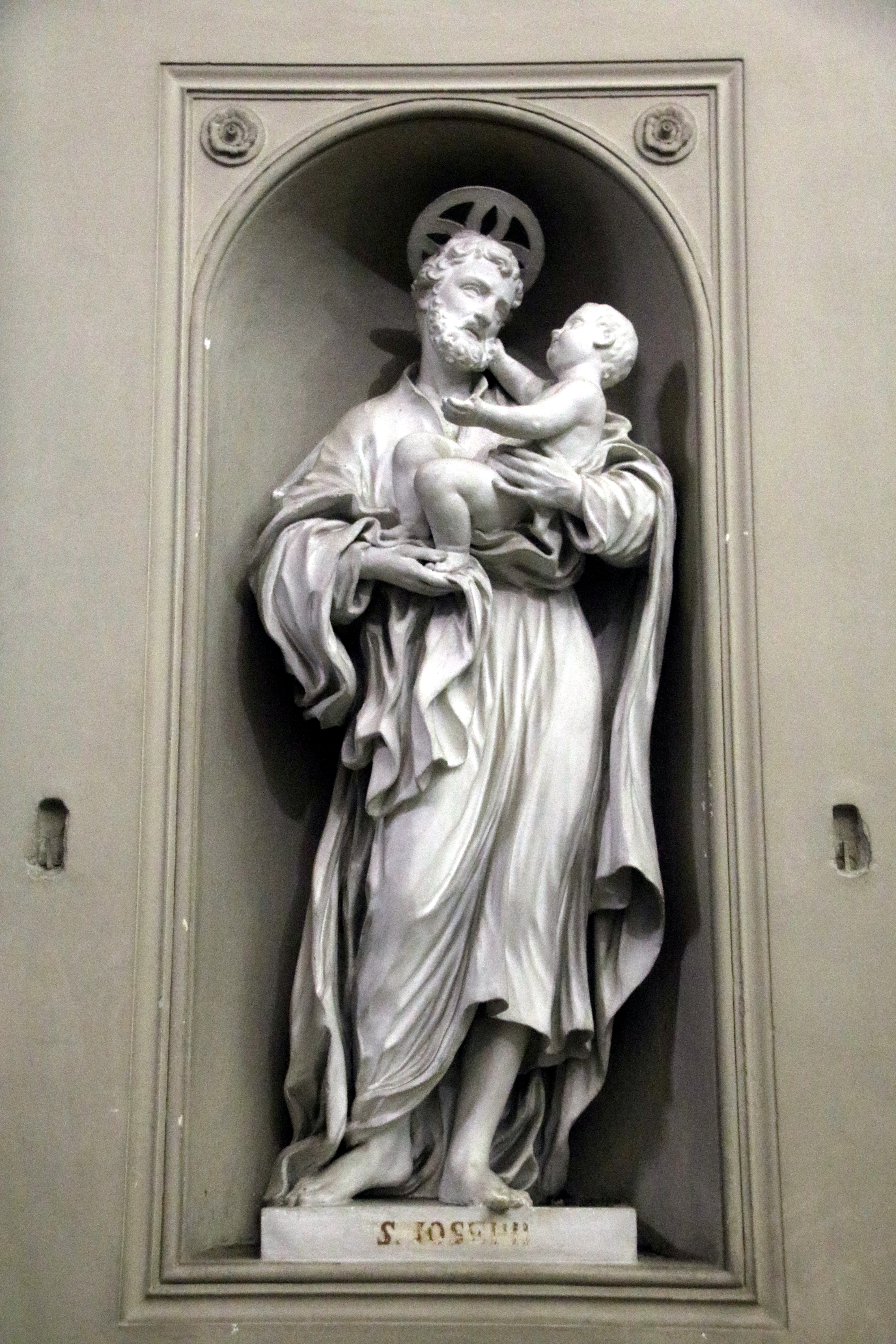
San Giuseppe, molto venerato in Abruzzo nel gennaio

La festa è organizzata da un'omonima confraternita che risiede nella parrocchia di San Cristinziano. Il culto di San Giuseppe in Abruzzo è collegato al rito del cibo, alla realizzazione di pani sacri, come nel caso delle "tavole di San Giuseppe" nel comune di Monteferrante; i pani benedetti vengono realizzati col vino in modo da assumere colore rossastro. La chiesa madre ha visto negli ultimi due secoli la venerazione della statua di San Giuseppe col Bambino al punto che spesso viene indicata con questa seconda intitolazione. Il giorno del 23 si arriva all'Esposizione, ossia la chiesa è lasciata al buio con i fedeli, finché non si riuniscono la statua di San Giuseppe col Bambino e la Madonna, in modo da rappresentare un matrimonio mistico, le luci si riaccendono, la Santa Messa si conclude, e la statua è portata in processione per il paese.
Il culto attuale risalirebbe al 1799 in merito a un miracolo, come nella vicina Fara Filiorum Petri, benché la statua di San Giuseppe sia molto più antica, così come la sua venerazione, probabilmente sarebbe della bottega di Nicola Ranieri da Guardiagrele. La chiesa attuale era l'antica cappella del castello baronale, scomparso nel XVII secolo, quando la chiesa fu ricostruita, benché oggi si presenti in aspetto tardo ottocentesco, e con facciata del 1949 di Felicetto Giuliante. La leggenda vuole che ne pochi giorni dopo la fallita invasione di Fraa Filiorum Petri (16 gennaio), i francesi di Murat si fossero spinti sotto San Martino, lungo la strada Marrucina per Guardiagrele. Lungo la strada apparve un vecchio che intimò ai francesi di fermarsi, ma costoro continuarono indefessi cercando di calpestare il vecchio con i cavalli, ma una luce immane inondò i soldati, rivelandosi, secondo la leggenda, San Giuseppe sposo. Sicché i cavalli si inginocchiarono devotamente e i soldati fuggirono, spostandosi verso Guardiagrele.
I demologi hanno visto in ciò tipiche attribuzioni del fascio di luce enorme per caratterizzare la figura di San Giuseppe, come in altre leggende relative ad altri santi patroni venerati, come ad esempio San Tommaso apostolo per Ortona. Probabilmente in quei giorni dovette accadere una forte tempesta con un lampo che arrestò i francesi, oppure, dato che Luigi Coppa Zuccari, nel suo saggio di ricostruzione delle invasioni francesi in Abruzzo non menziona assedi a Fara e San Martino, si ritiene che certi paesi abruzzesi risparmiati dai francesi semplicemente perché accondiscendenti a far passare le truppe e a fornire loro vettovaglie, e ad ospitare un municipalista liberale, dal 1799 in poi abbiano creato nell'immaginario collettivo una vera e propria campagna diffamatoria nei confronti di Guardiagrele.
La città infatti, la più grande dell'area tra il Foro, la Majelletta e la vallata di San Bartolomeo, il 25 febbraio fu occupata dai francesi, ma subì un saccheggio peggiore dalle popolazioni inferocite di vari paesi dell'hinterland, tra cui Casoli, Orsogna, Atessa, San Martino, Fara, per questioni di terreni, sicché i francesi dai paesani di questi centri furono accolti come dei liberatori dal giogo di affitti da pagare all'odiata padrona.
Panicelle di San Biagio - Taranta Peligna (3 febbraio)
Il culto di San Biagio vescovo è molto antico a Taranta, nella vallata dell'Aventino, tanto che una delle chiese più antiche è quella di San Biagio, eretta secondo Verlengia nel XII secolo, a forma basilicale, l'unica vera chiesa di Taranta degna di chiamarsi tale, perché le altre come ad esempio San Nicola attuale parrocchia erano solo cappelle, conservatasi sino al 1943. Il campanile risaliva al 1564, sempre secondo Verlengia, per un'iscrizione, finanziato dai Malvezzi del paese, che probabilmente finanziarono anche il monumentale portale ad ante lignee, che ancora oggi si conserva, con i busti in rilievo dei Santi Biagio e Rocco. La chiesa fu rifatta nel 1860 in stile pseudo romanico sopra quella antica, ad opera di Giustino Fiocca da Castel di Sangro, anche se incompiuta e danneggiata dai terremoti del 1915 e del 1933, e danneggiata gravemente dai tedeschi nel 1943, rimasta abbandonata sino al 1965, quando senza essere recuperata, fu semi-demolita, lasciando solo la parte della facciata col portale e parte della torre campanaria.
Nonostante ciò, il culto di San Biagio ha perdurato, le statue dei due patroni si trovano nella chiesa parrocchiale, dato che la vecchia San Biagio in piazza Roma non è più officiata; Verlengia ritiene, dai documenti consultati, che il culto risalga al Medioevo, dato che già nel XII secolo appunto, sopra Taranta esisteva un monastero benedettino dipendente dalla vicina ex badia di Santa Maria de Letto o di Monteplanizio (Lettopalena), detto "San Biagio vecchio".
Il culto attuale si traduce sempre nella preparazione da parte delle donne di pani benedetti, a forma di dita, da unire insieme, quasi a simboleggiare le mani del santo patrono. La farine e le arche da lavoro sono benedette dal prete con l'apposizione del sigillo dei Santi Biagio e Rocco, l'impasto è lavorato in modo da formare dei serpentelli, tagliato alle estremità.
Festa di San Biagio a Lanciano (3 febbraio)
Anche a Lanciano il culto è molto antico, tanto che la chiesa dedicata al santo risale al 1069, una delle prime parrocchie del rione Lancianovecchio. Non si sa naturalmente a che epoca risalga la tradizionale fabbricazione dei pani benedetti, poiché la chiesa di San Biagio è stata riaperta solo negli anni '50, dopo un periodo di semi-abbandono dal 1827, quando le chiese di Lancianovecchia furono accorpate all'unica parrocchia di Sant'Agostino.
Tuttavia il culto ha perdurato, benché in forma ridotta, sino agli anni '50, in quanto presso la chiesa operava una confraternita, attualmente stabile, la Confraternita della Madonna della Candelora, che stava nella vicina chiesa di San Giovanni, andata distrutta nel 1943, spostatasi presso Sant'Agostino e poi a San Biagio, con la statua processionale fatta fare dal maestro Giacomo Colombo
Il rito è abbastanza classico, e non propriamente originale: l'unzione delle gole da parte dei preti e del vescovo della diocesi, l'accensione di candele benedette da portare in casa con il santino, e la compera dei pani benedetti presso la piazzetta dei Frentani.
Pane e acqua di Sant'Agata - Castelvecchio Subequo (4-5 febbraio)
(Filastrocca dialettale di Castelvecchio)
Il culto è molto antico, dato che fuori dalle mura esiste la chiesetta di Sant'Agata, presso Fonte dei Ciuchi, documentata dal 1114, e pare che fosse eretta sopra un tempio di Ercole, sorgendo presso il vicino sito romano ci "Superaequum" De Nino fu il primo a parlare di impianti termali in questa città romana, tanto che un canale sicuramente conduceva all'area della chiesa di Sant'Agata e alla relativa fontana sacra, avendo chiaramente poteri terapeutici per le sorgenti sulfuree, sicché i devoti immediatamente parlarono di luogo benedetto e taumaturgico, per la guarigione di alcuni mali del corpo.

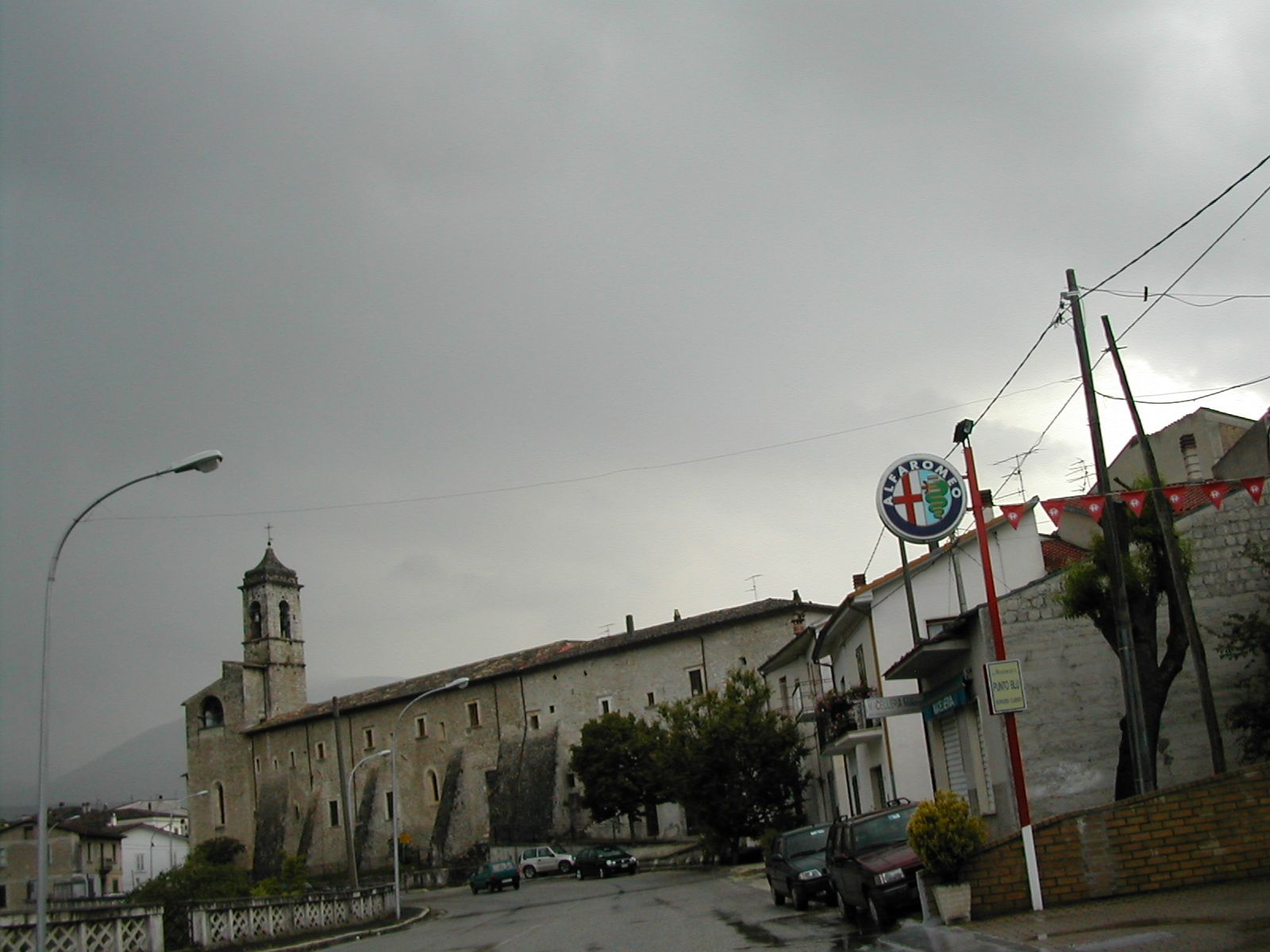
Piazzale della chiesa di San Francesco, Castelvecchio Subequo, dove si tiene la fiera di Sant'Agata

Sempre Antonio De Nino, negli Usi e costumi abruzzesi, volume IV "Sacre leggende", parla per primo del rito. Il 4 di febbraio le donne devote si recano alla fonte bagnando le mammelle, simbolo del martirio della santa, per renderle turgide e fertili, e vi benedicono anche i pani per mangiarli. La fonte infatti è sinonimo di fertilità e abbondanza soprattutto per le partorienti che devono allattare i piccoli. Il 5 febbraio si celebra la messa nella chiesa e si bacia la reliquia posta nella statua, e l'affresco del XVI secolo in stile manierista della santa
Si consumano anche le pagnottelle di Sant'Agata, realizzate a coppia in modo da sembrare proprio le mammelle del martirio. Presso la chiesa convento di San Francesco, in Castelvecchio, si tiene la fiera mercantile.
Banchetto dei soldati di Ercole o festa di Santa Maria a Vico (8 febbraio) - Sant'Omero
Il nome deriva dal fatto che nei primi del '900 l'archeologo teramano Francesco Savini rinvenne presso la campestre chiesa di Santa Maria a Vico una lapide romana che lasciava chiaramente intendere la presenza di un tempio dedicato ad Ercole. Negli anni '90 è sorta questa festa in cui si rievoca l'ambiente dell'antico Vicus Vomanus, nell'epoca della conquista da parte dei Longobardi, e consacrato a Sant'Omero, con gare di tiro con l'arco, mentre il programma religioso prevede la Santa Messa nella chiesa.
Santa Scolastica del latte - Corropoli (10 febbraio)
La chiesa maggiore di Corropoli era dedicata anticamente alla santa, poi vi fu portata la statua della "Madonna del Sabato Santo", e acquisì la nuova intitolazione. Nel teramano è festeggiata come una sorta di Sant'Agata, che subì il martirio delle mammelle tagliate, e che dunque sia simbolo di fertilità e procreazione, tanto che le devote sono spesso ragazze e puerpere. Presso il santuario c'è una fonte detta miracolosa, cui si abbeverano le devote, mentre le nubili compiono tre volte il giro attorno alla chiesa, recitando litanie con un sasso in mano con cui fare il voto di grazia.
Il luogo della successiva festa mangereccia è il pratone di Villa Garrufo di Corropoli.

## Carnevale in Abruzzo
Il Carnevale in Abruzzo è molto sentito, benché necessiterebbe di ulteriori e approfonditi studi, poiché oggi ancora si riesce a individuare ad esempio una precisa maschera che rappresenti la festa. Tendenzialmente oggi le maggiori città celebrano la festa con sfilate di carri allegorici per le strade e le piazze, con i figuranti travestiti da personaggi dei blockbuster di consumo, rendendo così evidente la spersonalizzazione e l'appiattimento culturale e identificativo della festa.

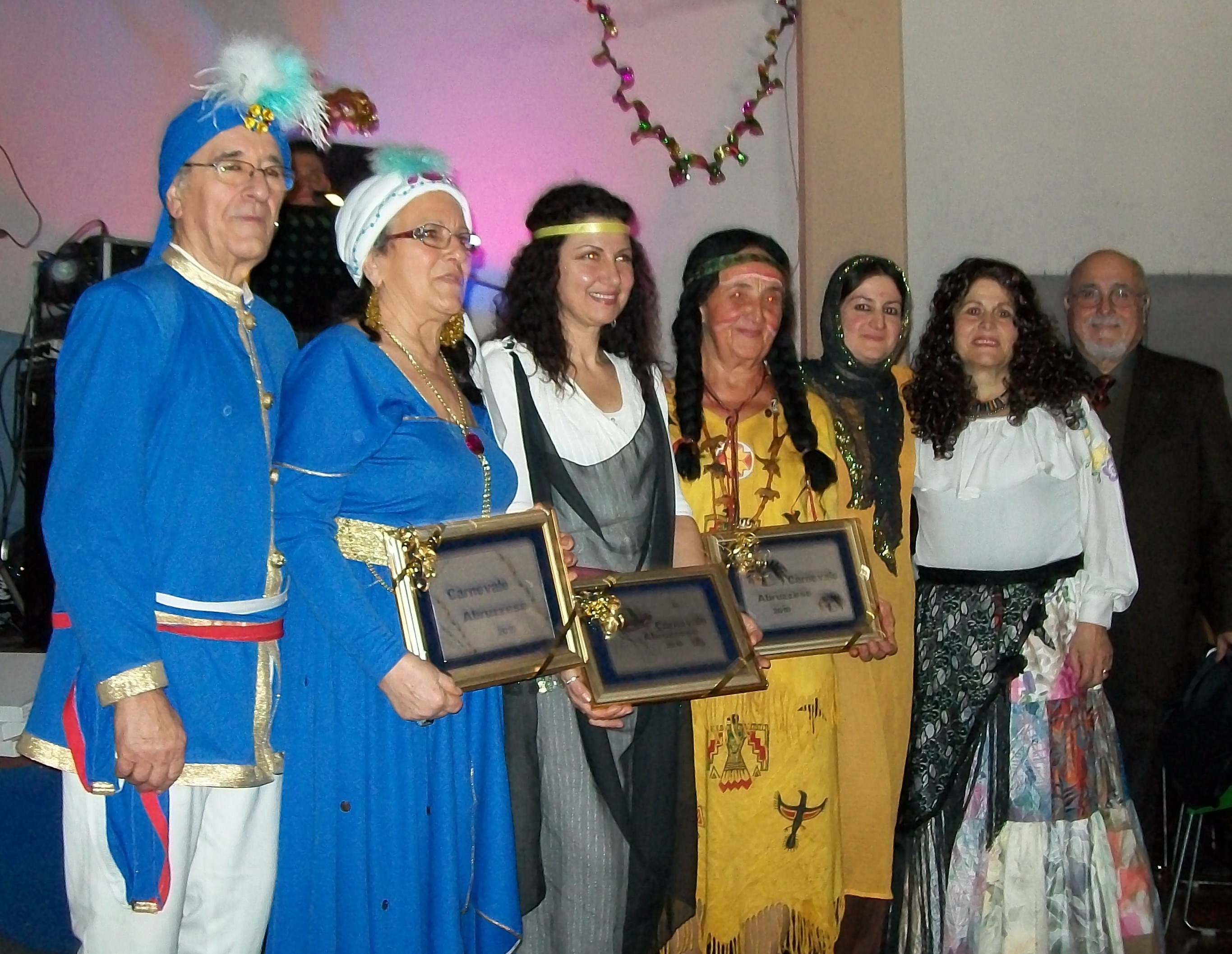
Gruppo di costumati di Carnevale per la delegazione del Carnevale abruzzese del Trentino di Sergio Paolo Sviullo Della Rocca

Infatti il Carnevale abruzzese sicuramente risalirebbe all'epoca della Commedia dell'arte, quando presso le piazze c'erano saltimbanchi che improvvisavamo lazzi. Una delle manifestazioni più antiche del Carnevale abruzzese documentate, è quello di Tagliacozzo, che si svolgeva in una forma diversa da quello attuale. Giovani Pansa documenta una festa in cui si eleggeva il signore della festa, che aveva lo stesso diritto di magistero del magistrato pubblico, e spesso accadeva che costoro si circondassero di sgherri, e che assalissero in clima di ebbrezza di potere le persone per derubarle, così come i forestieri che giungevano a Tagliacozzo. Sicché tale pratica, giudicata fuorilegge, fu abolita da re Ferdinando IV di Borbone quando nel 1796 giunse in viaggio negli Abruzzi.
Il dialettologo di Guardiagrele Fabio Cocco invece ha riscoperto una maschera popolaresca che ancora merita una rivalutazione, il "Frappiglia", una sorta di miscuglio tra Pulcinella per gli istinti bestiali e burleschi e Arlecchino per il costume di toppe cucite. Innegabile la derivazione da una figura sacra molto venerata nell'hinterland di Guardiagrele, Sant'Antonio abate, un santo patrono dei contadini di campagna, così come ha origini cafone il Frappiglia, che viene visto come un irriverente e scomunicato Sant'Antonio che fa il bene dei poveri e dei bisognosi, lo stesso nome "fra (da frate) + piglia (cioè il prendere, l'arraffare)" si ricollega a una figura religiosa.
Frappiglia, nei canovacci riproposti da Cocco, è un burlone mangione, che ruba ai ricchi per fare "li cumblìmende" ai poveri e i bisognosi, regalando il cibo; il nome originale era Antonio De Sorte, dunque come nel caso della figura principale "Patanello", maschera del Carnevale di Francavilla al Mare, c'è un collegamento a una persona realmente esistita, la cui figura fu poi caricata e mitizzata in modo da creare una distorsione parodistica per la festa del Carnevale; è un essere dagli istinti bestiali e primitivi, ma anche benevolo verso i suoi simili, ossia i derelitti e gli oppressi dai potenti. Il collegamento con la figura di Sant'Antonio è da vedersi nel fatto che lui nel suo peregrinare si accolla tutti i problemi degli altri, subendone le conseguenze, come nei cammini nel deserto di Sant'Antonio durante le tentazioni diaboliche.

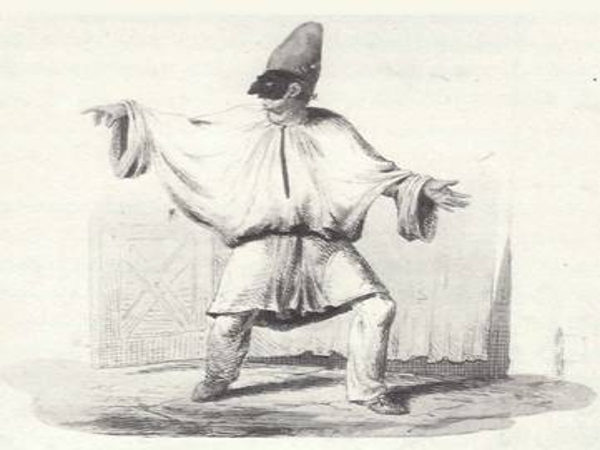
Immagine della maschera del Pulcinella, in Abruzzo è stato elevato il copricapo per le maschere di Schiavi d'Abruzzo, Chieti e Castiglione Messer Marino

Solo che Frappiglia ribalta il concetto positivo del sopportare in silenzio le tentazioni e i soprusi del Demone, per ricaricarsi e scaricare tutte le brutture in modo burlesco contro i potenti con lazzi e scherzi. Altro collegamento alla tradizione popolare, specialmente a quella branca di storie che parla di imbrogli fatti dai popolani al Diavolo, è quello di Fra Piglia che distorce il valore morale delle fiabe deniniane e finamoriane della tradizione popolare, poiché il Diavolo riesce sempre a vincere contro i desiderosi di oro nelle caverne o nei ruderi di castelli, di cui è custode; invece Frappiglia imbroglia il Diavolo facendo testamento davanti ai notai degli Inferi, lasciando tutto quel poco che ha a sé stesso, e cioè la sua stessa vita. Il Diavolo scornato sparisce, e Frappiglia diventa un essere immortale, potendo fare il bene per gli altri rubando, e dando al popolo quell'orto che desidera.
Come il Pulcinella napoletano, Frappiglia, maschera di Guardiagrele, veste abiti poveri, camicia bianca per ricordare il Paradiso, dato che egli comunque è un uomo di Chiesa che si è deformato e ridotto alla miseria per la sua stessa natura, facendo però il bene del popolo, abito grigiastro con chiazze rosse per ricordare il fuoco dell'Inferno, la maschera nera del Pulcinella per ricordare che gabbò il Diavolo, il quale lo sfregiò per sempre come punizione. Nell'iconografia dei canovacci studiati da Fabio Cocco, Frappiglia appare ora con un bastone da pellegrino, come Sant'Antonio, ora con una falce, per le burle e i lazzi contro i potenti.
Sabato e martedì grasso - I Marraoni o Mazzaroni di Schiavi d'Abruzzo
Insieme ai Pulginelli di Castiglione, sono dei costumi molto arcaici che consistono in un copricapo a cimiero di vario aspetto, ricoperto di colori e fiori di carta policromi e nastri, detti zagarelle. Il gruppo di questi giovani che indossano il copricapo, è preceduto dal Pulcinella che porta trionfalmente la mazza detta "scagliocca", simbolo del potere e di prosperità per il raccolto. Per questo alcuni vogliono che queste figure carnevalesche vadano a ricollegarsi a quei riti italici pre-romani, nelle cui feste campagnole, per portare augurio di pace e prosperità, soprattutto al livello sessuale, e per il buon raccolto, inscenavano processioni burlesche con lazzi e giochi osceni.
I Mazzaroni, così chiamati perché sono il corteo del Pulcinella con la mazza, peregrinano per le case del paese, intonando stornelli improvvisati di augurio o battute piccanti, e chiedendo del cibo in cambio. Ci si raduna successivamente nella piazza per la danza della "spallata", con scambi di coppie disposte in file parallele, frontali o cerchi
Domenica di carnevale con i Pulginelli abruzzesi - Castiglione Messer Marino
Detti "Pulgenèlle", sono maschere arcaiche abruzzesi, di ispirazione napoletana; secondo la studiosa Gandolfi anche questa tradizione si rifà a quelle pre-cristiane, del rito sacro-burlesco popolare per l'augurio del buon raccolto. I Pulcinelli di Castiglione indossano un copricapo a cono molto alto, in origine era bianco; in questo caso esso rappresenta l'antenato morto che torna dal sottosuolo per un giorno, affinché dia prosperità alla famiglia e fecondi la terra del raccolto. In passato i Pulcinello di Castiglione avevano anche la faccia tinta di nero per somigliare di più alla Maschera napoletana, la Gandolfi ipotizza che ci siano collegamenti anche con la maschera comica Maccus dell'epoca romana. Nel carnevale di Castiglione dunque il tema è la rigenerazione della natura in questo periodo dell'anno, scacciando la personificazione del Male; ma la Gandolfi, ricollegandosi a Giovanni Pansa per il carnevale di Tagliacozzo, ricorda che in passato, quando Castiglione e altri paesi erano soggetti al controllo feudale, il Carnevale risultava un giorno di sfogo delle masse, uno sfogo controllato, in cui ci abbandonava alla lussuria, al gozzoviglio e all'allegria dopo mesi di lavoro.
Domenica di Carnevale e sfilata di Re Carnevale - Pettorano sul Gizio
Anche questo Carnevale, riproposto da poco come rievocazione, ha a che fare con un'antica tradizione, in cui si sceglie il giorno della morte di Re Carnevale, che impersona tutti i mali della comunità, e che morendo fa sicché le nuove generazioni risorgano. Il figurante che inscena Re Carnevale si traveste da turco, legge un testamento fittizio di burle e scherzi al popolo, in cui lascia quello che ha, fino a che non cade a terra stecchito.
Martedì grasso di Chieti
Rievocato da pochi anni, riprende la maschera abruzzese del Pulcinella col l'alto copricapo conico a punta, variopinto, insieme alla veste multicolore. Il gruppo dei Pulcinelli di Chieti, simile a quello dei Pulcinelli di Castiglione, percorre in corteo con vari carri allegorici le strade della città, da piazza Garibaldi a piazzale Giambattista Vico, seguendo via Arniense e poi il corso Marrucino, inscenando nel piazzale anche il rito della "quadriglia del palo", in cui quattro persone intrecciano ordinatamente a ritmo di danza, quattro nastri collegati per estremità tutti in cima al palo cilindrico; i nastri devono essere correttamente intrecciati e strecciati, e tale gioco si ripete nella vicina villa comunale.
Martedì grasso di Lanciano
Benché non molto famoso e interessante, ma comunque antico, ricordato anche da Gennaro Finamore, consiste nella sfilata di carri allegorici sul corso principale, corso Trento e Trieste, fino all'arrivo in piazza Plebiscito. All'arrivo della sera del martedì, si pone sulla piazza una "pupazza", a rappresentare il fantoccio di Re Carnevale che muore, e con fuochi pirotecnici, si assiste all'esplosione della sua testa.
Da giovedì a martedì grasso di Francavilla al Mare, ovvero Carnevale d'Abruzzo
Il Carnevale di Francavilla ha origini nel 1948, avviato ufficialmente nel 1956. Già ai tempi di Gabriele D'Annunzio, come ricorda in una filastrocca, esistevano compagnie di saltimbanchi e giovinastri che si divertivano a fare lazzi per le strade della cittadina, chiedendo cibo e benedizioni. In seguito dopo la guerra, per contribuire alla rinascita sociale ed economica di Francavilla, tragicamente devastata dai bombardamenti, dei saltimbanchi diedero avvio alla rappresentazione della farsa "Zazzà cerca Zuzzù", con la maschera principale di Re Patanello, ispirata a un buontempone burlone realmente esistito a Francavilla; successivamente nel 1956 ci fu l'allestimento vero e proprio della festa, ancora oggi celebrato, che consiste nella sfilata di carri allegorici con ragazzini, che partono da piazza Stazione, attraversando il viale Nettuno, arrivando a piazza Sirena, dove si trovava l'antico kursaal stabilimento, sopra cui dopo la guerra fu eretto il palazzo Sirena, luogo della movida storica francavillese.

## Feste di San Giuseppe come simbolo dell'equinozio di primavera

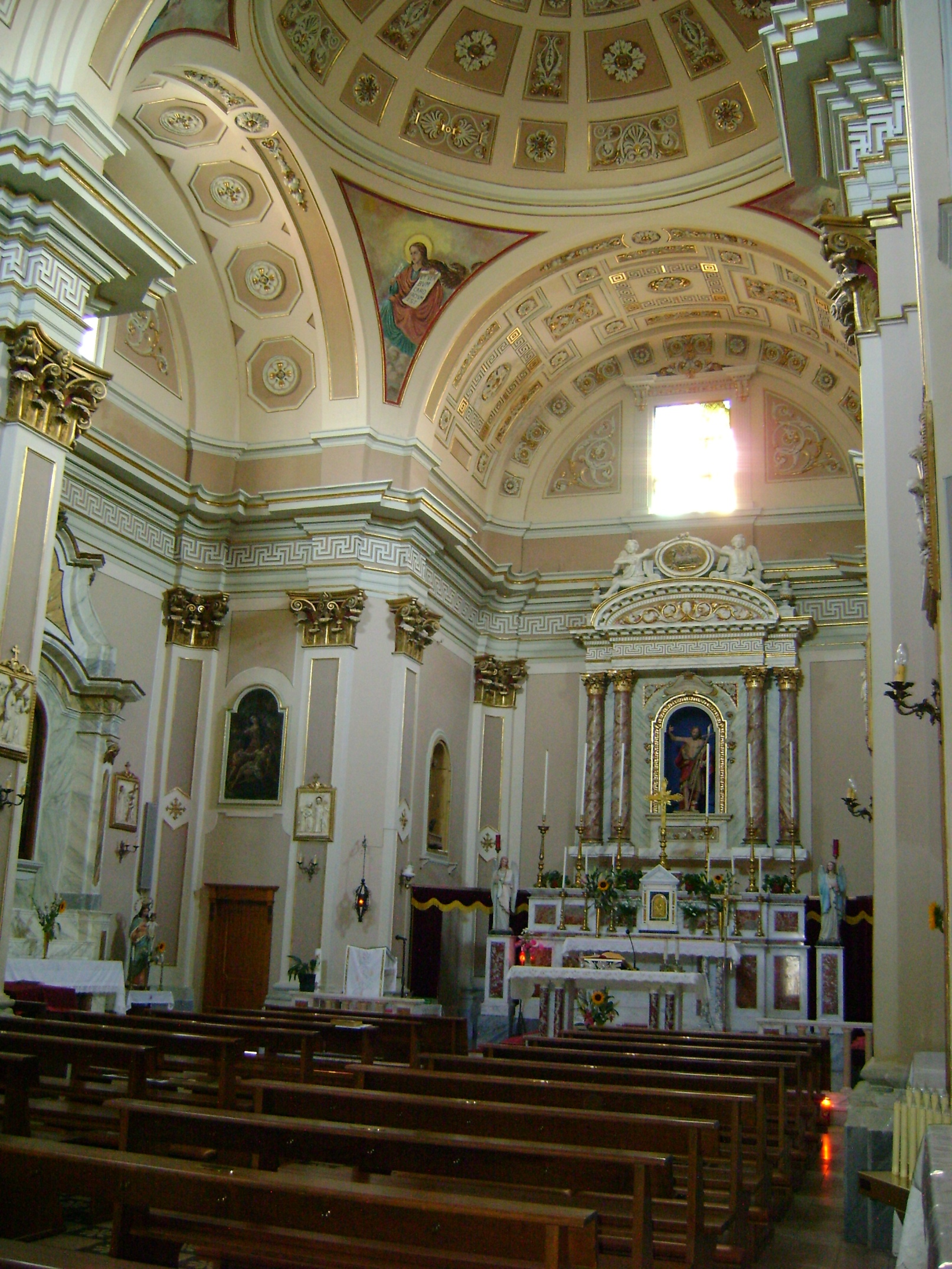
Interno della chiesa di San Giovanni Decollato a Monteferrante, dove si venera la statua del Santo Giuseppe insieme a Giovanni Battista

La festa di San Giuseppe in Abruzzo è molto sentita, rappresenta la celebrazione del ruolo del padre, in ricordo del fardello assuntosi da San Giuseppe falegname nei confronti della Madonna e del Bambino Gesù. Caratteristica comune nell'Abruzzo è la celebrazione della nascita di Gesù e della sua cura da parte del Padre Falegname con un sontuoso banchetto, in cui si degustano le "zeppole di San Giuseppe" oltre a dei pani benedetti.
- A Dogliola (CH) il 19 marzo di sera si raduna nella chiesa per partecipare alla liturgia in onore del santo, dopo la cerimonia c'è la benedizione dei panicelli di San Giuseppe.
- A Rocca Pia (AQ) si celebra la festa patronale di San Giuseppe, si accendono falò per il paese, con canto di inni sacri. Alla fine dei falò i carboni vengono riportati nelle case in segno di speranza e fortuna, in ricordo dell'addio all'inverno per accogliere la primavera. La tradizione culinaria vuole la preparazione di cotiche e fagioli e le zeppole locali, dolci di pastafrolla fritta ricoperti di zucchero, detti "Cartellate".
- A Casalanguida (CH) nella chiesa madre si omaggia il santo, patrono della Confraternita della "Buona Morte" che porta in processione il Cristo morto, e si benedicono i pani.
- A Caruscino, frazione di Avezzano costruita nel 1951, si riaprono 5 forni antichi fatti costruire apposta dal principe Alessandro Raffaele Torlonia nel 1875 ca. per rifocillare gli operai addetti al prosciugamento del lago Fucino, e dopo le preghiere al santo, c'è la benedizione dei pani e delle patate.
- A Sulmona (AQ) la festa è legata alla maturazione del raccolto, dei capi delegazione dei vari Sestieri del centro storico, si riunscono in piazza Garibaldi, la piazza del mercato, e preparano dei pani che vengono benedetti e distribuiti, insieme al dolce della "zeppola", pasta lievitata e fritta con zucchero e creme varie.

Tavole di San Giuseppe a Monteferrante (19 marzo)

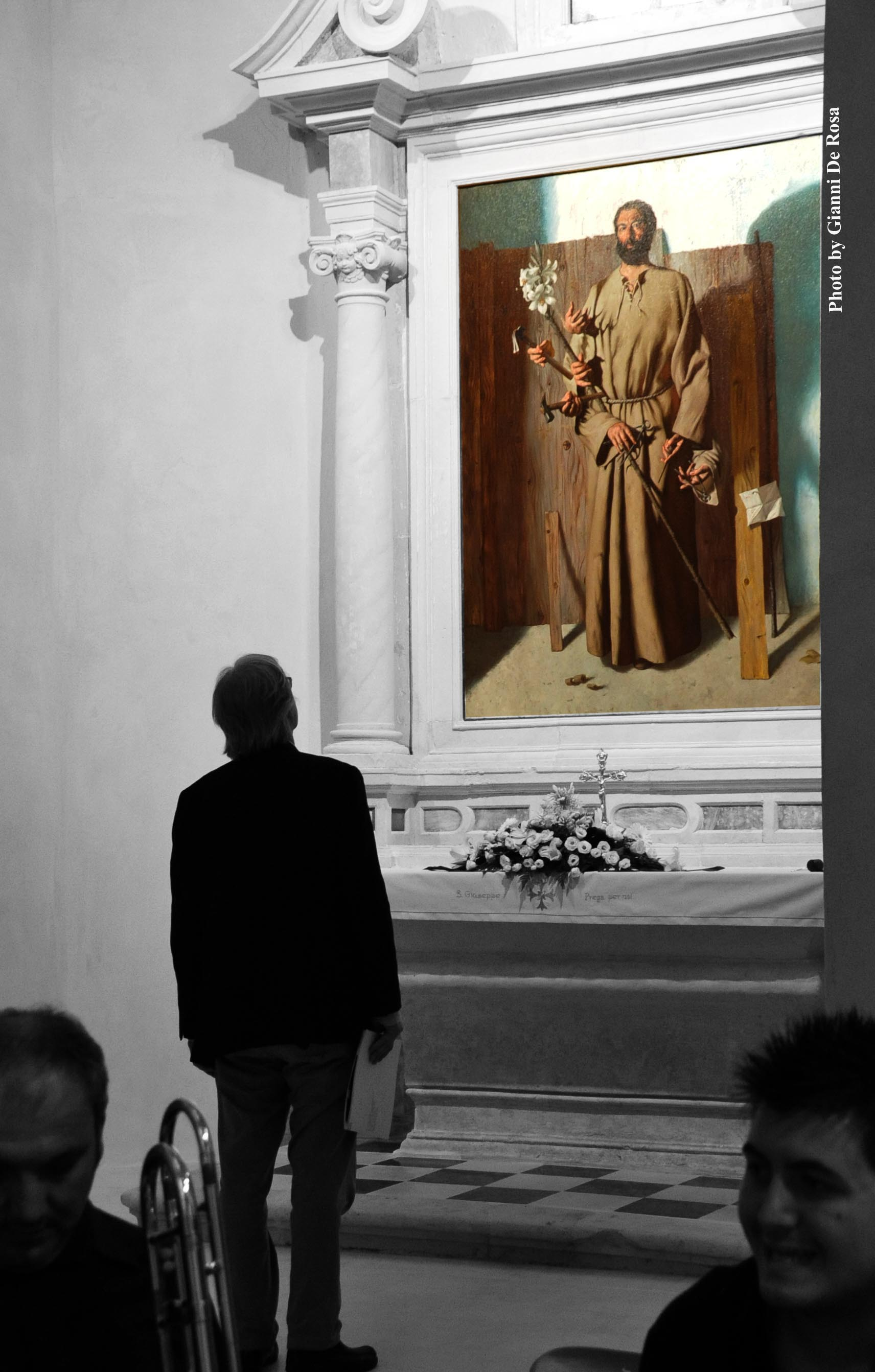
Tela di San Giuseppe (2012) presso la basilica di San Giuseppe, ex San Biagio di Amiterno (L'Aquila), opera di Giovanni Gasparro

La festa è ritenuta una delle più caratteristiche d'Abruzzo legata a questo tema. La sera del 18 marzo le famiglie allestiscono nelle case un tavolo largo, addossato al muro, ponendo l'immagine del santo, imbandendo la mensa di paste, verdure, pesci, dolci, frutta, e i dolci delle zeppole. Il cibo è messo a disposizione di ospiti e pellegrini, aprendo le porte delle case; i pellegrini ringraziano e lasciano offerte; per tale motivo, visto che sono molte, la ricorrenza a Monteferrante prende il nome di "tavole di San Giuseppe". Le offerte sono devolute alla parrocchia di San Giovanni Decollato, dove si tiene la messa speciale in onore di San Giuseppe.
Fuochi di San Giuseppe a Fara San Martino (19 marzo)
Collegato anch'esso alla tradizione della rigenerazione dall'inverno alla primavera, consiste in un falò che si tiene presso la piazza comunale.
Panarda di San Giuseppe all'Aquila
La Panarada oggi è raramente celebrata, in forma ridotta rispetto al passato. La venerazione in città per il santo è molto forte, dato che fu istituita nel XVII secolo una Confraternita dei Padri Minimi, presso l'oratorio di San Giuseppe dei Minimi in via Roio, accanto alla chiesa di San Biagio d'Amiterno, nota anche come "San Michele", e dal 2013 come "San Giuseppe artigiano". Compito dei confratelli era quello di seppellire i morti, e anche all'Aquila il concetto di rigenerazione dopo la morte dell'inverno prevede durante il giorno della festa delle abbondanti tavolate. Fu girato anche un servizio dell'Istituto Luce negli anni '60, in cui si mostrava come nei ristoranti più clue del centro storico, sul corso Vittorio Emanuele, si imbandivano le tavole con oltre 20 portate, da ricominciare una volta terminato il primo giro, fino a tarda serata.

## Settimana Santa
Settimana Santa di Teramo

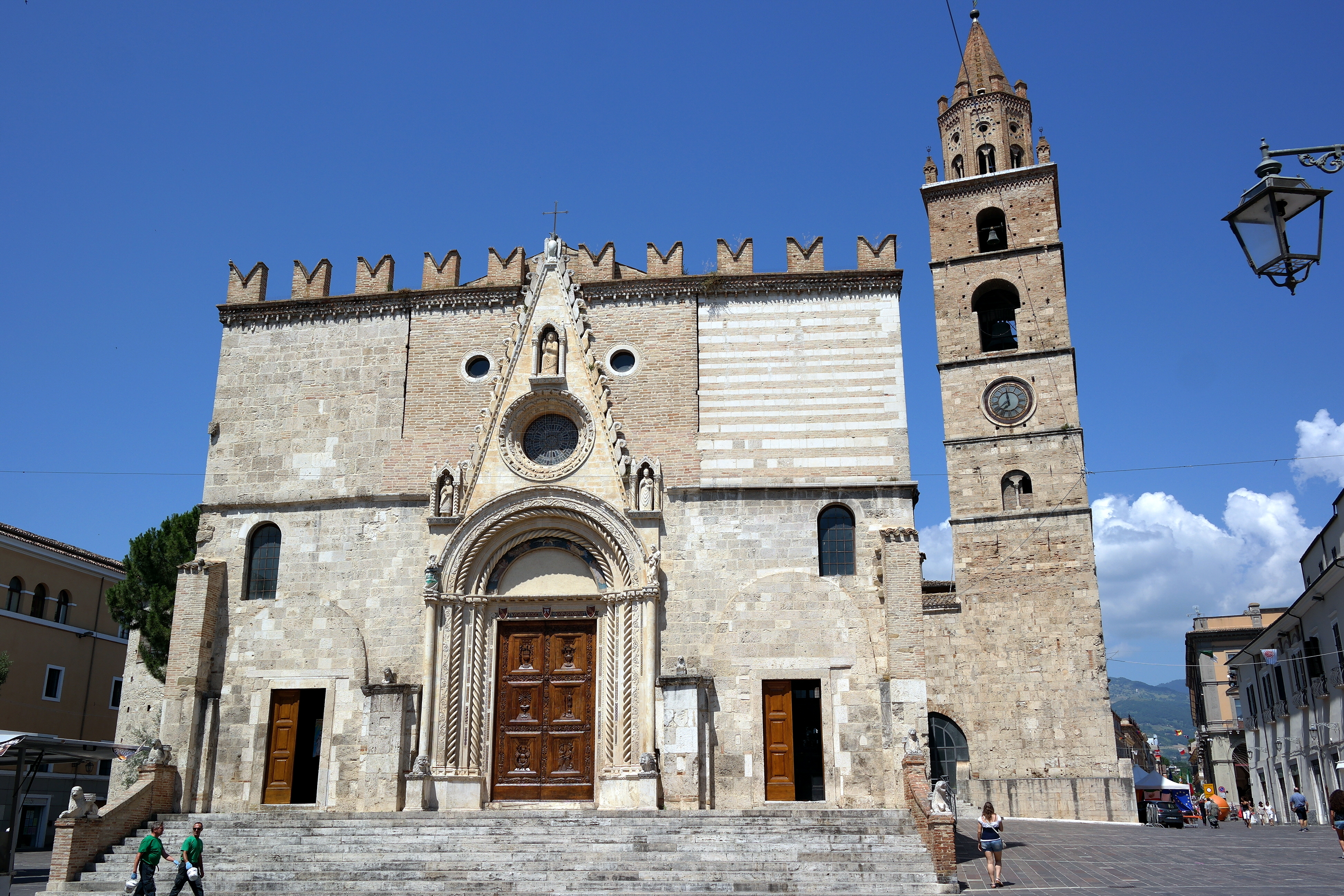
Duomo di Teramo, da dove esce la processione della "Desolata"

Il rito di Teramo è molto antico, vi è nella Settimana la visita agli altari della reposizione il Giovedì Santo, allestiti nelle principali chiese del entro storico: il Duomo, la chiesa dell'Annunziata, di San Domenico, di Sant'Agostino, di Sant'Antonio, di Santa Maria del Carmine e di Santo Spirito; prima della demolizione partecipava attivamente anche la chiesa di San Matteo delle Benedettine sul corso San Giorgio. La processione della Madonna addolorata è detta "della Desolata", ha origini medievali Il corteo che si svolge di chiesa in chiesa per il centro storico del Venerdì santo è una reminiscenza di un'antica processione teatrale medievale molto più partecipata, in cui si deve "raccontare" mimando con attori il dolore della Madonna che va alla ricerca del Figlio catturati dai Romani e flagellato. La Madonna indossa una tunica nera, porta in mano una croce, simbolo di premonizione del destino del Figlio; la statua è portata da delle donne che sono parti di una confraternita apposita che organizza la processione, e anche esse sono velate di nero. La processione inizia uscendo dalla Cattedrale di San Berardo lato piazza Martiri della Libertà, e si snoda per il centro, attraversando le chiese, in cerca del Figlio, da Sant'Agostino, voltando poi per San Domenico a Porta Romana, Santo Spirito, Santa Maria del Carmine, San Francesco e poi la chiesa dell'Annunziata, dove la Desolata trova il feretro del Cristo morto.
Nel tardo pomeriggio del Venerdì, si allestisce la processione vera e propria, dei macellai teramani, scelti appositamente per ricordare che Cristo morì in mano a macellai uomini, escono dalla chiesa della Confraternita della Santissima Annunziata, con la statua del Cristo, insieme ad altri confratelli che portano i simboli della Passione: la Tunica, i Dadi, il Calvario, la Corona, la Colonna. Il corteo attraversa il Corso Cerulli da piazza Orsini e piega verso piazza Martiri, con il Vescovo che benedice la comunità, per poi rientrare nella chiesa.
Venerdì Santo a Campli
Cittadina vicina Teramo, ha una tradizione molto antica della Processione, per via della presenza di apposite confraternite, come quella della Scala Santa. Proprio dal santuario della Scala Santa esce la processione con la statua della Madonna dei Sette Dolori, che segue il Cristo morto.
Settimana Santa di Sulmona

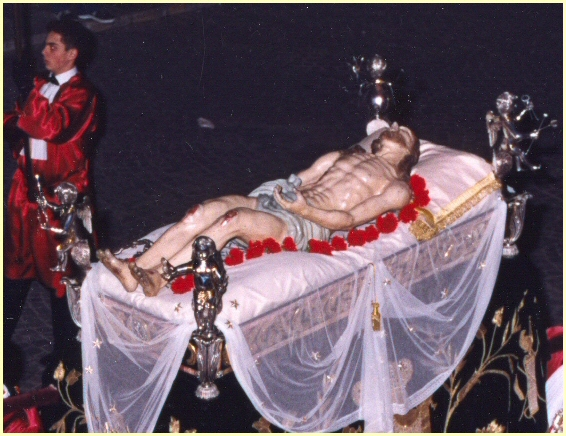
Il Cristo morto a Sulmona

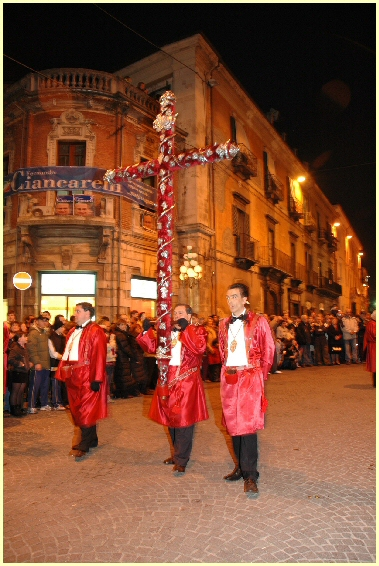
Il "Tronco" della Processione di Sulmona

Il rito è molto antico, collegato strettamente alla chiesa della Congrega della Santissima Trinità sul corso Ovidio, detta anche "congrega dei Nobili". Quest'area del Sestiere Porta Molina era il nucleo della società nobile sulmonese, in lotta da secoli con i confratelli della Madonna di Loreto di Santa Maria della Tomba, che non è un sestiere ma un "borgo", sorto nel XIV-XV secolo con l'edificazione della seconda cerchia muraria, e ritenuti per questo dei Trinitari dei "rozzi popolani". Onde evitare continue dispute che sfociavano anche nel sangue, nel XVIII secolo il vescovo di Napoli in visita a Sulmona, decretò che la Settimana Santa, negli Statuti Trinitari, si sarebbe svolta con la processione del Venerdì Santo da parte dei confratelli della Trinità, e la domenica per la Pasqua di Resurrezione, la statua della Madonna che scappa, sarebbe stata portata dai confratelli Lauretani.
La processione attuale segue lo statuto riordinato della processione del 13 aprile 1827. Il feretro del Cristo morto è fatto uscire della chiesa della Trinità, la statua è circondata da 33 garofani rossi quanti furono gli anni di Gesù; il corteo è aperto dai portatori di fanali a lampioncini con il "cingo" di cuoio a mo' di cilicio stretto alla vita, impugnati dai portatori con fazzoletti bordati a lutto, che compongono un quadrato umano, al centro del quale vi è la Croce foderata di velluto rosso, ornata con tralci di vite in argento e grappoli d'uva ricamati.
Il secondo ordine di confratelli in processione, che portano i fanali, è disposto a doppia T; il terzo drappello della processione è composto da confratelli che procedono a file parallele, intonando il "Miserere" del 1913 di Federico Barone e Raffaele Scotti, intonato dai confratelli che vestono il saio rosso; seguono i simulacri del Cristo Morto e dell'Addolorata. La statua del Cristo è del 1750 di anonimo napoletano, adagiata su un lettino con quattro piccoli angeli a guardia, che recano i simboli della Passione, come il Calice dell'Ultima Cena, la Corina, la Lancia con la spugna di aceto, la Scala di Giuseppe d'Arimatea.
La Madonna Addolorata è vestita di nero e ha una spada trafitta nel cuore d'argento. In segno della pace tra le due confraternite rivali, in piazza Garibaldi sotto i "tre archi" dell'acquedotto medievale, avviene lo scambio dei confratelli Trinitari ai Lauretani delle statue del Cristo e della Madonna, per portarli lungo il secondo troncone del corso Ovidio sino a Porta Napoli; compiuto il giro di ritorno in piazza, c'è il nuovo scambio di statue. Lo scambio avviene davanti alla facciata della chiesa di Santa Maria della Tomba, dove avviene una cascata di "sangue" a mo' di petali rossi, in segno di monito contro i confratelli Lauretani, che furono minacciati di scomunica nei secoli passati perché si avvinazzavano durante la processione.
Settimana Santa di Lanciano e Processione degli Incappucciati neri
La Confraternita dell'Orazione e Morte a Lanciano nacque nel 1608, stante dapprima nel rione Lancianovecchia nella chiesa di San Martino, oggi scomparsa, assumendosi il compito di curare la sepoltura dei morti. Nel corso degli anni cambiò varie sedi, stando sino al 1952 presso l'ex chiesa di San Giuseppe o San Filippo Neri in via dei Tribunali, sicché alla fine non ebbe la sede definitiva nell'ex convento di Santa Chiara.
La processione è una delle più suggestive d'Abruzzo, conservatasi abbastanza fedelmente all'originale, che dovette essere impostata come la si vede oggi nel XVIII secolo. Gennaro Finamore dedica un lungo capitolo delle sue Tradizioni popolari alla processione, ricordando come ai primi dell'800 ci fossero ancora delle pantomime teatrali che rappresentassero con maggiore patetismo la morte di Cristo. Oggi ci si limita, il Giovedì Santo, con la processione degli Incappucciati, i confratelli vestiti interamente di nero, con il medaglione col simbolo della confraternita (teschio nero tra due ossa incrociate), che sfilano parallelamente per le vie del centro storico, partendo dalla chiesa, e recando i simboli del Tradimento di Cristo, come i denaro di Giuda, il Gallo, e il Cireneo che porta la croce.
La stessa processione, in forme più pompose, si svolge il Venerdì Santo, con i confratelli che escono dalla chiesa all'imbrunire, accompagnati dal Miserere composto dal lancianese Francesco Masciangelo; i simboli della Passione sono condotti, sfilano poi il feretro col Cristo morto e le Tre Marie dietro, tra cui l'Addolorata, statua in grandezze più evidenti; il percorso riguarda sempre il centro storico della città, fino al rientro nella chiesa di Santa Chiara. Nel 2019 è stato ripristinato il rito della "Posata", cioè della sosta in piazza Plebiscito del feretro, dove i musici intonano un inno funebre.

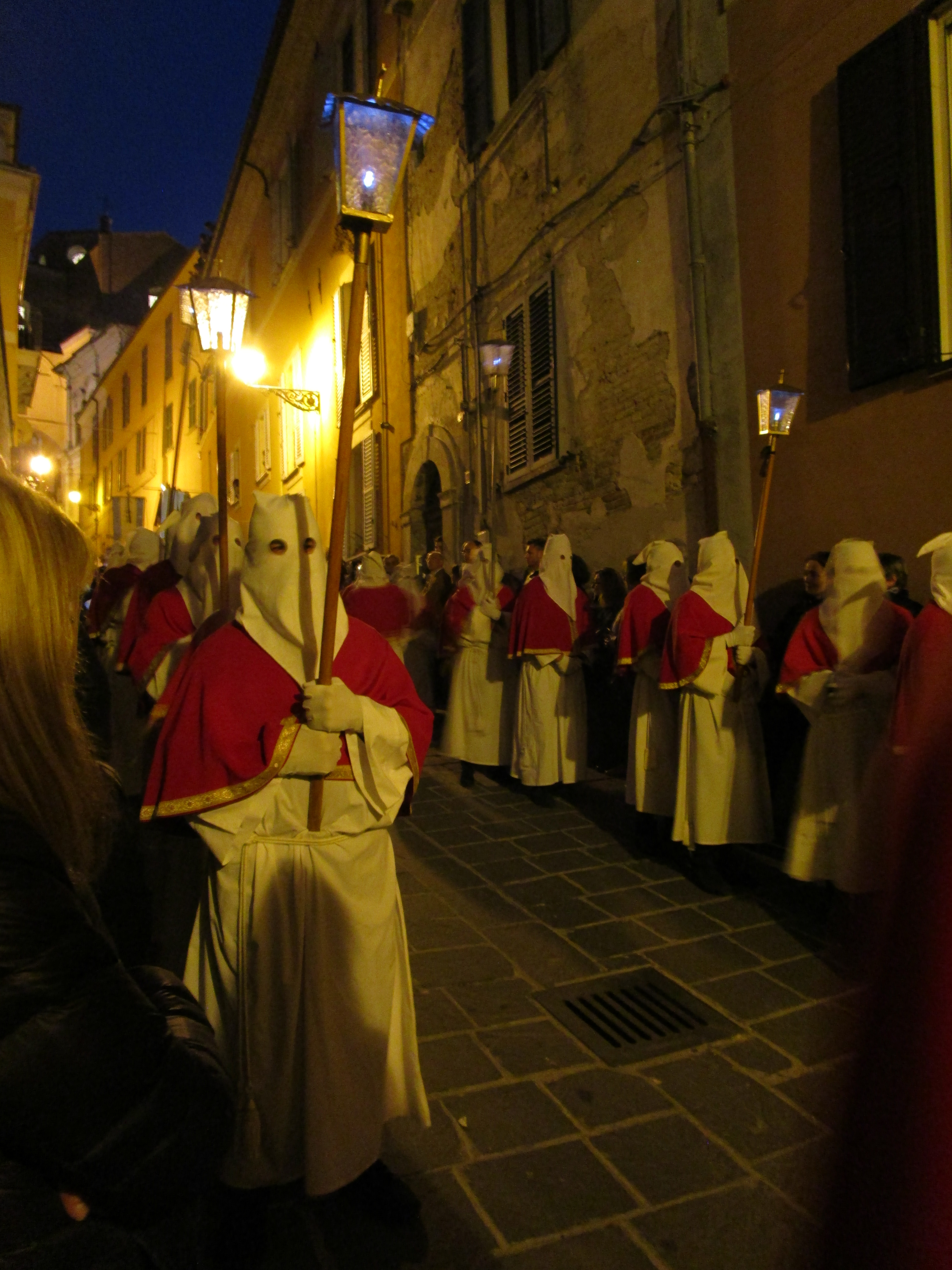
Un momento del Venerdì Santo a Chieti

Settimana Santa di Chieti e Processione del Venerdì Santo di Chieti
Secondo Luigi Vicoli, anche se smentito poi da autori come Raffaele Bigi, il Venerdì Santo di Chieti sarebbe una delle processioni funebri più antiche d'Abruzzo se non d'Italia; sicuramente tuttavia la processione attuale è conformatasi quando nel 1648 fu ufficializzata la nascita dell'Arciconfraternita del Sacro Monte dei Morti, presso la Cattedrale di San Giustino. La processione è molto imponente e suggestiva, fu ritratta da Francesco Paolo Michetti nel 1875, descritta da D'Annunzio, e immortalata anche in poesie dialettali dai teatini Renato Sciucchi e Raffaele Fraticelli.
Sono coinvolte ben 13 confraternite insieme al Sacro Monte dei Morti, che hanno la sede nelle varie parrocchie di Chieti; il Giovedì Santo dentro la cattedrale vengono intonati inni composti dal teatino Saverio Selecchy, colui che musicò anche il Salmo 51 del "Miserere", che viene intonato dai musici del Coro "Selecchy" di San Giustino il Venerdì Santo, sia in cattedrale, prima dell'uscita della processione, durante la processione, negli intervalli tra una "Stazione" e l'altra, e poi alla conclusione, dentro la cattedrale.
Ogni confraternita che sfila nella processione, recante ciascuna un "trofeo" della Passione, ha mantelline e cappucci di colore diverso, fino ad arrivare ai confratelli del Monte dei Morti, che recano il feretro del Cristo morto con l'Addolorata.
Processione del Venerdì Santo a Penne

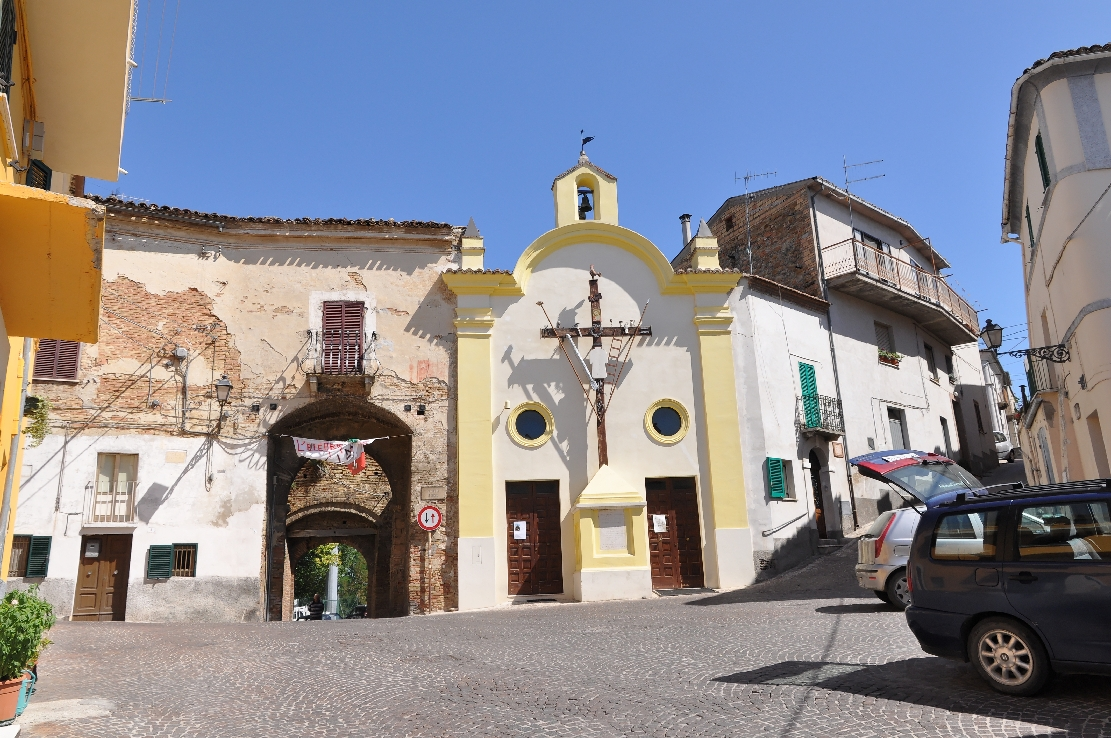
La chiesa di Santa Croce, una delle tappe della processione del Cristo Morto, in evidenza la facciata con la Croce e i simboli della Passione

La Processione del Venerdì Santo a Penne venne istituita in forma solenne nel 1570 dal Cappuccino umbro Padre Girolamo da Montefiore. Il rito liturgico è ancora oggi molto sentito dalla popolazione, che partecipa numerosa all'evento. La processione percorre le vie del centro storico, trasportando la statua del Cristo Morto, la statua della Vergine Addolarata e il gruppo ligneo della Passione, mentre drappi su balconi e finestre delle dimore storiche sono esposti in segno di lutto. Il corteo degli incappucciati, il coro del Miserere e la banda accompagnano la processione rendendo l'evento ancora più suggestivo.
La coperta funebre, di dimensioni considerevoli (4,16 x 5,05 m), è ricca di ricami in oro, argento e fili di seta variopinti applicati ad una base di velluto nero. Particolarmente interessanti sono i ricami dei quattro medaglioni d'angolo che raffigurano la Croce raggiata, l'Albero della conoscenza del bene e del male, l'Arca dell'Alleanza, Calice con Ostia solare. Fu commissionata nel 1860 dalla famiglia Assergi e donata alla Chiesa dell'Annunziata. La leggenda popolare racconta che alcune monache siano rimaste cieche dopo anni di minuzioso ricamo.
Venerdì di Passione e processione della Sacra Spina di Cristo a Vasto
La Sacra Spina della corona di Cristo è un dono del marchese Francesco Ferdinando d'Avalos alla città, donatagli da papa Pio IV, poiché il Marchese del Vasto era delegato del re Filippo II di Spagna quale delegato del Concilio Ecumenico Tridentino. I d'Avalos poi donarono la Spina alla chiesa collegiata di Santa Maria Maggiore a Vasto.
La processione si celebra il venerdì che precede la Domenica delle palme, poiché una leggenda vuole che la Spina nell'intervallo tra l'ora sesta e la nona del Venerdì santo, mostri delle macchie di sangue e un capello del Redentore. Luigi Marchesani ricorda che la processione si svolgeva di mattina, citando lo storico Nicolalfonso Viti, dei devoti sfilavano scalzi, mentre le donne indossavano calze semplici, venivano portati dei ceri colorati detti "torce", e presso i quattro punti cardinali della città ossia Porta Palazzo, Portanuova, corso Italia e Porta Catena venivano eretti dei "Sepolcri" a rituale benedizione della terra.
Venerdì di Passione all'Aquila

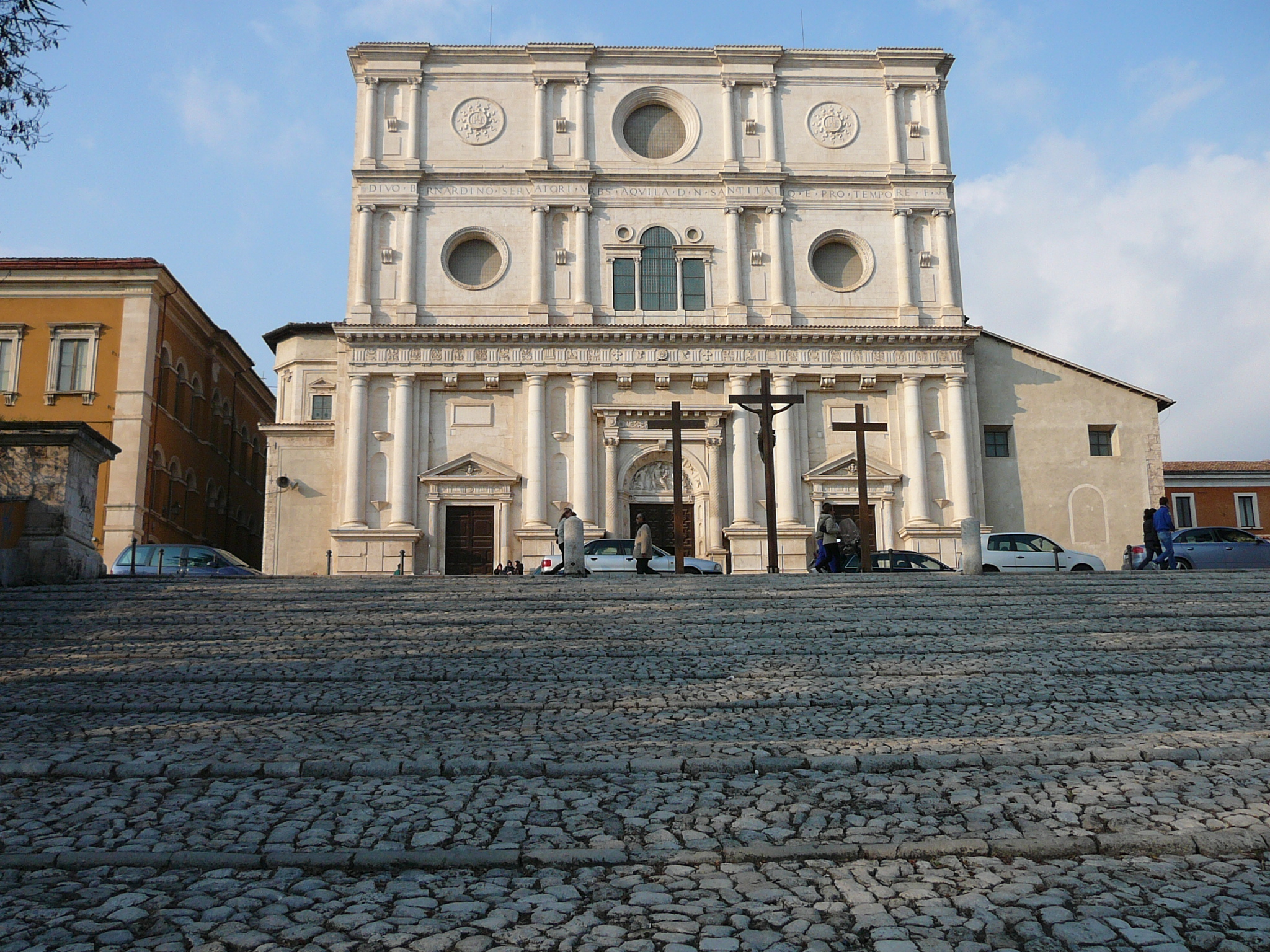
La Basilica di San Bernardino all'Aquila, con le Tre Croci

La Processione all'Aquila fu ufficializzata nel 1456 dalla Confraternita dell'Annunziata, mentre prima nel 1380 ad esempio, era organizzata dal vescovo del Duomo. Nel 1505 si costituì una confraternita vera e propria, di San Leonardo, nella processione venivano portate le figure del Cristo, di Nicodemo e Giuseppe d'Arimatea, la Madonna Addolorata, Giovanni apostolo, la Maddalena e l'altra Maria. Anche gli storici convengono che nel 1505 ci fu la nascita vera e propria della processione. La confraternita fu rinominata del Santissimo Sacramento; nel 1601 iniziarono, come si legge dalle memorie dei vescovi, delle controversie tra le confraternita che partecipavano al rito, per la questione del portare le torce, alla fine si decise che a sorte si sarebbero dovute portare 8 torce.
Le controversie continuarono, sino a sfociare in zuffe tra i confratelli, sicché il vescovo Ludovico Sabbatini emanò il 10 aprile 1754 una legge, che ordinava di intervenire il giorno 12 del Venerdì di quell'anno, con i misteri, non più fatti da persone che interpretavano Cristo, l'Addolorata ecc...ma figure dipinte, e il ritrovo era il sagrato della Cattedrale. Oggi si celebra infatti ancora così, mezz'ora dopo il tramonto le campane suonano a morto, e la processione esce. Tuttavia all'epoca ci furono ancora disordini, sicché il re di Napoli ordinò nel 1768 che le processioni notturne si vietassero, sicché L'Aquila rimase senza la processione del Venerdì santo sino al 1954, quando per interessamento dei frati Minori Osservanti di San Bernardino è stata ripristinata in forme diverse, ispirandosi molto, anche per il Miserere intonato, a quella di Chieti.
Vengono portati in sfilata i gonfaloni dei Quattro Quarti storici, poi un catafalco istoriato che mostra le stazioni della Via Crucis, e infine il sontuoso feretro col Cristo morto e l'Addolorata. Il percorso parte dalla Basilica di San Bernardino, segue nel corso Vittorio Emanuele, arriva in Piazza Duomo, percorre via Sassa, via Roma, corso Umberto I, corso Vittorio Emanuele, piazza San Bernardino.
La Passione vivente - Mercoledì santo - Gessopalena
Dal 1965 a Gessopalena si svolge una processione dedicata alla morte di Cristo in croce, che negli anni ha attirato pellegrini da buona parte della provincia di Chieti. I ruderi del borgo vecchio sono usati come set scenografico per la rievocazione teatrale sacra in costume, in cui dal Giovedì santo, si celebra presso le case antiche, con attori del paese, l'Ultima Cena e la cattura di Cristo, con il processo al Tempio. Il Venerdi santo, dopo cena la rappresentazione riprende con la processione che parte dalla chiesa della Madonna dei Raccomandati, che passa per via Roma, fino al borgo antico, con la rappresentazione della Crocifissione.
I Cenacoli di Scurcola Marsicana per il Giovedì
Nel 1808 le confraternite del paese organizzano di Giovedì i "Cenacoli", e rievocare l'ultima Cena di Cristo con gli Apostoli; la rappresentazione nacque a scopo caritatevoli per gli indigenti, ora ha un valore prettamente rievocativo e simbolico; all'ora di pranzo il menu consiste nella lavanda dei piedi, la mangiata di una minestra semplice di ceci, baccalà, cavolfiore e un pezzo di pane.
La era c'è la lavanda dei piedi, e gli apostoli mangiano la "tortara" ossia un ciambellone in ricordo del Cristo che spezzò il pane distribuendolo. Il Venerdì santo i confratelli ugualmente si riuniscono per il pasto frugale.
La Madonna che scappa a Sulmona - Domenica di Pasqua

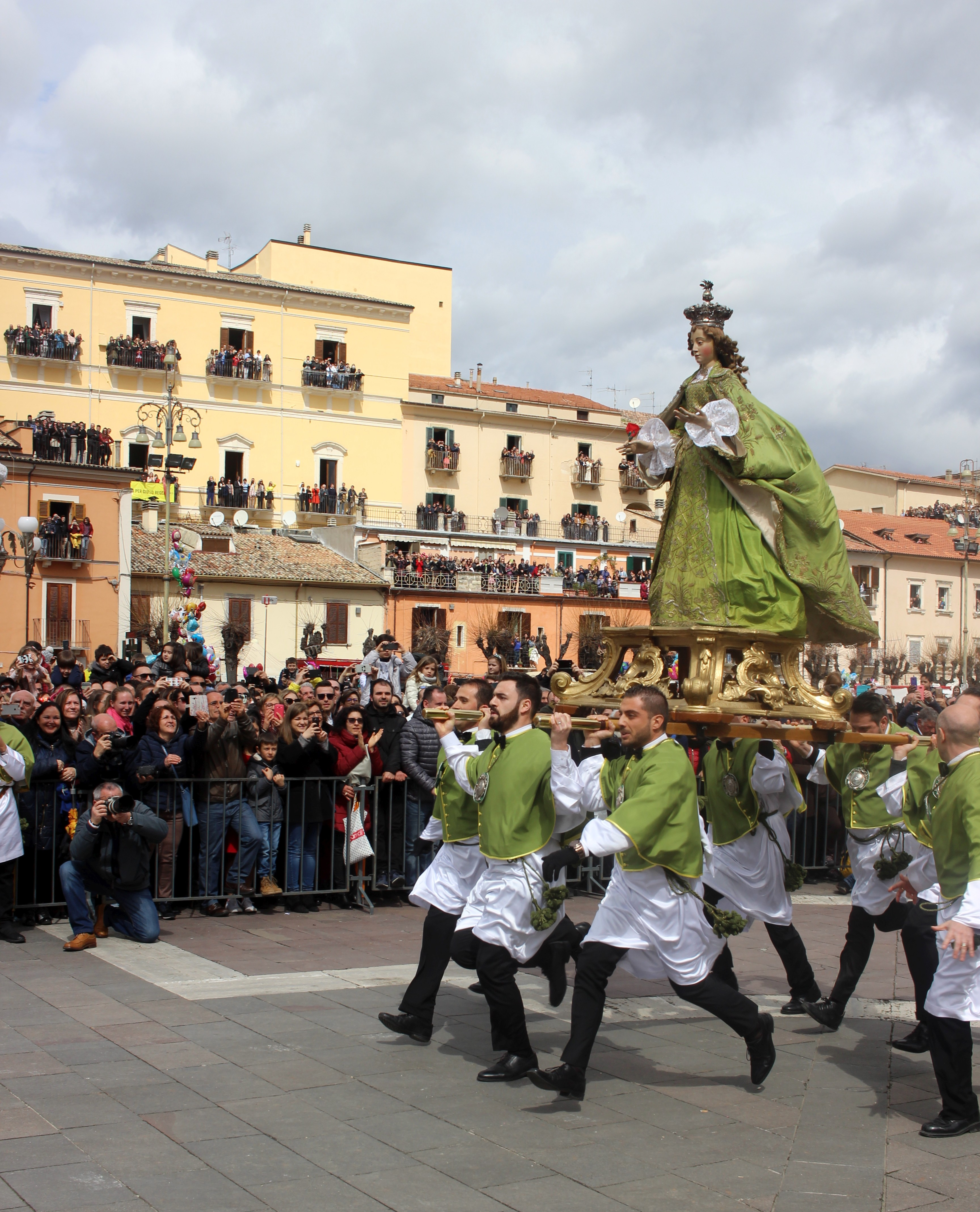
Madonna che scappa a Sulmona

In seguito alla processione del Cristo morto a Sulmona, da parte della confraternita della Santissima Trinità, la Domenica di Resurrezione la seconda principale confraternita cittadina, della Madonna di Loreto stante nella chiesa di Santa Maria della Tomba, organizza il rito della statua che corre verso il Cristo risorto. Ignazio Di Pietro, storico sulmonese, fa risalire insieme a Faraglia, il rito all'epoca di Celestino V, ma solo nel 1621 è documentata la confraternita; i diplomi sono andati dispersi a causa delle distruzioni del terremoto del 1706, per cui è difficile ricostruire con accuratezza la storia della confraternita, che era collegata anche alla Lauretana di Roma.
La Domenica, dopo la Santa Messa celebrata dal vescovo in piazza Mercato, alle ore 12:00 dei confratelli, portando le statue di Pietro e Giovanni apostoli verso la chiesa di San Filippo Neri, posta dal lato opposto della piazza, mentre il Cristo è sistemato presso gli archi dell'acquedotto medievale, bussano alla porta due volte, senza ricevere risposta. Alla terza bussata, la porta si apre, viene inscenata la venuta dei due apostoli alla casa della Vergine, recanti la buona novella della Resurrezione, benché Maria non creda alle loro parole. La Madonna esce vestita di nero, portata sopra il catafalco dai confratelli, che sfilano lentamente, ondulando il passo, a simboleggiare la Madonna ancora incredula e in lutto per la morte del figlio, a metà piazza, la Madonna riconosce il figlio, e mediante un meccanismo di fili, il vestito nero viene tirato giù e compare il manto verde, simbolo della resurrezione, al posto del fazzoletto bianco di lutto sulla mano compare un mazzo di papaveri rossi, e allo stesso tempo escono dei colombi dal vestito, mentre i confratelli corrono verso la statua del Cristo, posizionandosi infine accanto.
La "Madonna che véle" a Introdacqua - Domenica di Pasqua
Il rito è molto simile alla Madonna che scappa di Sulmona, infatti il termine dialettale "che véle" vuole dire "che vola, che corre" verso la statua del Cristo risorto, mentre il mantello a lutto colorato di nero si stacca e lascia apparire il manto verde della speranza e della resurrezione. La statua è portata dai confratelli della chiesa collegiata della Santissima Annunziata. Il rito si è conformato come si vede oggi a metà dell'800.
Lo scuocchio di Pasqua - Spoltore
Anche Spoltore ha collegamenti con Sulmona, già per il fatto che il santo patrono è il vescovo Panfilo, venerato nella cattedrale sulmonese; la processione dello "scuocchio", cioè della corsa della Madonna verso il Figlio risorto, è una chiara ripresa della "Madonna che scappa" sulmonese.
Incontro della Madonna con i Santi - Lanciano (Domenica di Pasqua)

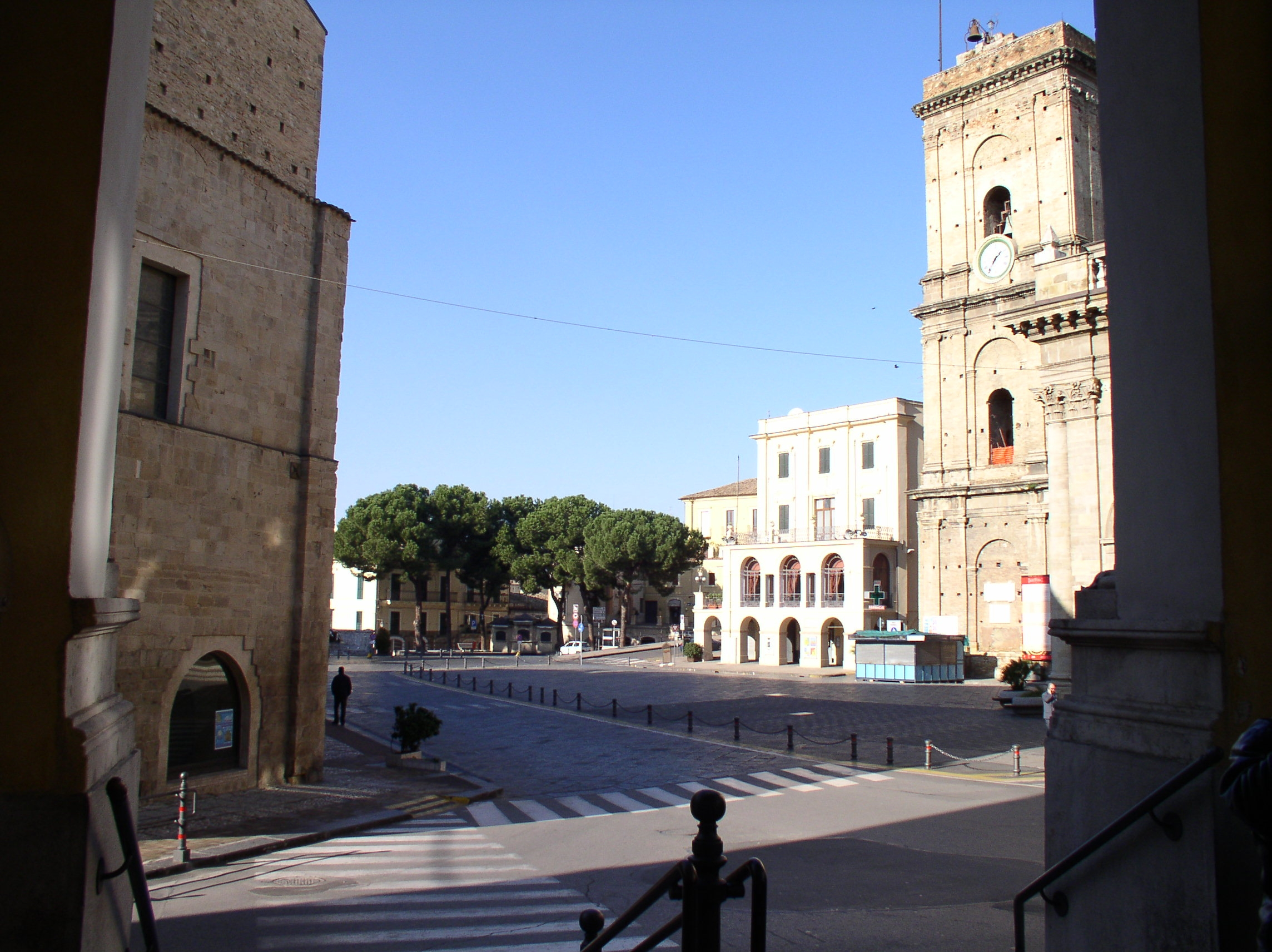
Piazza Plebiscito a Lanciano, dove avviene in Pasqua l'incontro dei Santi e della Madonna

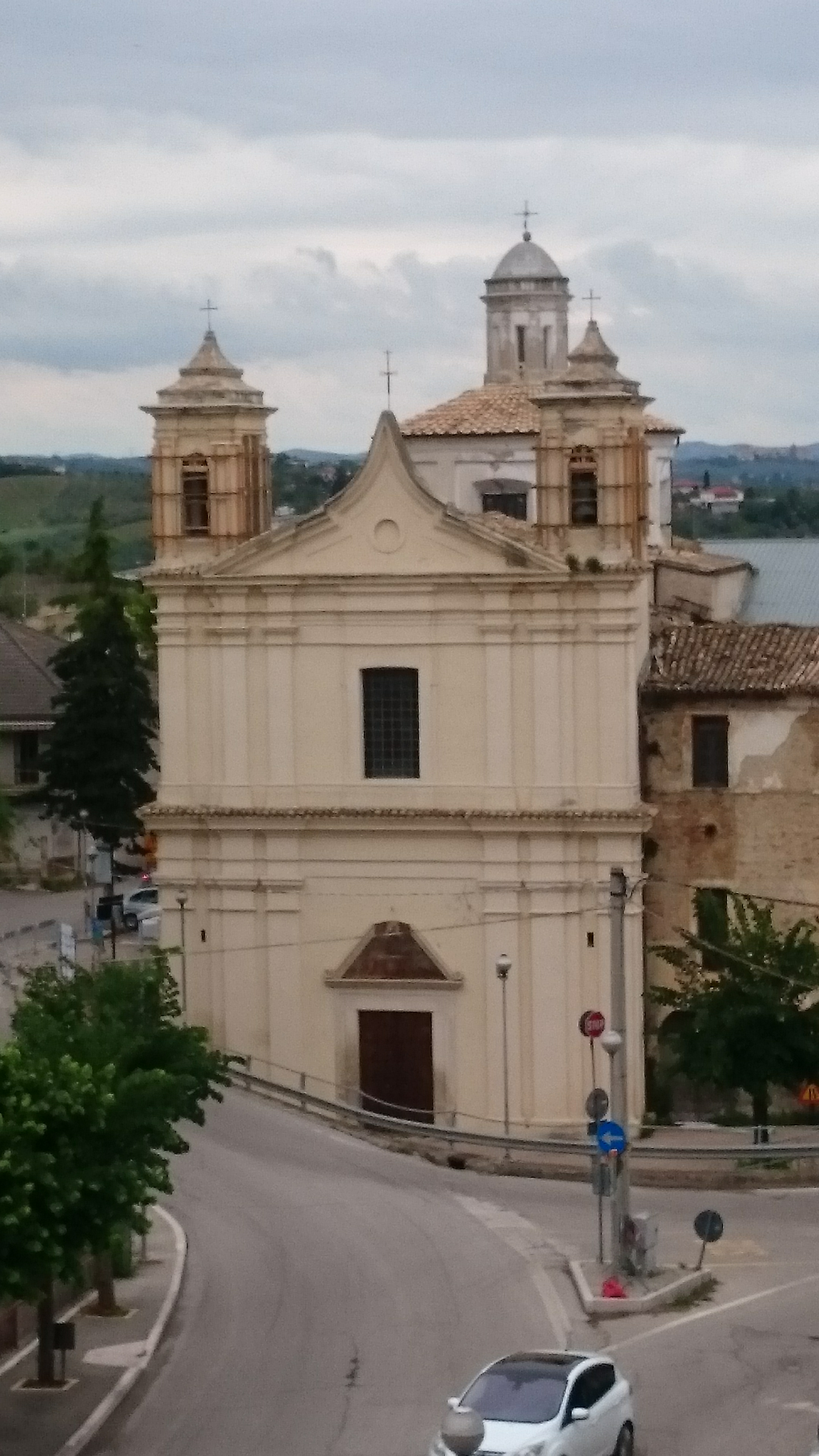
Pianella, chiesa del Carmine

Anche questo rito, benché Finamore e De Nino non lo suppongano, dovrebbe derivare dalla famosa Madonna che scappa di Sulmona. La mattina le confraternite delle parrocchie di Santa aria Maggiore, Sant'Agostino e del Purgatorio, scendono da punti diversi della città: da via dei Frentani, da via Corsea, risalendo in piazza e dal corso Roma, per l'incontro nella piazza. La Madonna proviene dalla cattedrale, dopo che le statue dei santi Pietro e Giovanni apostoli vanno per tre volte dalla Madonna ad annunciare la buona novella, la Vergine si fa persuasa della resurrezione del Figlio, e gli va incontro, senza correre, mentre la banda intona inni sacri e scoppiano mortaretti, affilandosi in fila per tre nella piazza, e poi rompere le file per tornare alle proprie parrocchie di provenienza. Tuttavia fino al Martedì dopo Pasqua, le statue rimangono in esposizione ai fedeli dentro la cattedrale.
Il Buon Giorno (lu Bbonjòrne) - Pianella (Lunedì dell'Angelo)
La tradizione si è codificata nell'Ottocento, nel 1925 quando fu rifondata la banda civica "Diavoli Rossi" (l'originale era nata con l'unità d'Italia), la tradizione della sfilata carnascialesca d'ambito popolare si è ancora di più arricchita. Alcuni popolani vogliono che la tradizione risalga all'epoca longobarda, quando i signori presso le contrade di Piano di Coccia, San Desiderio, Fontegallo pretesero l'Ave Mattutina romana; i popolano risposero alle angherie dei potenti con battute e stornelli, soprattutto quando in Abruzzo nel XII-XIII secolo peregrinavano i menestrelli. Nello Statuto del 1549 si fa riferimento alla festa del "Buongiorno", legato alle ricorrenze della mietitura e della Pasqua.
In sostanza il Lunedì dell'Angelo, i popolani pianellesi si raccolgono in piazza, o sopra i balconi, o anche fuori Porta Santa Maria, quando c'è la festa di San Silvestro, intonando versi salaci e pungenti contro il potere, esibendosi anche in lazzi stile Commedia dell'arte.

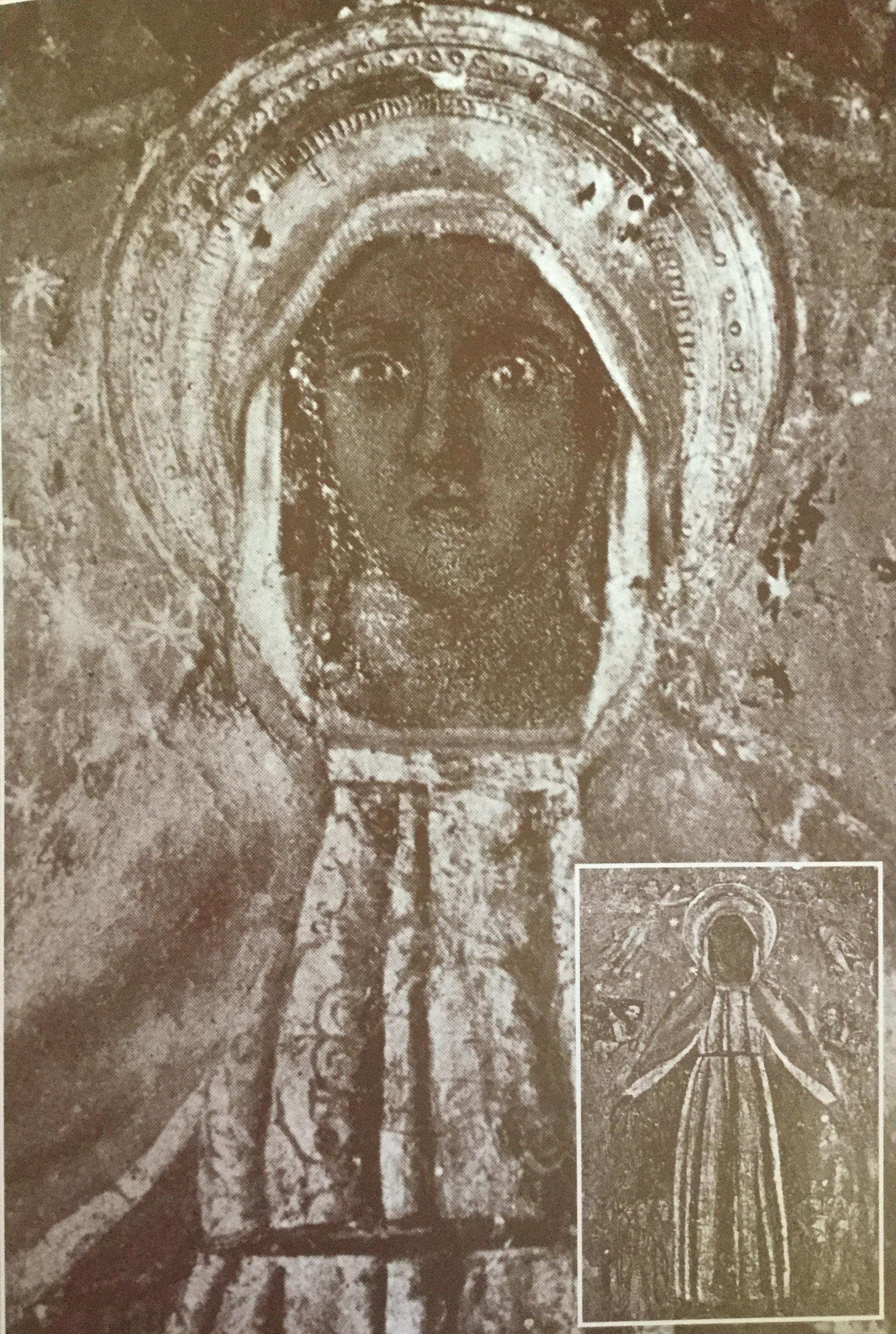
Foto dell'affresco della chiesa della Madonna del Rifugio, o Madonna Nera (largo San Nicola), andata distrutta durante la guerra. Nella chiesa esisteva la Congrega del Rifugio, che promosse la rappresentazione allegorica dei Talami

Sfilata dei Talami di Orsogna (Lunedì dell'Angelo)
La sfilata, nello statuto attuale, si celebra il Lunedì dell'Angelo e il 15 di agosto. La sfilata è molto antica, già come ipotizzato da Finamore che ne parla nelle Curiosità popolari abruzzesi; in origine prima del XVI secolo, pare che si facessero delle sfilate in chiave pantomimica a rappresentare gli episodi della Vita di Cristo, tradizione consolidatasi poi nel 1590 con l'allestimento del catafalco (6 in tutto) davanti alla chiesa oggi scomparsa della Madonna del Riparo, o della Madonna del Suffragio. Esisteva una confraternita che organizzava la sfilata dei "talami", che aveva sede nella chiesa, che stava davanti alla parrocchia di San Nicola, e che fu distrutta dagli alleati nel 1943; la confraternita era devota a un affresco tardo medievale raffigurante la Madonna di Loreto, che proteggeva dei fedeli col suo mantello, per questo detta "del Rifugio"; oggi una statua moderna la ricorda dentro la parrocchia di San Nicola.
Oggi, quando la cerimonia è stata modificata, cioè i catafalchi vengono fatti sfilare da quattro diversi punti del centro orsognese, i "quarti" del Piano Castello (San Nicola), del Quarto a Monte, del Quarto della scuola elementare (quartiere nuovo di San Rocco), del Quarto a Valle (zona villa comunale) e del Quarto San Giovanni, per poi sfilare in piazza Mazzini e allinearsi.
I carri con i catafalchi e il telo scenico, mostrano attualmente vari episodi della Bibbia, dell'Antico e Nuovo Testamento, soprattutto scene riguardanti la Vita di Cristo, eccettuata la Crocifissione; i figuranti sono immobili, in costume antico, in ogni talamo c'è al centro in alto il simbolo dello Spirito Santo, con davanti legata una Madonnina, ossia una ragazzina che inscena una piccola Madonna.
La Madonna della Candelicchia - Trasacco - Martedì di Pasqua

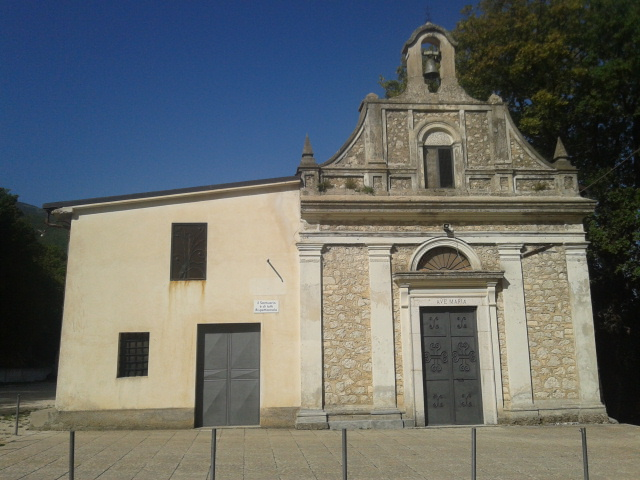
Santuario della Madonna di Candelicchia a Trasacco

In passato, secondo Tito Lucarelli, la processione si svolgeva dal 5 all'8 maggio; la processione è riservata solamente agli uomini. La processione risale alla fine dell'800, quando il santuario era punto di ricovero dei viandanti trasaccani. Nel 1890 accadde una lite tra i pellegrini di Trasacco, arrivati in ritardo a causa delle piogge, e i pellegrini di paesi limitrofi, che avevano occupato il convento. L'abate della basilica di San Cesidio a Trasacco, don Ercolano Ciofani, allora stabilì che la festa si sarebbe tenuta il Martedì di Pasqua presso il santuario. Nel 1902 durante la processione l'addetto ai fuochi artificiali, che si stava esercitando contro il muro coi petardi, scivolò a causa del terreno bagnato,con tutta la bisaccia dei petardi a terra, e saltò per aria, morendo.
La processione comprende la partenza da piazza Umberto I, la piazza maggiore di Trasacco, e l'imbocco della strada per il santuario, sostando, adorando la Madonna all'interno della chiesa, e consumando cibo.
Pellegrinaggio alla Madonna d'Appari - Paganica - Martedì di Pasqua
Comprende il pellegrinaggio dei paesani di Paganica e di altre contrade aquilane. Alcune testimonianze ricordano come negli anni '50 i pellegrini erano soliti appendere ex voto all'altare, come simulacri di cera e legno di mani, piedi, gambe, in ricordo di interventi chirurgici ben riusciti, oppure quadri ex voto di miracoli fatti realizzare appositamente dai pellegrini. I pellegrini, alla stessa maniera di come scrisse Gabriele D'Annunzio nel Trionfo della morte in merito alla visita al santuario dei Miracoli di Casalbordino (Chieti), avanzavano lentamente verso l'altare maggiore, strusciandosi sul pavimento e intonando litanie e preghiere.
Altri ex voto consistono in preghiere, canti, reperti di oggetti salvifici.
Festa della Madonna di Pietrabona - Castel di Ieri - Martedì di Pasqua
La chiesa si trova presso un bosco, viene citata per la prima volta nel 1183 da papa Lucio III, poi nel 1188 da Clemente III, poi nel 1223 da papa Onorio III. La leggenda vuole che nel luogo si fosse riparato un pastore, durante una tremenda alluvione, e che costui si fosse salvato dal pericolo invocando la Madonna, che gli apparve nell'antro della spelonca; altri vogliono che la chiesetta fosse stata costruita sopra un tempio romano dedicato alla dea Bona, ossia dell'abbondanza. La festa riguarda un pellegrinaggio di devoti da Castel di Ieri, costoro "offrono" i bambini alla Madonna, protettrice dei mali dell'infanzia, la statua viene portata in processione dal santuario, alla chiesa della Madonna del Soccorso, appena fuori Castel di Ieri, per tornare poi al santuario di origine.

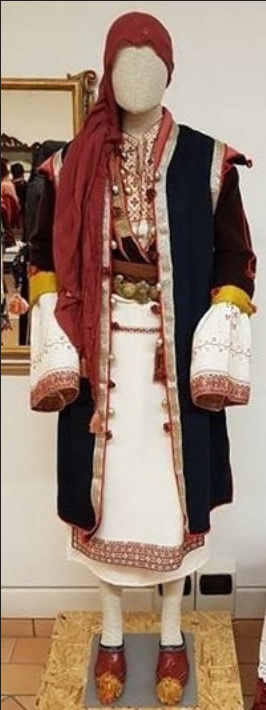
Un costume arbëreshë nel museo civico di Villa Badessa

Pellegrinaggio di rito ortodosso alla Fonte Almerinda - Villa Badessa di Rosciano - Martedì di Pasqua
La Domenica di Pasqua avviene una pantomima simile a quella della Madonna che scappa a Sulmona: il presbitero, detto in ortodosso "Papas", si reca davanti alla chiesa parrocchiale di Santa Maria Assunta nel paesetto, bussando alla porta chiusa, e scacciando il Demonio, che aveva trascinato Cristo nelle tenebre degli Inferi dopo la sua Morte il Venerdì santo. La Madonna può entrare nella chiesa.
Il Martedì c'è il pellegrinaggio nella località Fonte Almerinda con il tradizionale ballo della pupa, un fantoccio a forma di Madonna, che viene fatto danzare da una persona che la sorregge, in un cerchio di persone.
Festa della Pace di Teramo ovvero "I Trionfi" - Domenica in Albis
Festa non molto apprezzata in città e nel resto d'Abruzzo, benché sia antica. Fu istituita nel marzo 1559 dal vescovo in seguito a un periodo di conflitti e minacce di occupazione da parte degli Spagnoli, che minarono lo stesso equilibrio municipale della città, più volte a rischio infeudamento sotto il Viceré, con tasse e occupazioni "forzate" della città per l'alloggiamento delle truppe, durante la guerra del sale sul Tronto. Nel territorio teramano si scontrarono le truppe di don Fernando Loffredo e del duca d'Alba, e l'esercito francese di Antonio Carafa; in questi scontri aumentò anche lo scontento popolare, e si verificò un forte fenomeno di banditismo, sicché furono ridotti i privilegi a Teramo e le esenzioni fiscali.
Il vescovo Giacomo Silverio Piccolomini promosse un'azione di pace, le donne teramane si recano nelle abitazioni dei cittadini che erano stati "offesi" con privazioni e omicidi, per convincerli a non rispondere con la violenza; tale iniziativa di pace fu ben accolta in una città stremata, e il Governatore spagnolo che soggiornava a Teramo fu favorevole, così don Ferdinando Alvarez di Toledo in accordo del vescovo Piccolomini e con il governatore municipale Cristobal Santo Stefano, istituì la festa della Pace, da celebrarsi la domenica in Albis, ossia quella dopo la Pasqua.
Da quell'anno in poi, attualmente sono in chiave di rievocazione folkloristica in costume, furono eletti per ciascuno dei quattro quartieri antichi di Teramo due gentildonne e due gentiluomini rappresentanti: Paciere e Pacieri, costoro andavano per la città a raccogliere le offerte per seppellire i defunti morti violentemente durante il triste periodo di soprusi su Teramo, nonché per i morti dei secoli passati dei casati teramani, che ancora attendevano nel Purgatorio per arrivare al Paradiso, in modo che tutti i casati faziosi della città stessero in pace reciprocamente

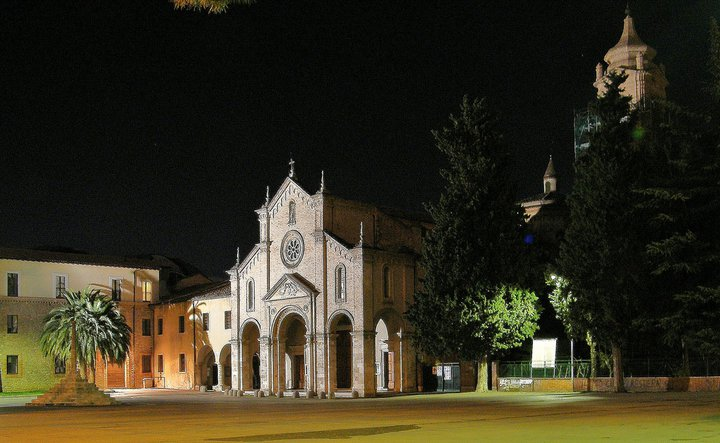
Santuario della Madonna delle Grazie a Teramo, dove avviene la benedizione dei ceri per la festa della Domenica di Pace

Il giorno della festa si tiene la Santa Messa presso la Cattedrale, al vescovo i delegati dei quattro quartieri offrono i ceri benedetti per il patrono San Berardo; dopo i Vespri le nobildonne rappresentatrici, anticamente il patriziato municipale era composto da 48 membri delle varie famiglie, si riuniscono nella chiesa di San Giovanni a Scorzione (piazza Verdi), per poi dirigersi mediante il corso De Michetti fuori Porta Reale al santuario della Madonna delle Grazie, con i "servitori" che recano altri ceri benedetti per il Padre Guardiano, che li accoglieva davanti alla croce stazionaria di ingresso al piazzale, detta "della Pace".
L'usanza fu celebrata ininterrottamente sino al 1767, quando i Pacieri furono soppressi, e ci fu solo la sacra cerimonia in Duomo da svolgersi la mattina. Successivamente il patriziato dei 48 membri, essendosi ridotto a causa dell'estinzione di molte famiglie nobili, fu abolito, sicché la festa è caduta in abbandono sino al 1993 quando c'è stata la prima rievocazione storica, promossa dall'Associazione culturale "Teramo nostra", che ripropone lo stesso percorso dei rappresentanti dei quattro quartieri, che vanno a messa nel Duomo, e poi con i ceri benedetti si recano al santuario della Madonna delle Grazie per la benedizione.

## Feste di aprile e maggio
Madonna dello Splendore di Giulianova (22 aprile)
Durante il governo di Atri, a Giulianova si verificò un fatto miracoloso: il 22 aprile 1557 apparve la Madonna "dello Splendore", come dice la cronaca del priore don Pietro Capullo. Presso un colle fuori dall'abitato, nell'ora di mezzogiorno la Vergine apparve al contadino Bertolino, e gli chiese di andare in città a testimoniare il prodigio, avendo scelto il colle come luogo per far erigere una dimora di Dio.

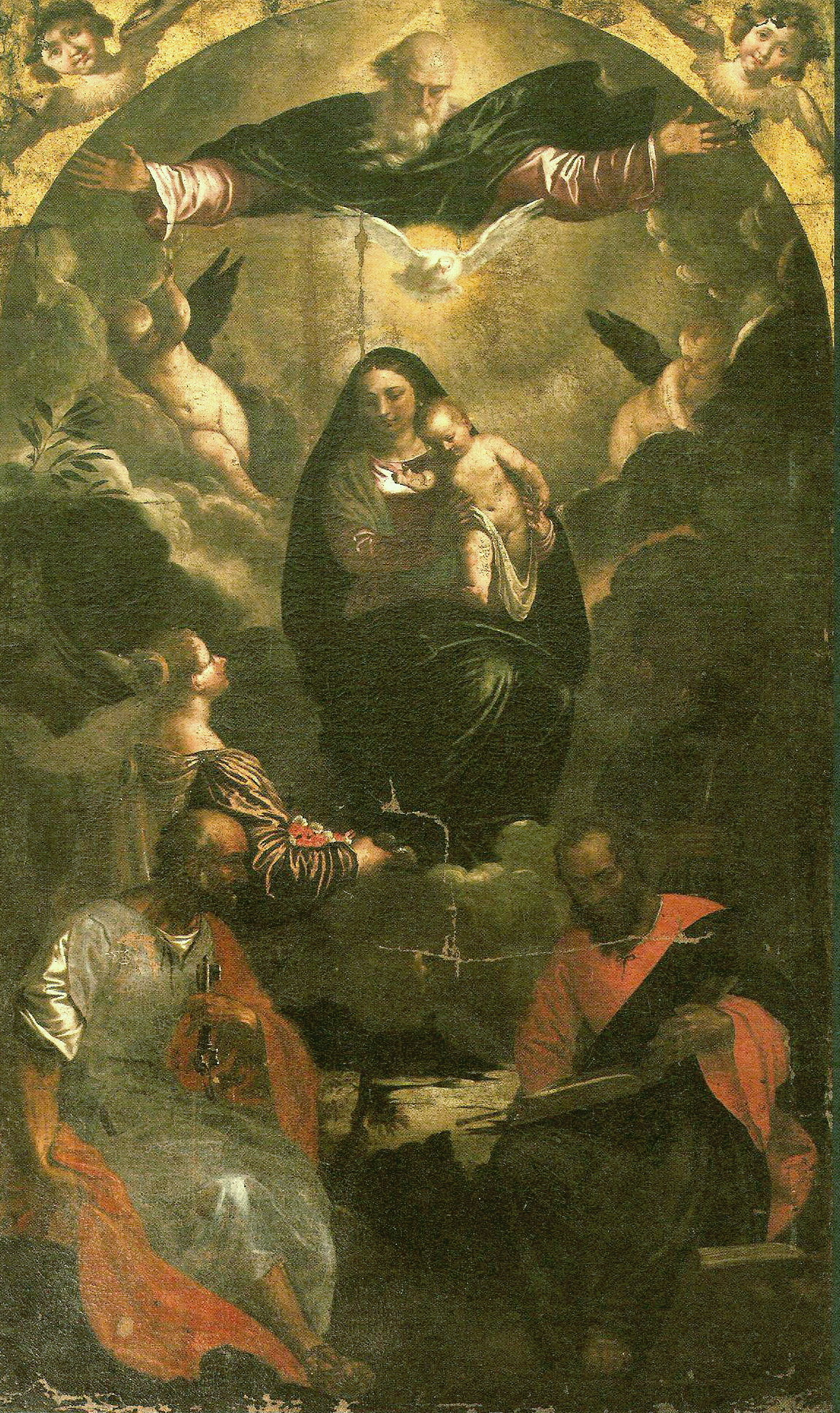
Paolo Veronese, quadro della Madonna dello Splendore, presso il santuario di Giulianova

Il contadino andò in città al palazzo del governatore, il duca d'Acquaviva, che lo cacciò tra gli scherni. Il giorno dopo il contadino si recò sul luogo dell'apparizione, presso l'ulivo, e gli apparve nuovamente la Vergine per rincuorarlo. Bertolino tornò in città per annunciare il miracolo, ma fu preso a bastonate, e la Madonna intervenne paralizzando il fustigatore. Il governatore Acquaviva allora si convinse del miracolo, e organizzò una processione col parroco fino al colle dell'ulivo, dove la vergine fece sgorgare sotto l'albero una sorgente d'acqua curativa per i mali del corpo, e che avrebbe posto fine alla pestilenza e alla malaria che affliggeva Giulianova, a causa delle numerose paludi. Di qui venne successivamente fondato il complesso monastico con relativa compagnia, e la chiesa santuario della Madonna dello Splendore.
Madonna di Pietraquaria di Avezzano (26-27 aprile)
Antica la venerazione della Madonna, sull'antico abitato fortificato (XIII secolo) di Pietraquaria, di cui oggi rimane in piedi solo il santuario costruito sopra il castello. Un contadino rinvenne presso i ruderi dell'abitato un'icona sacra bizantina della Madonna, e subito nacque una controversia tra i fedeli di Avezzano e di Cese dei Marsi per il possesso, sicché la Madonna avrebbe "guardato" verso Avezzano, scegliendo la sua sede di venerazione, mentre gli abitanti accendevano dei fuochi sotto il monte Salviano, in segno devozionale.
Così ancora oggi la tradizione dei "focaracci", grosse cataste di legna ammassata che vengono incendiate, è accompagnata alla venerazione della Madonna, ancora di più cara agli avezzanesi, in quanto con il catastrofico terremoto del 1915, il santuario fu una delle poche strutture della città a non crollare.
Le Some di San Vitale a San Salvo (20-28 aprile)
Il corpo di San Vitale fu consegnato alla città, da un abate commendatario dell'antica abbazia dei Santi Vito e Salvo (attuale parrocchia di San Giuseppe), nel 1745, e da allora la città ha iniziato a venerare il santo. La festa è molto semplice e spartana, come il paese, sviluppatosi fuori dal perimetro murario solo nel XIX secolo; dopo la funzione religiosa, la festa consiste in un'abbuffata in piazza con piatti di pasta, con sagne e taralli. Questi cibi della tradizione povera contadina costituiscono le "some", che i contadini offrivano devotamente a San Vitale.
Banchetto di San Panfilo (Scerni) 28 aprile
Il santo patrono è lo stesso venerato a Sulmona presso la cattedrale; la festa consiste in un'abbuffata presso piazza De Riseis, ossia la piazza maggiore, dopo la processione devozionale.
Descritta anche da Francesco Verlengia

## Feste di maggio
Calendimaggio di Tornimparte - 1 maggio
Tradizione antica, che si celebra tra la notte del 20 e il 1 maggio, detto dai locali "Ju Calende". Presso contrada Villagrande, ossia la sede comunale del centro sparso, davanti al sagrato della parrocchia di San Panfilo, viene piantato un albero, per festeggiar e il ritorno della bella stagione. L'albero viene rigorosamente tagliato nel bosco di contrada Rocca Santo Stefano, poi condotto nella piazza, e tagliato dei rami, tranne quelli della parte sommitale. L'albero è piantato prima dell'arrivo dell'alba, e viene eletto un giudice per stabilire l'ora dell'impianto; una tradizione antica vuole che il proprietario che reclamava l'albero, qualora non fosse stato piantato prima dell'alba, poteva far valere il proprio diritto riconoscendo coloro che avevano tagliato l'albero, alla distanza di 100 passi. L'albero poi viene spostato dalla piazza il 31 maggio, giorno finale del mese
Il Majo di San Giovanni Lipioni - 1 maggio
Dal primo mattini, gli abitanti si recano nella chiesetta del cimitero, per la processione verso la vallata. Il gonfaloniere della processione reca il simbolo de "lu Maje" (Il Maggio), un palo con in cima una croce sopra un cerchio, il telaio è di legno, rivestiti da mazzi di fiori, violette, ciclamini, oppure spighe di grani e baccelli di fave per simboleggiare l'abbondanza del risveglio della buona stagione. Seguono nella processione le statue dei patroni Santa Liberata e San Giovanni apostolo, portate dalle donne devote. Quando la processione giunge nella chiesa parrocchiale della Madonna delle Grazie, le statue sono deposte negli altari, il palo lungo viene preso dagli uomini, e viene condotto per le case del paese, di porta in porta, intonando e improvvisando stornelli dialettali per augurare prosperità alle famiglie.
Festa di San Nicola della Meta a Vasto (7-8 maggio)
La chiesetta di San Nicola sul promontorio della Torricella o della Meta, a nord di Vasto, è antica, risalente al XII secolo. Anche la tradizione è molto antica, risalente probabilmente ai pastori abruzzesi transumanti che si recavano in Puglia presso la basilica del Santo a Bari. All'alba del 7 maggio c'è il ritrovo davanti alla chiesetta, viene benedetta la "manna di San Nicola", ossia il liquido che trasuda dalla grotticella sotto la cripta della chiesa, e poi c'è il programma civile.

### Feste di San Domenico abate
Festa dei serpari di Cocullo - 1 maggio

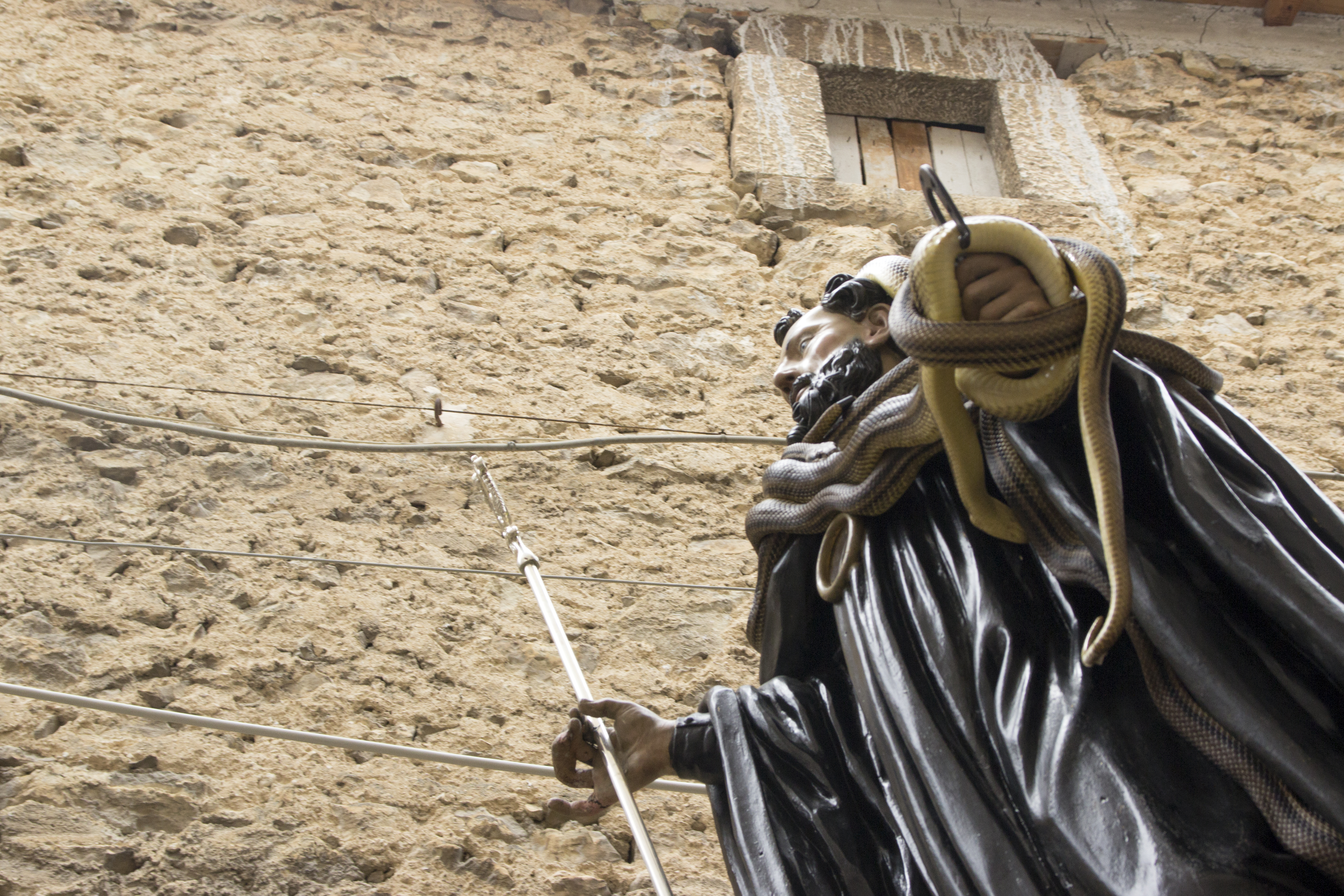
Statua di San Domenico abate in processione a Cocullo, 1 maggio

Festa famosissima dell'Abruzzo, descritta da Muzio Febonio, Giuseppe Profeta, Antonio De Nino e Gennaro Finamore, Alfonso Maria Di Nola, di recente da Emiliano e Lia Grancristofaro. Leggende popolari, sfatate poi da studi più approfonditi di Profeta, Di Nola, de Martino e Giancristofaro, hanno smentito il presunto collegamento della festa con l'antico rito della venerazione dei serpenti al tempo degli antichi Marsi, che avevano la dea Angizia loro protettrice, presso il santuario del Lucus Angitiae. Il tempo trascorso dal III secolo d.C. (epoca in cui il rito iniziò a perdersi e imbarbarirsi) al X secolo, periodo in cui San Domenico abate peregrinò per la valle del Sagittario da Villalago dove fondò il monastero benedettino fino a Cocullo, è troppo lungo; inoltre la stessa Giancristofaro ha ricostruito la storia della venerazione del Santo, con gli attributi della manna benedetta del santuario cocullese, del dente miracoloso che guarisce dai morsi delle bestie velenose e dai cani rabbiosi ecc., consultando documenti pontifici e vescovili, sicché tale rito come lo conosciamo oggi, risale almeno alla seconda metà del XVII secolo.
La festa è stata spostata varie volte di data, negli anni '70, all'epoca degli studi in loco dell'antropologo Di Nola, è stata fissata al 1 di maggio, giorno in cui i pellegrini, esenti dalle giornate lavorative, potevano liberamente recarsi, anche da fuori Abruzzo e dagli States a Cocullo per il rito sacro. La statua viene venerata dentro il santuario, purtroppo dal 2009 causa terremoto la funzione si svolge nella chiesa madre della Madonna delle Grazie, alla fine della Santa Messa, la statua viene portata fuori dalla chiesa, mentre le devote con i denti, invocando con tale pantomima la protezione contro il mal di denti, tirano la cordicella della campana; la statua viene adornata di serpi vive, le specie del cervone molto presente nel territorio, e portata in processione per il paese, mentre i cosiddetti "serpari", derivazione dall'antica figura del "ciarallo", portano le serpi a spasso per le strade, attirando l'attenzione della folla.

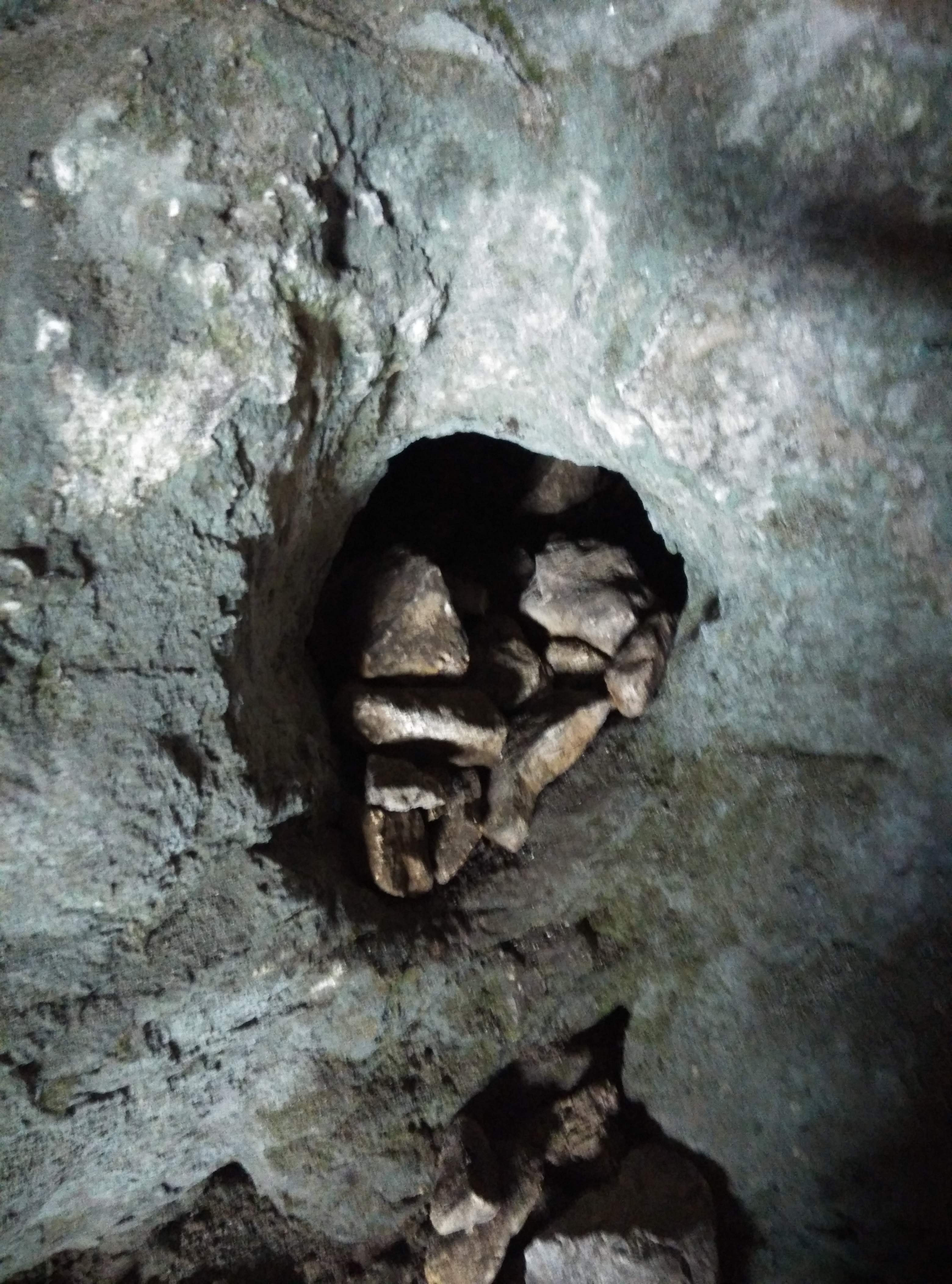
Pretoro, grotta dell'Eremita

Il rito è ancora oggi molto sentito dalla popolazione stessa di Cocullo, che si è fortemente radicata alla festa e al santo, quasi fosse ragione di vita celebrare la festa, alimentando così credenze ancestrali e primordiali, che comunque si sono cristallizzate e conservate sino ad oggi, pur non perdendo il significato originario della festa: nei luoghi aspri e proibitivi della valle del Sagittario, in tempi di presenza di belve feroci e di serpenti che infestavano le campagne, il santo Domenico rappresentava con i suoi attributi appunto un metodo di guarigione e protezione contro l'agire malefico di queste creature.
Il lupo di San Domenico a Pretoro - prima domenica di maggio
Pantomima molto antica, descritta da De Nino e Finamore, nonché da Verlengia e dalla Giancristofaro. Benché meno famosa della più famosa festa di San Domenico di Cocullo, questa festa conserva la teatralità che risale alle rappresentazioni medievali in Abruzzo. Dato che i testi agiografici sulla vita di San Domenico abate ricordano il miracolo del lupo e del bambino restituito alla madre nei dintorni di Villalago (vicino a Cocullo), dopo le preghiere del santo, questo ricordo viene celebrato a Pretoro, presso il boschetto, con la pantomima di due figuranti che rappresentano madre e padre boscaioli, che tagliano la legna, non accorgendosi che un lupo rapisce il figlio infante nella culla; pregano San Domenico, che appare sotto forma di icona, il lupo viene ammansito e riporta il Bambino.
Dagli anni '90 la narrazione in chiave dialettale viene effettuata dal poeta di Chieti Raffaele Fraticelli. Di recente per unire le genti alla festa di Cocullo, dei serpari cocullesi vengono a Pretoro, esibendo i serpenti catturati, anche se in maniera meno copiosa di Cocullo.
Il miracolo di San Domenico e il lupo - Palombaro - prima domenica di giugno
La stessa rappresentazione avviene sotto il piazzale della parrocchia di Santa Maria Assunta, con l'aggiunta di alcuni serpari di Cocullo, che per sfruttare la fama del loro paese, portando dei cervoni per le vie del paese.

### Feste dedicate a Sant'Angelo
Pellegrinaggio a Grotta Sant'Angelo di Balsorano vecchio - 8 maggio

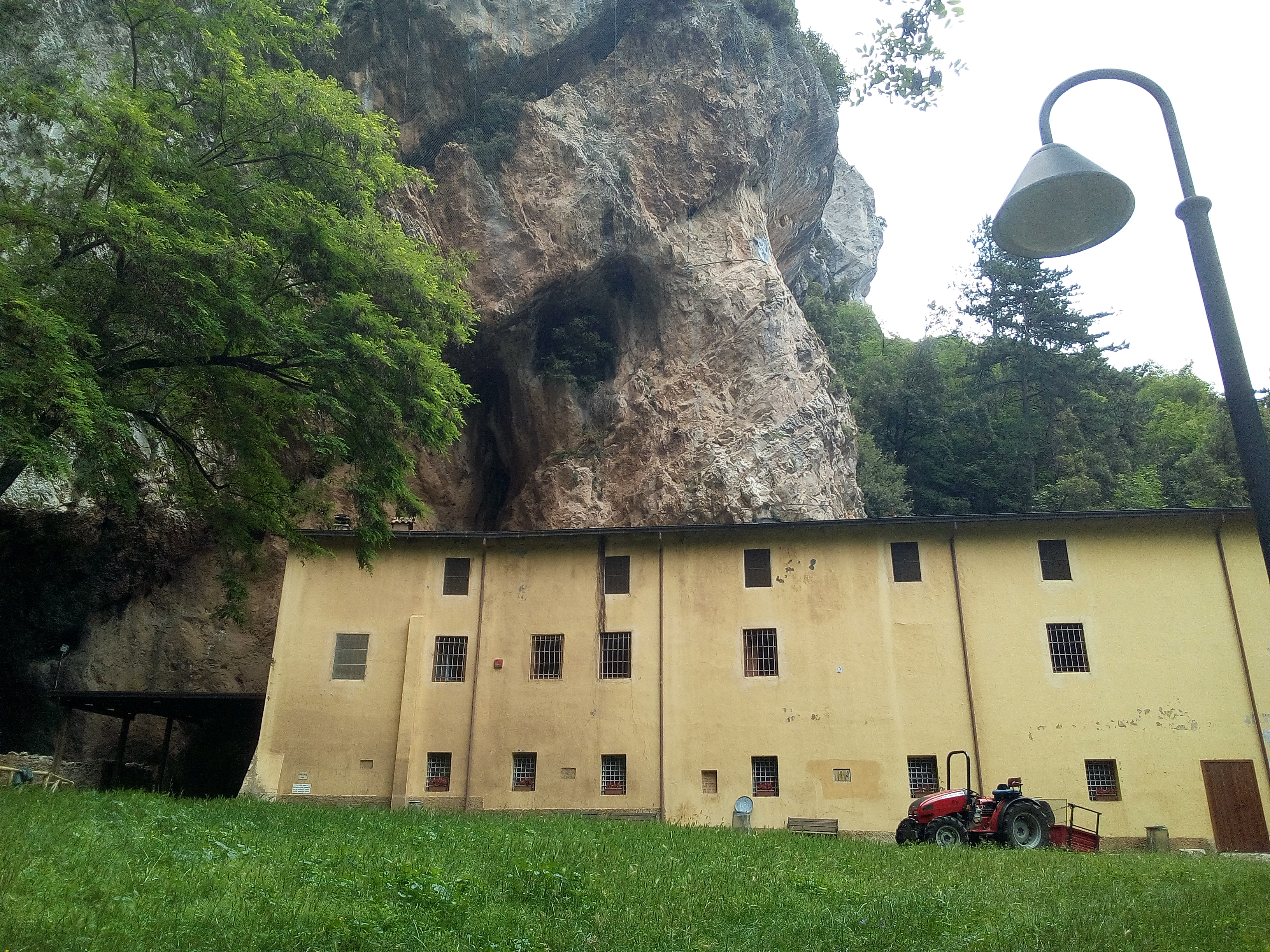
Santuario di Sant'Angelo a Balsorano

La grotta è citata sin dal 1296, la devozione continuò, anche dopo le distruzioni arrecate dal terremoto di Avezzano del 1915. La grotta ha ingresso naturale con cancello di ferro, presso la nicchia originale si trovano due nicchioni laterali realizzati a tempietto neoclassico (XIX secolo), con un affresco medievale e un altro più recente del XVIII secolo.
Pellegrinaggio alla grotta di Sant'Angelo a Liscia - 8 maggio
Il culto di San Michele arcangelo a Licia, nel vastese, è molto antico, tanto che la grotta è una delle più antiche dell'Abruzzo, insieme a quelle di Palombaro, Rapino e Lama dei Peligni, dedicate al santo patrono dei Longobardi. Documentazioni degli antropologi sono raccolte nel Museo delle Genti d'Abruzzo a Pescara, soffermandosi molto sul rito di Liscia. Presso la chiesetta di San Michele, fuori dal paese, si trova la grotta sacra naturale, con una vasca con sorgente naturale, la gente immediatamente ha creduto che l'acqua portasse prodigi ai mali del corpo, tanto che ancora oggi si assiste al rito dello sfregamento contro le pareti rocciose, come si fa nella grotta di San Michele in Balsorano (AQ) o nella grotta di San Franco in Assergi (AQ); altre donne bevono devotamente l'acqua, e la fanno bere anche agli infanti.

## Feste della Madonna in maggio
Pellegrinaggio al santuario della Madonna della Valle - Taranta Peligna - 1 maggio
In origine fu una cappelletta aperta al pubblico di proprietà della famiglia de Simeonibus. Successivamente una chiesetta che nel 1589 risultava danneggiata dall'umidità. Nel 1706 fu l'unica costruzione che restò indenne dal terremoto. Al primo Ottocento risale, con i dovuti rifacimenti, la chiesa attuale elevata a Santuario diocesano nel 1991. La chiesa, di grande devozione, sorge nella parte alta del paese a ridosso di un costone roccioso. L'interno è a navata unica e copertura in legno a due falde.
Il santuario domina la vallata dell'Aventino, posto nell'attuale strada di via Duca degli Abruzzi, scendendo dalla strada statale 84 Frentana, fu realizzato in seguito a un miracolo del XV secolo. A causa dell'eccessiva pioggia, un costone di montagna minacciava una frana che si sarebbe abbattuta sul paese a valle. Dei pastori si rifugiarono presso una grotta, vicino alle grotte del Cavallone, e apparve sopra un tronco di quercia la Madonna, rassicurandoli della loro salvezza dalla pioggia torrenziale.
I pastori devoti decisero di erigere una prima cappella, con la statua della Madonna intagliata dal tronco di quercia dove la Vergine apparve; la "Madonna della valle" fu eletta patrona di Taranta. Nel 1589, quando ci fu la prima visita pastorale del vescovo di Chieti, la chiesetta era stata ampliata come un vero e proprio edificio di culto,

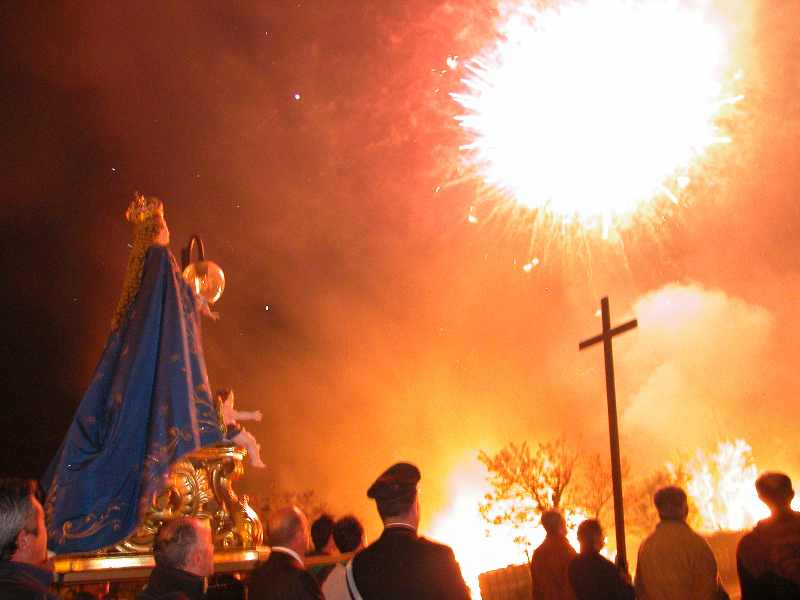
Statua della Madonna della Croce, Pietranico

La chiesa fu rifatta nel XIX secolo in stile neoclassico, con la collocazione della statua della Madonna nell'altare maggiore, anche la statua fu restaurata con il ricamo di un abito azzurro, la realizzazione di una parrucca di veri capelli sia per lei che per la testa del Bambino; e iniziò ad essere venerata il 2 luglio, giorno della ricorrenza della Visitazione di Maria ad Elisabetta. Nel 1991 il metropolita Antonio Valentino dell'Arcidiocesi Chieti-Vasto concesse alla chiesa il titolo di santuario diocesano.
La facciata è molto semplice, con un portale architravato in pietra, rettangolare, una cornice marcapiano divise orizzontalmente la facciata dall'architrave a timpano triangolare, con al centro due fori per le campane.
Madonna della Croce di Pietranico - 2-3 maggio
La leggenda vuole che la Madonna apparve ad un contadino che si recava in campagna, nei pressi dove oggi sorge il santuario della Madonna, il 25 marzo 1613; le modalità sono simili alla Madonna dello Splendore di Giulianova, alla Madonna di Carpineto di Rapino e alla Madonna dei Miracoli di Casalbordino, ma anche alla Madonna dei Miracoli di Roio Poggio (L'Aquila); la Madonna richiese il ripristino di una edicoletta votiva nella contrada della Croce e vi fu costruito il Santuario con annesso Oratorio a Lei dedicato. Successivamente dei briganti del teramano si apprestavano a saccheggiare Pietranico, ma la Madonna circondò con immensi falò il borgo che fecero desistere dall'intento i briganti. In ricordo di questo avvenimento il 2 di maggio si svolge la tradizionale processione dei fuochi dove la statua della Madonna della Croce viene portata in processione per le vie del paese dove vengono accesi dei grandi falò. Il 3 maggio, la statua viene portata, sempre in processione, all'Oratorio distante circa tre chilometri dal paese. 
Madonna della Libera di Pratola Peligna - prima domenica di maggio

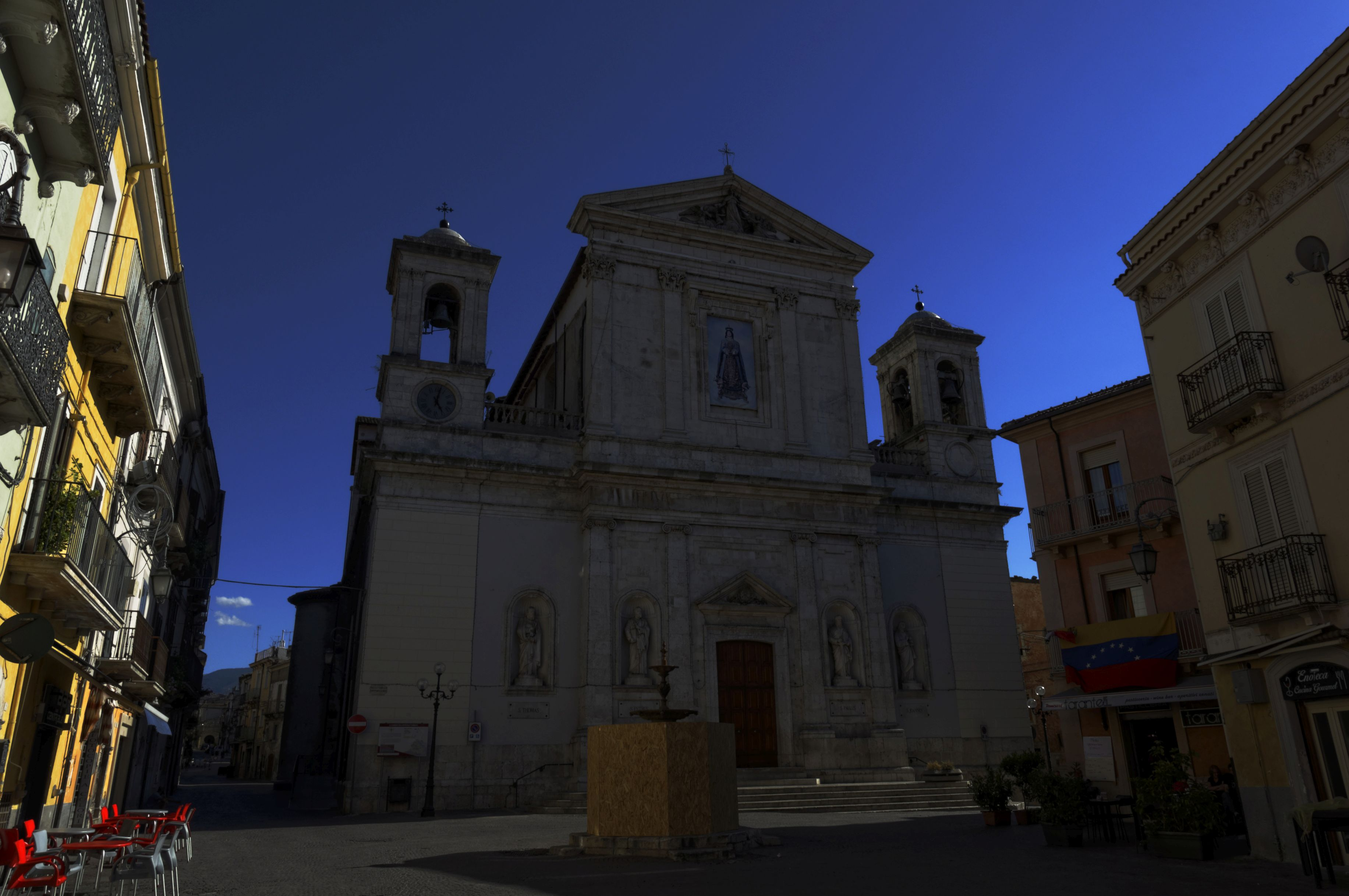
Santuario della Madonna della Libera a Pratola Peligna

Il santuario sorge dove si trovava una cappella cinquecentesca, eretta in seguito a un prodigio. Durante la pestilenza del XVI secolo il popolano Fortunato trovò sul colle del santuario, un'immagine sacra della Madonna, presso un tempio diroccato dedicato a Santa Maria della Torre; il popolano invocò alla Madonna di liberare il paese dal flagello e il prodigio ebbe compimento. L'immagine venne trainata da un carro di buoi e portata in trionfo per il paese, e da quel momento è iniziato a diffondersi il culto, con la costruzione di una v nuova chiesa. I lavori iniziarono nel 1851 e si conclusero pochi anni dopo; venne istituita una Confraternita speciale. Nel 1921 per liti tra le varie confraternite di Pratola il santuario fu interdetto, e nel 1924 il santuario fu concesso ai Padri Mariti della Società di Maria, che seppero dare nuovo slancio al culto della Madonna con varie iniziative culturali e religiose.
La festa consiste nel pellegrinaggio di vari paesani dei comuni circostanti, tra cui una comitiva di devoti del lontano paese di Gioia dei Marsi, che si appellò alla Madonna durante il terremoto del 1915; la statua della Madonna è portata per le vie del paese, per poi essere ricondotta nel santuario.
Madonna del Gonfalone o del Rosario - Navelli - prima domenica di maggio
Ha sede nella chiesa della Madonna del Santissimo Rosario, nella parte bassa di Navelli. La confraternita dei Raccomandati di Maria Santissima, o semplicemente del "Gonfalone", è molto antica in Navelli; nel paese nel 1799 don Ermenegildo Piccioli, durante le occupazioni francesi, militò sotto il gonfalone sanfedista della Madonna a favore del sovrano Borbone, allo stesso modo del cardinale Ruffo di Calabria.
La Madonna di Navelli rappresenta le "Sette Allegrezze", viene portata in processione dalle donne devote che presero le armi con don Piccioli contro i francesi, la statua "visita" le case dei devoti che preparano le offerte per la confraternita e i cibi rituali, taralli, biscotti, ferratelle. In passato per i poveri del paese venivano preparate delle grosse pizze di grano, simbolo povero appunto con cui soddisfare la fame. Le devote che rappresentano le Sette Allegrezze si cingono la vita con un nastro di fiori, il corteo è aperto da uno stendardo bianco con il simbolo del Santissimo Rosario, segue la statua processionale e i membri.
Processione delle Verginelle alla Madonna di Carpineto - Rapino - 8 maggio
Questa è la festa più caratteristica di Rapino, e fu studiata da Francesco Verlengia, benché egli non riporti la supposizione che possa risalire a un antico rito pagano sulla purificazione. Riportando la leggenda, nel XVI secolo circa apparve la Madonna presso il carpine del rione San Rocco o dei Ceramisti, nella parte bassa di Rapino; un contadino vide sotto il carpine una statua della Madonna col Bambino che iniziò ad essere venerata per questo prodigioso rinvenimento. L'occasione della venerazione come protettrice del paese ci fu l'8 maggio 1794, quando ci fu una processione nella chiesa, invocando la liberazione da una carestia che affliggeva i raccolti. La Vergine fu così venerata, dopo il miracolo della pioggia, come "Madonna della Libera", in quegli anni fu realizzato un quadro devozionale dal pittore Nicola Ranieri da Guardiagrele, nel 1810 la chiesa fu ricostruita ampliata, lasciando la nicchia barocca originaria dietro l'altare rialzato con scalinata a doppia rampa e tabernacolo con la statua della Madonna.
Caratteristica antica, come riportato nel quadro di Ranieri, è la processione del popolo dalla chiesa parrocchiale di San Lorenzo, in cima al paese, con una statua copia dell'originale fino al santuario, perché un'altra leggenda riportata da Verlengia vuole che la statua originale portata fuori dal santuario, divenne pesante al punto da non essere trasportabile. Nella processione, come riportato nel quadro, figurano bambine e bambini travestiti da Verginelle, ossia angioletti in abito bianco, e angeli,che accompagnano la statua copia che viene fatta inchinare davanti all'originale. 

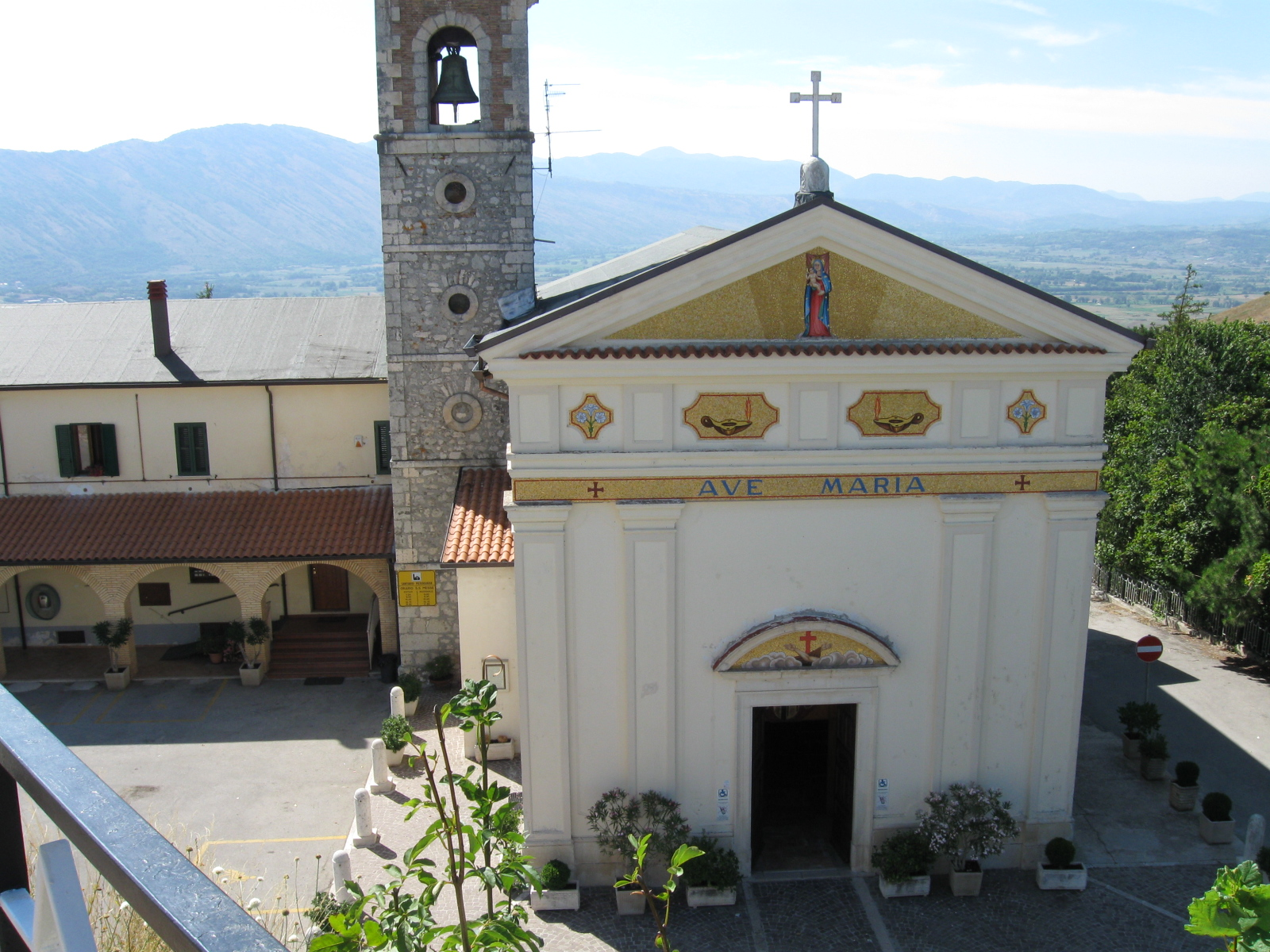
Santuario della Madonna di Pietraquaria ad Avezzano, Monte Salviano

Pellegrinaggio alla chiesa della Madonna delle Grazie - Vacri - seconda domenica di maggio
La chiesetta di Maria Santissima delle Grazie si trova in contrada Selve, risale al XVII secolo, rifatta ampiamente nel XIX. La leggenda dell'apparizione mariana riferisce che in una casa di contadine cieca, di proprietà dei ricchi Monziani, apparve la Madonna il 14 agosto 1623; nel sogno la Vergine comandò alla donna, Laura, di andare dal padrone del casale e di ripulire la stalla dalla lordura per riportare alla luce l'icona sacra della Madonna col Bambino che vi avrebbero trovato. Così Laura raccontò tutto alla moglie del barone di Vacri, che però fu trattata malamente, sicché la seconda notte riapparve la Madonna ordinando che la sua richiesta fosse eseguita, sicché quando le stalle furono ripulite, venne trovata la Cona sacra: Laura riacquistò la vista all'istante, e così anche un'altra donna cieca del paese, molto devota, tal Beatrice.
Nelle descrizioni delle visite pastorali del vescovo di Chieti, la chiesetta che fu costruita presso la stalla del ritrovamento, erano deplorevoli, sicché nel XIX secolo si provvide a una ricostruzione totale, adottando lo stile abruzzese rinascimentale della chiesa a capanna a mattoni a vista, con un piccolo portico a nartece, e campanile a vela. L'interno a navata unica conserva la Cona sacra. La chiesa è meta di pellegrinaggi durante la festa della Madonna. Il rito suggestionò anche il pittore Francesco Paolo Michetti, che fotografò le donne devote durante la processione, e le ritrasse in quadri.
Pellegrinaggio al santuario della Madonna Grande - da Fresagrandinaria fino a Nuova Cliternia - Lunedì di Pentecoste
Il pellegrinaggio parte dal paese abruzzese, e arriva a lambire la costa del Molise, attraverso i paesi di Montenero di Bisaccia, Portocannone, dove si fa sosta per la "sfilata dei Tori", passando poi a Guglionesi e infine a Nuova Cliterna, dove si trova il santuario della Madonna Grande.
Festa della Madonna di Fraine - 30 maggio
Francesco Verlengia ha evidenziato un collegamento riguardo alla leggenda dell'apparizione della cona mariana nella Madonna di Fraine e nella Madonna del Monte di Castiglione Messer Marino Infatti la Madonna di Castiglione apparve a una ragazza cieca che acquistò la vista, come accadde ugualmente nell'apparizione mariana a una popolana di Vacri (CH), venerata come la Madonna delle Grazie; nella leggenda della Madonna di Fraine, la Vergine apparve a una muta, che le comunicò di andare dal padre e recarsi nella contrada dell'apparizione. Il padre non riconobbe la voce della figlia muta, nata così, al terzo richiamo della bambina, inviata dalla Madonna, il padre la seguì nel luogo dell'apparizione, e scorse tra i rami della quercia una cona votiva della Madonna, che ora è venerata nel santuario ivi sorto, dedicato a Mater Domini.
Immediatamente fu realizzata una statua, nel XII secolo, di fattura popolare romanica tardo bizantina, che viene portata in processione dai devoti.

## Feste di maggio e giugno sulla mietitura
Ndorce di San Martino di Atessa - prima, seconda e quarta domenica di maggio

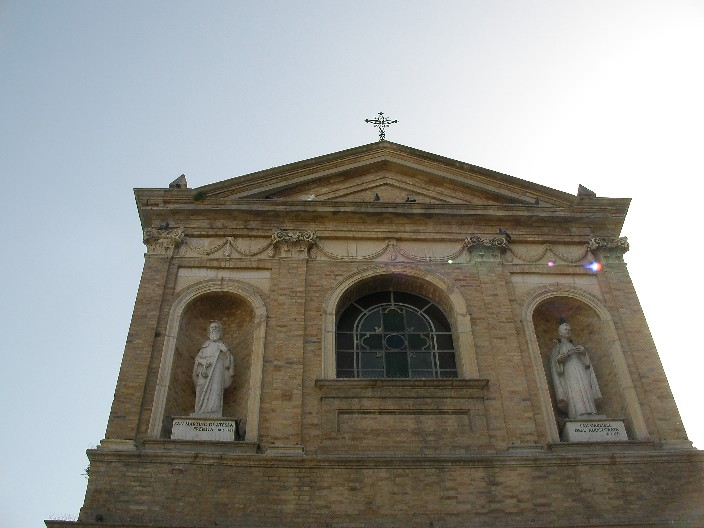
Chiesa dell'Addolorata di Atessa, le due statue del San Martino abruzzese e di San Gabriele dell'Addolorata

Francesco Verlengia, Antonio De Nino e Giovanni Pansa, hanno descritto la venerazione che in Atessa si ha per un San Martino abruzzese diverso dal vescovo di Tours, che si venera in novembre. Il San Martino "abruzzese" sarebbe nato ad Atessa, peregrinò per la frazione Vallaspra, piantando un olmo, dove si trova il convento di San Pasquale, e poi aprì a gomitate la crepa presso le gole di Fara San Martino, dove venne poi fondato un monastero benedettino in sua memoria Proprio nella vallata di Fara San Martino il santo si ritirò in eremitaggio, dove poi venne fondato il monastero, e avrebbe chiesto ai devoti di portare delle torce per ristorare le sue notti, le cosiddette "ndòrce".
Prima di arrivare nella gola, i devoti si fermano davanti alla parrocchia di San Remigio e depongono delle spighe di grano e le ndorce davanti all'altare laterale di San Martino. Giunti presso la roccia dell'antica abbazia, avviene il rito tradizionale abruzzese dello "sfregamento" contro la parete, ritenuta benedetta e miracolosa, allo stesso modo del rito dello strofina,mento presso le grotte interne di montagna, durante le feste di San Michele. Come ha osservato Giovanni Pansa, questi riti corrispondono all'aspettazione del devoto di curarsi da dolori del ventre, dei muscoli, soprattutto dalla lombaggine.
La festa popolare consiste nella partenza dei pellegrini dal piazzale della Cattedrale di San Leucio in Atessa, con delle canne con tante piccoli fiaccolelle legate da fili di ferro; il pellegrinaggio dura una giornata intera, per arrivare di sera al paese di Fara, presso la vallata dell'abbazia.
Festa del Perdono di San Tommaso apostolo e Corteo delle Chiavi - Ortona - prima domenica di maggio

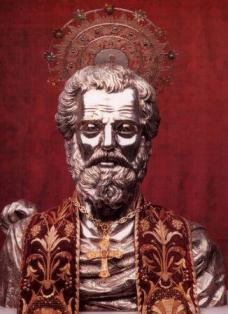
Busto reliquiario di San Tommaso, conservato nella cappella della Cattedrale di Ortona

Il santo è venerato a Ortona dal 1258, quando il capitano Leone Acciaiuoli, di ritorno da una spedizione in Oriente, fermatosi a Chios e scoperte le reliquie del santo, tornò con esse a Ortona, deponendole nella cattedrale
Il santo fu il patrono di Ortona, fu invocato durante i momenti di crisi e di attacco da parte dei lancianesi, dei veneziani, dei banditi e dai turchi nel 1566, dei francesi nel 1799. La cattedrale fu riccamente abbellita durante il periodo di governo di Margherita d'Austria con una cappella e una cancellata di ferro a sette lucchetti, perduta nel 1943, per impedire tentativi di furto del busto argenteo. La festa oggi consiste nel corteo in costume antico del XVI secolo per le vie della città, partendo da Porta Caldari, proseguendo per il corso Vittorio Emanuele fino a piazza Municipio, risalendo poi la strada del rione Terravecchia fino alla cattedrale. Il perdono fa parte di un'indulgenza pontificia concessa agli ortonesi, i peccati sarebbero stati rimossi se nei giorni di festa fosse stata visitata la tomba del santo.
Le chiavi simboleggiano proprio i sette lucchetti delle cancellate della cappella della cattedrale, poiché ancora oggi il busto sacro è conservato dentro un piccolo tabernacolo, aperto solo il 21 dicembre, antico giorno della festa patronale del santo, e il giorno del Perdono. Anche Gabriele d'Annunzio ne parla nella prosa de "La vergine Anna" nelle Novelle della Pescara (1902).
Santa Gemma di Goriano Sicoli - 11-12 maggio

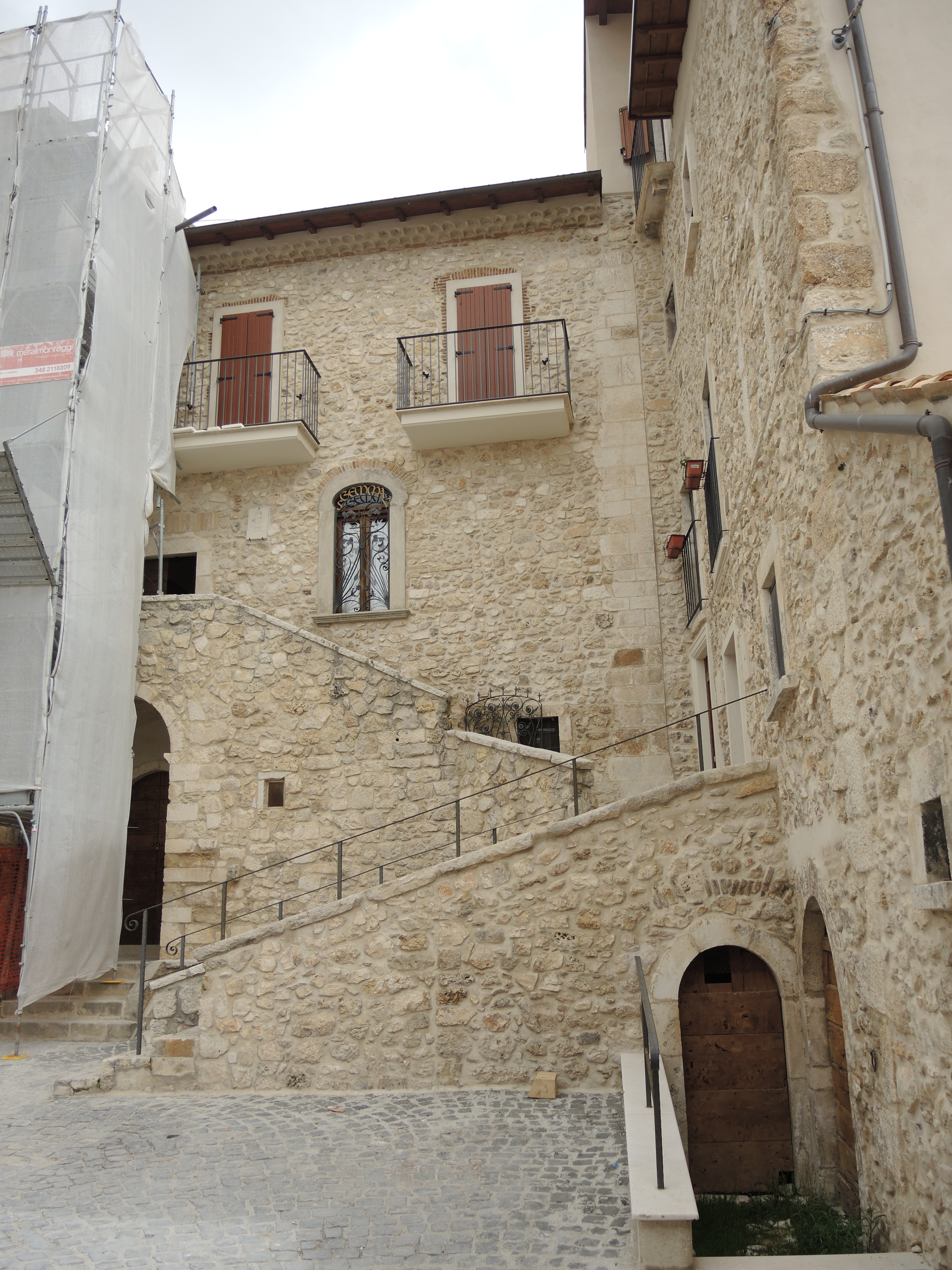
Casa di Santa Gemma a Goriano Sicoli

La santa nacque a San Sebastiano dei Marsi nel 1375, non molto distante da Goriano, dove la santa si trasferì insieme ai genitori per avere fortuna. La ragazza dopo la morte dei genitori a causa della pestilenza, continuò a svolgere l'attività di allevatrice, secondo altre versioni della leggenda riportata da De Nino, Santa Gemma si trasferì come comare di una ricca donna; la sua bellezza era tale che fece invaghire il conte Ruggero di Celano, signore dei Marsi, che però fu da lei redarguito, sicché il conte, pentitosi, fece costruire per lei una piccola cella monacale a Goriano.
Alla sua morte a 42 anni, immediatamente fu venerata, il culto ufficiale è stato riconosciuto nel 1890.
La santa è la patrona di Goriano; presso la sua casa natale è stato eretto il santuario. La chiesa fu costruita nei pressi della cella monacale della santa nel 1613, sulle rovine di una chiesa preesistente, dedicata a San Giovanni Battista. La facciata fu rimaneggiata nel XVIII secolo, suddivisa in tre sezioni verticali da robuste lesene in pietra, cui si aggiunge a sinistra il volume del campanile; il portale è arricchito da una cimasa con volute a fregi; ai lati si aprono due portali laterali, di dimensioni minori. All'interno della chiesa presso l'abside si trova un ciclo di affreschi che rappresentano le scene di vita della santa, e uno ritraente Sant'Antonio, tutto opera di Teofilo Patini.
La festa consiste nella processione, nella venerazione nel santuario, e nel mangiare di dolci tipici preparati dalle devote del paese.
Pellegrinaggio all'eremo di San Venanzio - Raiano - 18 maggio
Consiste nella partenza dalla piazza maggiore di Raiano, fino all'eremo presso le gole naturali.
Festa dei Banderesi di Bucchianico - domenica tra 24 e 27 maggio
La festa(in dialetto "de li bannaraisë"). Festa che ripercorre un evento avvenuto nel XIV secolo quando Bucchianico fu minacciata dalla vicina Teate (Chieti) per questioni territoriali, o secondo altre fonti, da truppe mercenarie, che dopo aver conquistato Chieti, volevano impadronirsi di Bucchianico. I cittadini delle vicine campagne si videro costretti a rinchiudersi entro le mura della città, protette dal Sergentiere (il capitano della truppa comunale). Gli uomini si cinsero di bande rosse ed azzurre (i colori dello stemma comunale, da lì il nome della festa) e trasportarono le loro provviste su carri trainati da buoi, mentre le donne portavano sul capo delle ceste colme d'altra roba. Strategicamente Bucchianico era più debole di Teate e sarebbe di certo sconfitta ma la leggenda vuole che Sant'Urbano, apparso in sogno al Sergentiere, abbia consigliato la strategia militare vincente: far vestire molti uomini con corazze e munirli di armi e farli correre qua e là sui camminamenti di ronda delle mura facendo credere agli avversari di essere in minoranza e riuscendo, così, a farli desistere dall'attacco.

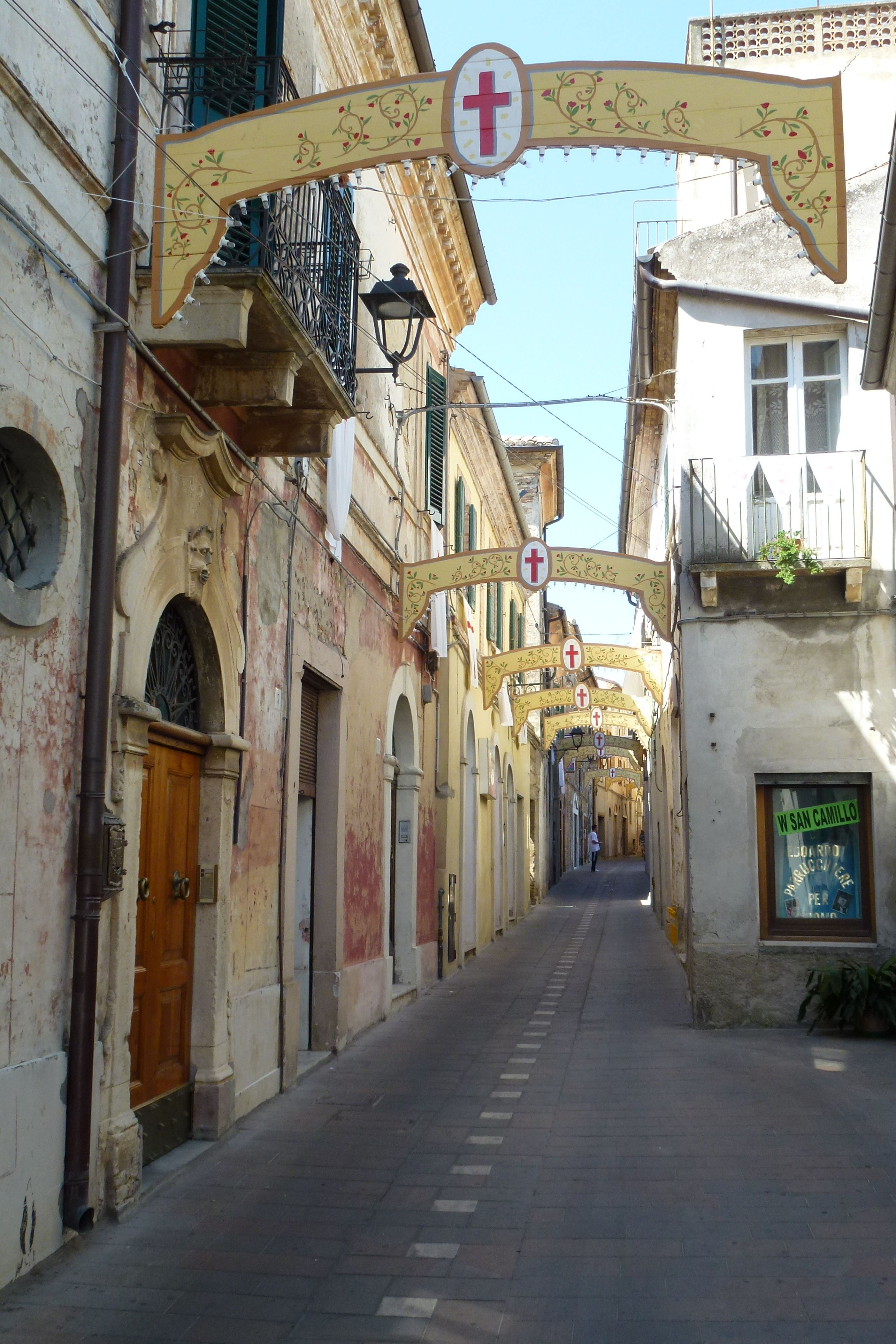
Il corso di Bucchianico addobbato per la festa dei Banderesi

Festa di San Mauro abate in Bomba - quarta domenica di maggio
Il santuario si trova ai piedi di Bomba, realizzato nell'XI secolo presso una cappella, e ricostruito negli anni '50 a causa di una frana. Nella chiesa si conserva la statua del santo che viene portata in processione; essendo San Mauro protettore, come San Domenico abate, contro il mal di denti, alla stessa maniera di Cocullo la campana della chiesa viene fatta suonare con i denti; inoltre i fedeli il giorno della festa si ungono il corpo con dell'olio sacro, contro i reumatismi, i dolori dell'artrite. È stato osservato come in Abruzzo il culto antico di questo santo abbia dei collegamenti con quello di San Biagio, anch'esso molto antico, che ha come elemento di protezione l'olio sacro, contro il mal di gola.
Festa di San Zopito a Loreto Aprutino - domenica e lunedì di Pentecoste
Il santo, dalle origini semi-mitiche, è patrono di Loreto Aprutino, il busto reliquiario, opera della scuola di Giuseppe Sammartino di Napoli, è conservato nella collegiata di San Pietro. Le spoglie del presunto santo vennero traslate, prima a Penne, poi definitivamente a Loreto Aprutino dal vescovo di Penne e dall'abate di Loreto nel 1711, e lì santificate.
Nella processione che si tiene in suo onore, che si svolge tradizionalmente il lunedì successivo alla Pentecoste, si usa ancora condurre in chiesa un bue, cavalcato da un bimbo vestito di bianco, a inginocchiarsi davanti alla statua del santo. Dallo sterco del bue i contadini traggono auspici per il raccolto. Il rito di far inginocchiare il bue alla vista del busto del santo prende vita nello stesso anno, durante il transito delle reliquie del santo da Penne a Loreto Aprutino; infatti, durante la solenne processione, un contadino che si trovava nei campi assieme al suo bue, alla vista dell'urna dove erano contenute le reliquie, tanto era accinto nel suo lavoro da non rivolgere attenzione alcuna alla processione; allora il bue si allontanò dal padrone, senza dar conto ai richiami di quello, e avvicinatosi alla processione si inchinò "sobriamente". Altra fonte vuole che il bue si sia ginocchiato, senza voler entrare, di fronte all'ingresso della stalla dove il contadino aveva buttato nella mangiatoia l'ostia consacrata che non aveva ingoiato e per dileggio aveva appunto gettato.

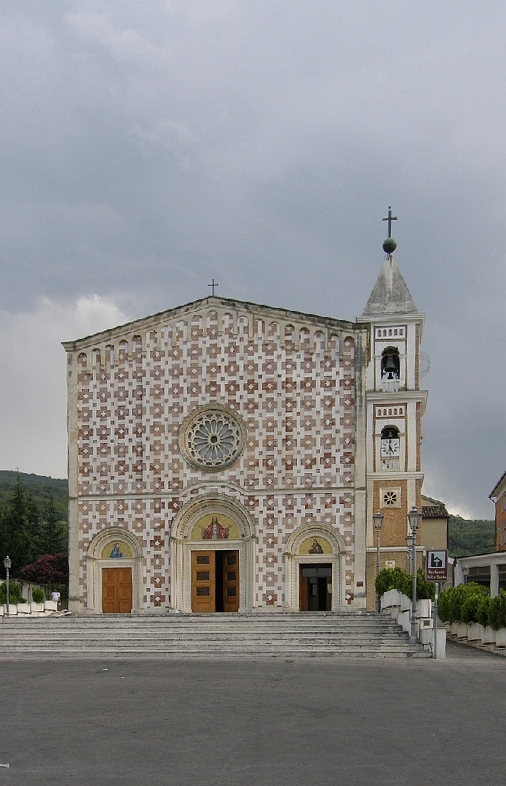
Santuario del Volto Santo a Manoppello

Pellegrinaggio al santuario della Santissima Trinità, partenza da Cappadocia - ottava di Pentecoste
Consiste nel pellegrinaggio a piedi di comitive di Cappadocia e altri paesi a confine tra Abruzzo e Lazio. All'arrivo nel piazzale del santuario in località Vallepietra, si assiste alla recitazione del "Pianto delle zitelle", una laude del XVIII secolo, in cui le ragazze ancora vergini vestite di bianco, dette "zitelle"; dalla chiesa esce la Madonna addolorata vestita di Nero, a ricordo del fatto che Gesù fu crocifisso per assumersi i peccati del mondo, dato che la festa ricorre nell'ottava di Pentecoste.
Volto Santo di Manoppello - terza domenica di maggio
La festa riguarda principalmente la rievocazione del 1506, quando un pellegrino presso la parrocchia di San Nicola dentro le mura di Manoppello, avvicinò un avvocato, consegnandogli il Velo della Veronica, sparendo improvvisamente. Il giorno della festa infatti la reliquia del Volto viene prelevata dal santuario dei Cappuccini e portata a piedi in paese nella chiesa di San Nicola, dove rimane una notte, per poi tornare al santuario.

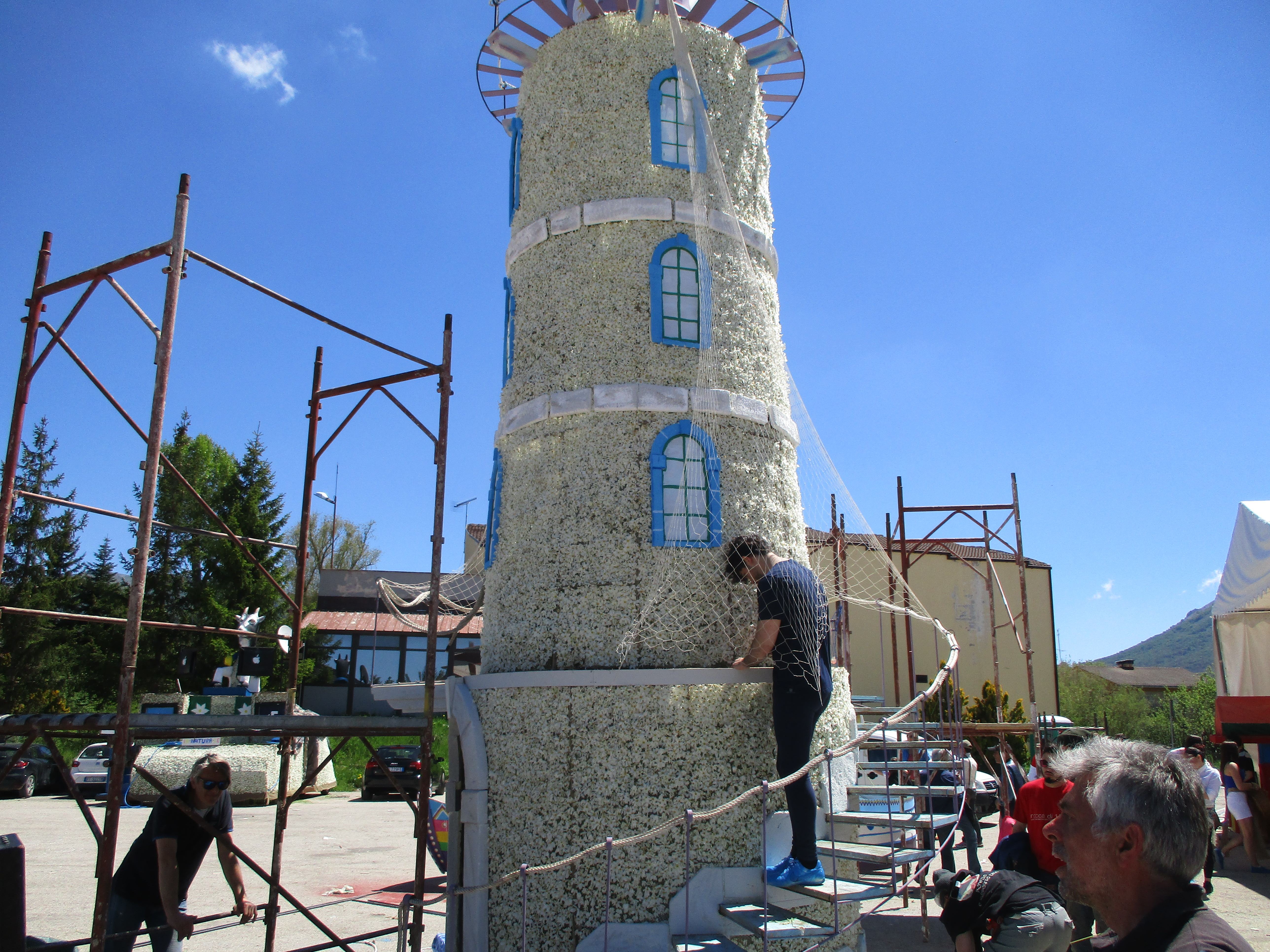
Festa del Narciso, un momento, a Rocca di Mezzo

Festa del narciso - Rocca di Mezzo - ultima domenica di maggio
Manifestazione folkloristica tra le più caratteristiche e longeve della regione Abruzzo. Celebrata per la prima volta nel 1947 per salutare la pace poco dopo le gravi conseguenze subite dalla seconda guerra mondiale. Nel corso degli anni ha sempre più rappresentato un vero e proprio omaggio alla primavera e alla bella stagione attraverso l'allestimento di carri allegorici e l'infioritura realizzata utilizzando i fiori bianchi del narciso. Feste analoghe si svolgono in Italia ad Acceglio (CN), Castelnuovo Nigra (TO), Mel (BL), Marcellina e Rocca Priora (RM), Monte di Malo (VI), mentre in alcune località della Sardegna vengono celebrati riti religiosi in onore di san Narciso di Gerusalemme e nell'Ausseerland, in Austria, viene organizzata una festa simile a quella di Rocca di Mezzo. Nella cittadina abruzzese la festa si svolge nell'ultima domenica di maggio.
Festa delle Ciliegie a Raiano - prima domenica di giugno
La festa risale al 1949, e fu voluta dal poeta locale Ottaviano Giannangeli, scopritore di vari talenti dialettali abruzzesi, collaboratore anche col musicista abruzzese il Maestro Antonio Di Jorio. Consiste in una maggiolata simile a quella che si teneva a Ortona (CH), in cui ci si sfida allegramente con delle poesie in gara.
Pellegrinaggio al'eremo di San Franco eremita - Assergi (5-6 giugno)
Altro rito che ha a che vedere con lo "sfregamento" contro la parete rocciosa, ritenuta miracolosa e guaritrice dei mali del fisico. Anche l'acqua che gocciola dalle pareti è ritenuta sacra, e viene raccolta contro i mali del corpo. Nella grotta vi si ivenera l'eremita Franco pellegrino, venuto dall'Oriente nel IX secolo, insieme ai monaci seguaci di Sant'Ilarione, che si stabilirono in varie parti dell'Abruzzo, tra Castello di Prata (Casoli), Forca Palena (CH), Ortucchio, Serramonacesca (PE).
La chiesetta, che si trova fuori Assergi, è una piccola costruzione a cappella in pietra, realizzata nella sorgente miracolosa. San Franco fu monaco vissuto nel XII secolo, la leggenda vuole che il monaco percosse il punto della fonte col bastone per dissetare dei viandanti, e furono attribuite virtù guaritrici all'acqua della fonte nei secoli successivi. La cappella presenta ingresso ad arco e un sedile sulla parete destra, sopra l'altare c'è una lapide in marmo bianco che ricorda il restauro del 1945, mentre un pannello a 24 tessere maiolicate policrome rappresenta il miracolo della fonte.
Madonna dei Miracoli di Casalbordino (11 giugno)

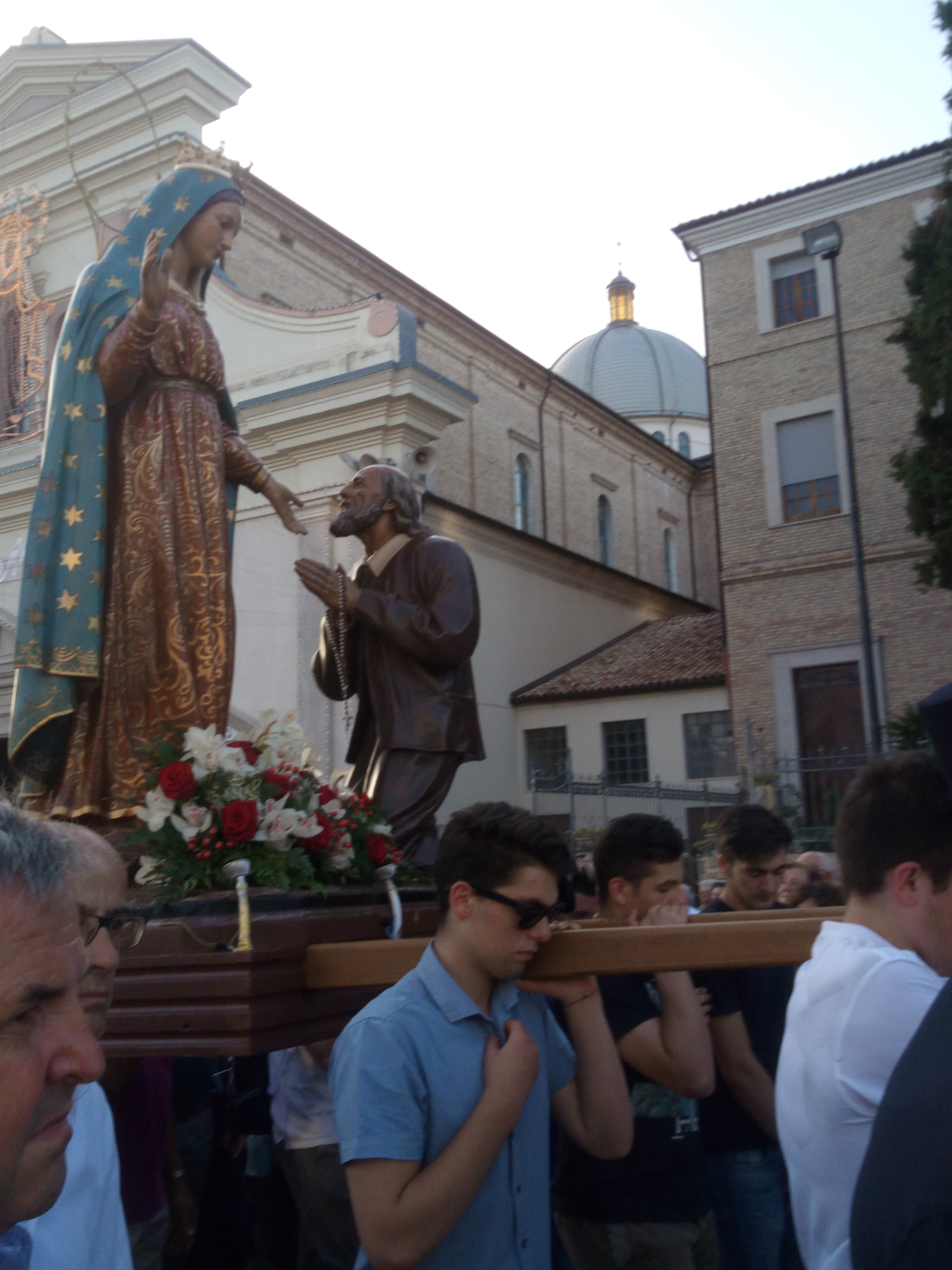
Statua processionale della Madonna dei Miracoli a Casalbordino

Le origini della chiesa risalgono all'apparizione mariana del 1576 al contadino Alessandro Muzii, dopo un terribile tempesta. Dopo di ciò, ben presto si sviluppò una devozione popolare verso questa apparizione, e nel luogo, in un vasto campo a nord di Casalbordino, venne costruita la prima cappella, ampliata nel 1614, conservando l'altare originale, con l'affresco della Vergine dei Miracoli col Muzii inginocchiato. Il verificarsi di vari avvenimenti portentosi ben presto portò la popolazione ad invocare la "Madonna di Casalbordino" per i miracoli. La stessa località Pian del Lago con la cappella divenne "Madonna dei Miracoli", e la devozione si sparse non solo nel circondario vastese, ma in tutto l'Abruzzo.
Le autorità decisero di costruire un tempio maggiore per accogliere i pellegrini, progettato nel 1824 dall'architetto Torresi, che concepì l'edificio con la pianta a croce greca, mattoni a vista senza intonacatura, l'altare maggiore della Madonna tuttavia rimase sempre lo stesso con l'affresco, e venne rivestito in muratura. Questa chiesa, dotata di una piccola cupola ottagonale, è quella che si vede in fotografie storiche del primo Novecento, e anche in un filmato dei primi anni '20 prodotto dalla Teatina Film, e ovviamente fu quello visitato dal poeta Gabriele d'Annunzio nel 1889, che lo descrisse in alcune lettere a Barbara Leoni, e nel romanzo Trionfo della morte (1894).

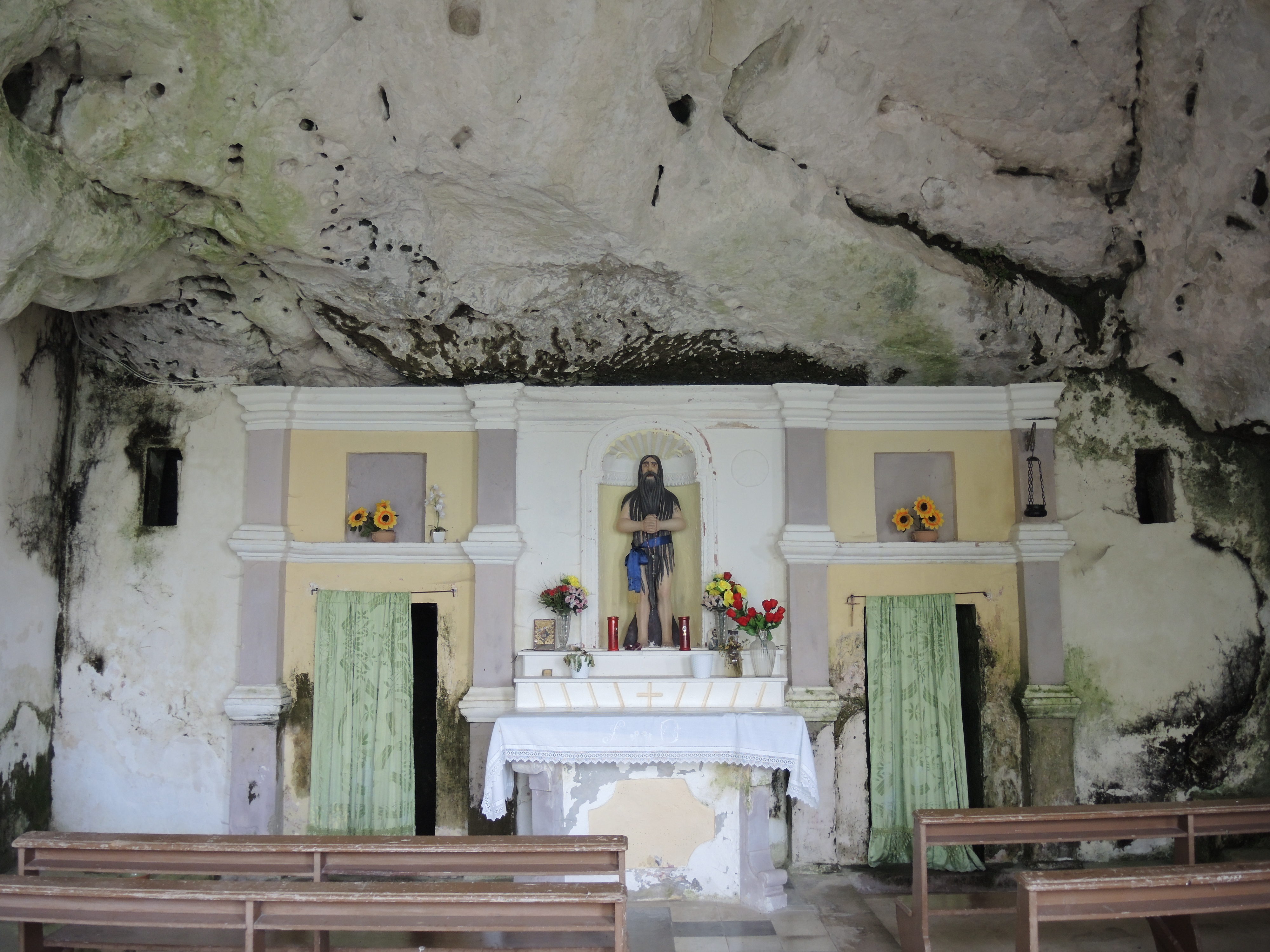
Interno dell'eremo di Sant'Onofrio in Serramonacesca (PE)

Pellegrinaggio all'eremo di Sant'Onofrio in Serramonacesca (12 giugno)
Il culto del santo a Serramonacesca è molto antico; il paese nacque nel XIII secolo come piccolo abitato dipendente dai monaci benedettini dell'abbazia di San Liberatore a Majella; nelle vicinanze dell'abbazia fu costruito l'eremo, dove la leggenda vuole vi abitasse l'eremita venuto da Oriente in Abruzzo al seguito del monaco Sant'Ilarione. La statua è di fattura popolaresca, molto caratteristica per la lunga barba, e si trova nella nicchia del santuario, e viene portata in festa nel paese.
Festa di Sant'Antonio di Padova - Lanciano (11-13 giugno)
Festa dedicata al santo dedicatario del convento dei Frati Minori Osservanti di Sant'Angelo della Pace, voluto nel 1430 da frate San Giovanni da Capestrano Consiste nell'esposizione di bancarelle, nella Santa Messa, e nel pellegrinaggio della statua per il quartiere di Sant'Antonio, dal piazzale, a via per Fossacesia, via San Giovanni di Capestrano, piazzale; le devote commerciano i pani benedetti del santo.
I Compari di San Giovanni - Bisegna (24 giugno)
San Giovanni è molto venerato a Bisegna, nella chiesetta della grotta nella Vallata del Giovenco, si svolge il pellegrinaggio. I paesani restano in preghiera tutta la note, aspettando i cittadini con cui hanno il gemellaggio, del comune abruzzese di Trasacco. Si mangia devotamente un preparato a base di uovo.

## Feste d'estate tra luglio e agosto: le Madonne e San Rocco
Pellegrinaggio alla Madonna Nera di Pescasseroli (ultima domenica di luglio)la statua si trova nel santuario omonimo, detto anche della Beata Vergine Incoronata, presso il Monte Tranquillo; in origine si trovava dentro le mura di Castel Mancino, distrutto dal terremoto del 1579. Nel 1115 papa Eugenio IV concedeva l'indulgenza a chi si fosse recato a venerare la Madonna, lo stesso nel 1283, quando re Carlo II d'Angiò concesse una festa dei pastori locali in onore della Santa. La Madonna è da collegare alla tradizionale apparizione della Vergine nella piana di Foggia a dei pastori, dato che è mostrata nelle fattezze tipiche degli abiti bizantini, l'aspetto scuro del volto, e la corona sulla testa.
La Madonna dei Turchi e rievocazione dell'assalto del 1566 (prima domenica di agosto) - Tollo
Il paese, che si trova vicino alla costa adriatica, nei pressi di Ortona, alla fine del luglio 1566 fu assediata dai turchi dell'ammiraglio Pyali Pashà, ma la torre di guardia di Tollo riuscì a resistere, e a scacciare gli invasori. In ringraziamento alla Madonna, i tollesi dagli anni '70 hanno celebrato il fatto in chiave folkloristica rievocativa, con la costruzione di una torre, simbolo dello stemma civica, posizionato in piazza, ai piedi della parrocchia di Santa Maria Assunta, per inscenare l'assedio dei turchi contro i cristiani.
La Madonna del Grano o dell'Assunta - Castelfrentano (5 agosto)
Nell'area circostante la chiesa santuario della Madonna dell'Assunta, nei pressi del cimitero di Castelfrentano, c'era una fitta selva. La leggenda vuole che un contadino andato a far legna in questa selva vide tra i rami di un albero l'immagine della Madonna col bambino in braccio. Come fece per rimuovere la statua essa non volle smuoversi dall'albero, segno divino che la Madonna voleva rimanere in quel luogo allora si provedde' ben presto alla costruzione di una primitiva cappella. Si diede nome quindi alla chiesa e alla statua ivi venerata di "Santa Maria della Selva" proprio per la presenza della Selva li presente. A causa dell'incremento della popolazione di Castel Nuovo nel XVIII secolo fu deciso di disboscare l'area per permettere il pascolo e l'agricoltura. Dell'antica selva rimane una piccola parte nella località Cesa chiamata appunto "la Selvetta". La statua della Madonna della Selva è un tipico esempio di Statue lignee abruzzesi del XIV. La Madonna è seduta su di un trono e ha il bambino in braccio benedicente. Secondo lo stile Barocco fu rivestita di un broccato tutto tempestato di ori votivi.
Nel giorno della festa, le devote girano tre volte con canti e preghiere attorno alla chiesa, per poi entrare per la Santa Messa, e distribuire i cibi benedetti ai pellegrini.
Pellegrinaggio alla Madonna della Quercia - Casacanditella (15 agosto)
In contrada Madonna esiste il piccolo santuario della Beata Vergine Assunta, detto anche "della Quercia", poiché nel XVI secolo, in maniera simile ad altre apparizioni mariane abruzzesi (Rapino, Casalbordino, Giulianova), la Madonna apparve sopra una quercia a un contadino devoto. La processione consiste nella sfilata di bambine e ragazze "verginelle", vestite di bianco, molto simile alla processione della Madonna di Carpineto nella vicina Rapino.
La chiesa è abbastanza semplice, la statua antica è del XVI secolo, di fattura popolare, dallo sguardo ieratico rivolto al cielo, il Bambino, alla stessa maniera di altre statue abruzzesi di tradizione romanica (XII-XIII secolo), si trova in posizione centrale, in basso, in modo che il corpo corrisponde con il busto e la testa della Madre, in perfetta asse, in modo piuttosto legnoso e schematico. La statua moderna, di modesta fattura, sostituisce nella processione l'originale.
Festa di San Rocco a Roccamontepiano (16 agosto)
L'Abruzzo è terra di antichi riti, tradizioni, santi e viandanti. Non vi è paese o borgo dove attorno ad una chiesetta, edicola o luogo naturale non sia nata una ritualità sacrale che molto spesso, affondando le proprie radici nella notte dei tempi, si ricolleghi direttamente ad antichi culti pagani e alle forze della natura. Roccamontepiano, piccolo centro pedemontano della Majella, ne racchiude una molto sentita.

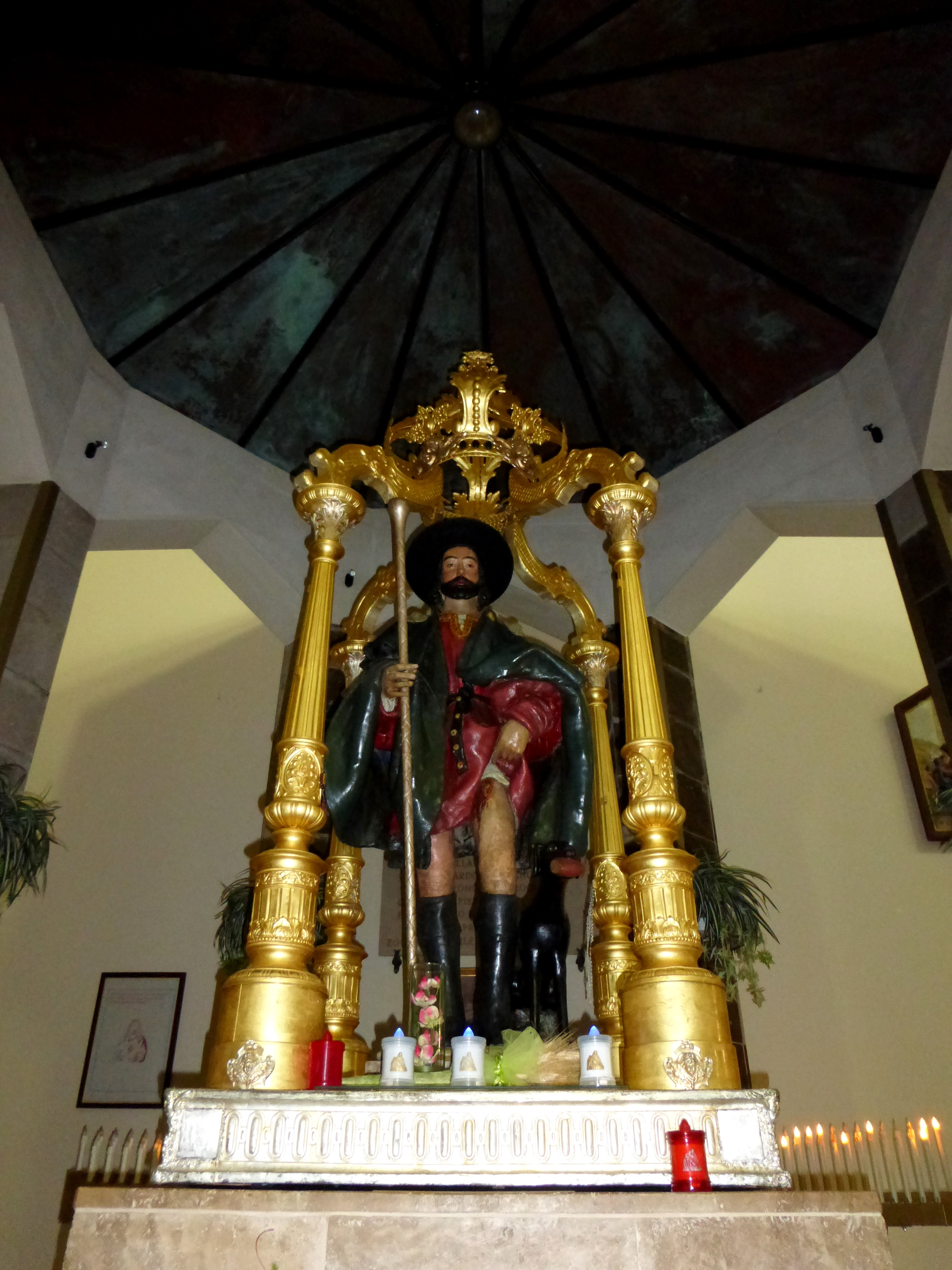
Statua di San Rocco nel santuario di Roccamontepiano

. Elemento di vita e rigenerazione, non viene vissuta con sacralità solo dai suoi roccolani ma è diffusa l'usanza, per diverse decine di migliaia di persone di tutto il territorio teatino-pescarese, di recarsi a bere, bagnarsi e raccogliere la "miracolosa acqua" che sgorga nella grotta di San Rocco e che alimenta anche l'annessa fontana.
Il culto è legato, indissolubilmente, al santo pellegrino Rocco, il protettore dalla peste e dei mali incurabili, dato che l'Abruzzo fu funestato dalla peeste del 1656. Leggenda vuole che il santo, in viaggio verso e da Roma si fosse rifugiato nell'antica Rocca, tenimento della potente famiglia patrizia dei principi Orsini. Le festività di ferragosto dell'Assunta e San Rocco sono diventate così l'occasione di tanta devozione molto popolare e diffusa tra i credenti.
Qui, già dal 1600, esisteva una chiesa dedicata al santo francese che visse a cavallo del 400. Figlio di una nobile famiglia di Montpellier decise, alla morte dei genitori, di donare tutto ai poveri e partire pellegrino verso la tomba di San Pietro. Lungo la sua strada incontrò il terribile flagello della peste. Non curante di rischi a cui poteva incorrere si mise a disposizione dei malati appestati per aiutarli nelle cure. Il santuario oggi è di fattezze moderne, realizzato negli anni '50 sopra la vecchia chiesa, troppo piccola per accogliere i fedeli.
La storia di Rocco è raffigurata nell'iconografia classica con un cagnolino con un pane in bocca. Una leggenda locale vuole che il giovane Rocco dimorò nella grotta che oggi è venerata è ritenuta miracolosa. Egli sopravvisse grazie alle cure amorevoli di un cane che rubava quotidianamente dalla mensa del padrone un pane e che portava al povero pellegrino.
Tra leggenda e devozione popolare il paese, il santuario, la grotta e la fontana vengono letteralmente presi d'assalto dai fedeli proprio in questi giorni per ottenere così l'assicurazione e la protezione del santo per tutto l'anno. Molti sono i devoti che acquistano il tipico boccale il ceramica con dipinta l'effige stilizzata del santo e l'anno della visita. La processione serale del 16 agosto viene accompagnata dalle conche devozionali fatte fiori di carta e allestite dalle ragazze del paese.
Festa della Madonna della Vittoria (Scurcola Marsicana) - 23 agosto

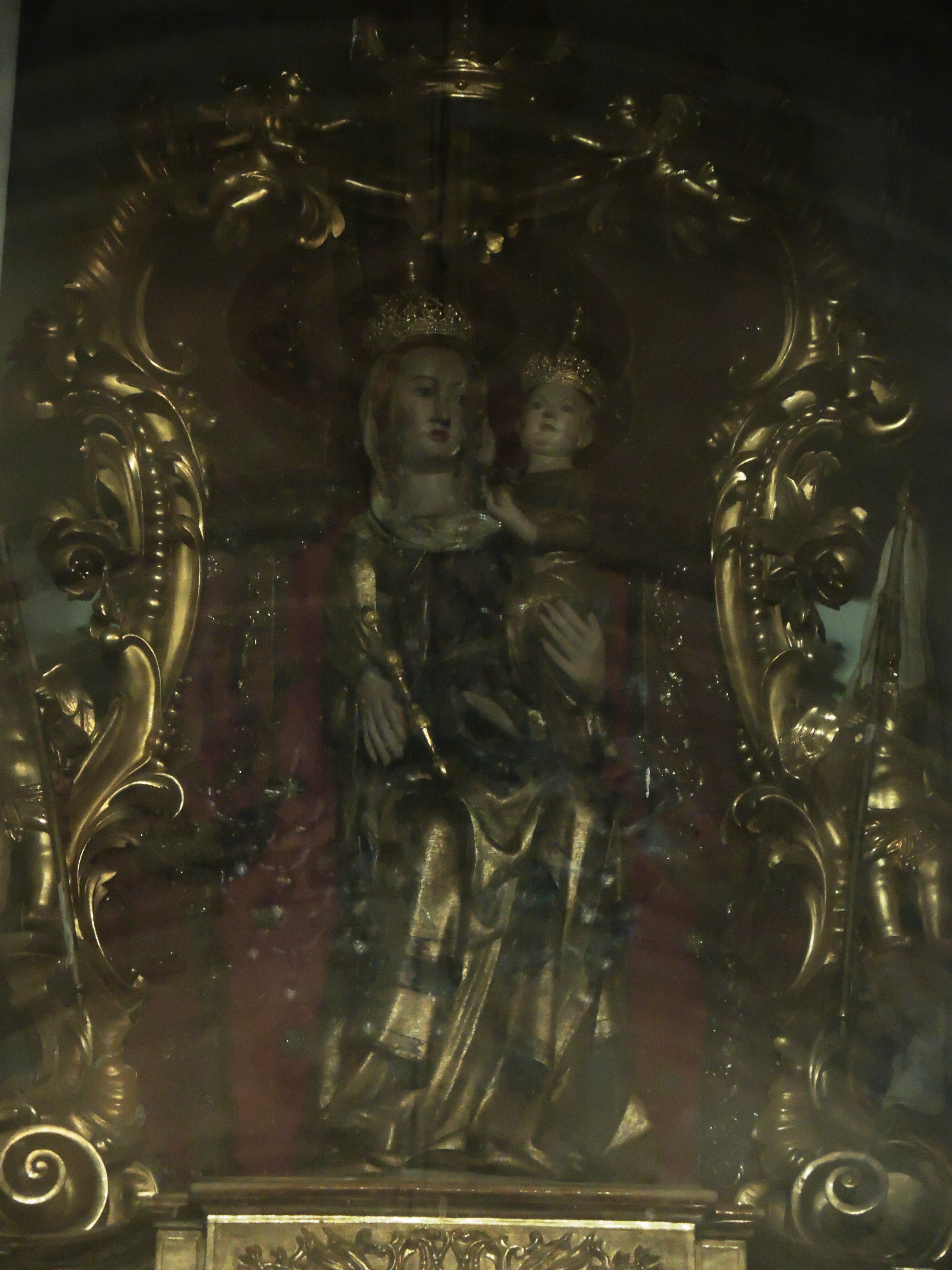
Statua gotica della Madonna col Bambino, detta "della Vittoria", conservata nel santuario di Maria SSma della Vittoria sulla rocca di Scurcola Marsicana

La Madonna della Vittoria è venerata in loco dal 1273 circa, quando Carlo I d'Angiò, dopo la vittoria contro Corradino di Svevia nei pressi di Tagliacozzo, volle impiantare nella Marsica una cella di monaci cistercensi francesi, che costruirono un'abbazia, però andata molto velocemente in rovina, tanto che nel XVII secolo era ridotta a rudere.
Proveniente dalla diruta abbazia della Madonna Assunta della Vittoria, fu costruita nel XIII secolo, o nel successivo. Nel 1525 la leggenda narra del ritrovamento: una donna anziana di Tagliacozzo fu indirizzata da un sogno a recarsi nel posto delle rovine del monastero, e trovò una cassa lignea con all'interno la statua integra. Dopo il ritrovamento ci fu una contesa tra Tagliacozzo e Scurcola per il possesso del manufatto, e così la decisione fu affidata a un asino, sopra la cui groppa misero la statua. L'asino si diresse verso Scurcola e così fu immediatamente avviata la costruzione della nuova chiesa.
La statua della Madonna col Bambino ha una chiara impronta del gotico francese, mostrando però anche caratteri fiorentini e napoletano: vi sono panneggi più leggeri rispetto alle classiche statue romaniche, il modellamento è più proporzionato, ormai lontano dalle rigide frontalità delle Madonna del XII secolo. La Vergine è rappresentata in trono mentre sostiene con la sinistra il Bambino, il quale con la destra sembra in procinto di accarezzare i capelli della madre; con l'altra regge il globo terrestre. Il volto della Madonna è leggermente rivolto a sinistra e i suoi tratti si contraddistinguono per una particolare delicatezza; altrettanta soavità si ritrova nei capelli che, fuoriuscendo dalla corona e dal velo, ricadono lievi sulle spalle. Particolare rilievo merita la postura delle figure: caratterizzata da una progressiva torsione che partendo dal volto e arrivando sino ai piedi, attraversa tutto il corpo, conferendogli estrema fluidità e plasticità. 

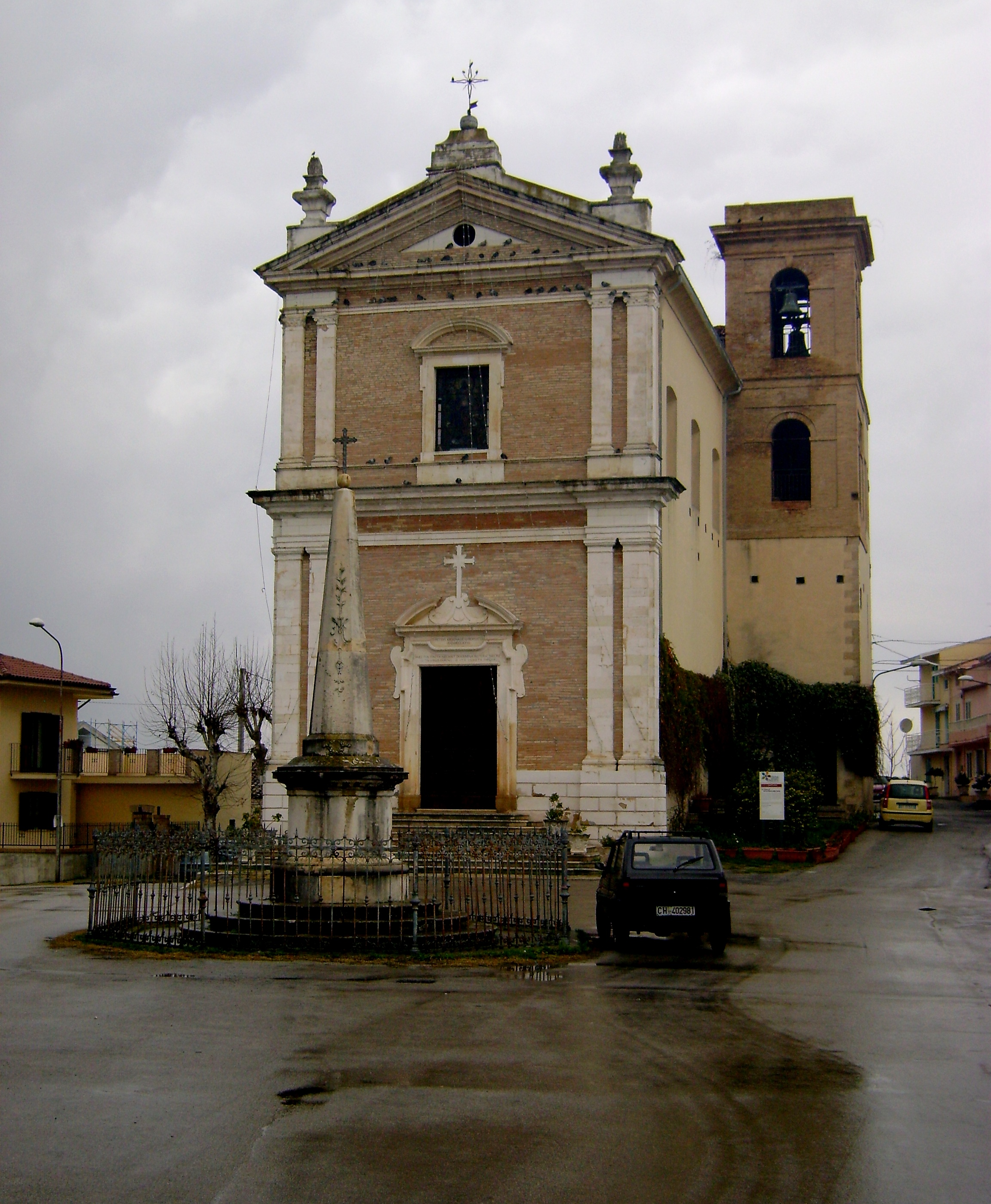
Santuario della Madonna dell'Assunta a Castelfrentano

La Madonna viene accostata spesso dalla critica a quella presente nella chiesa di San Silvestro dell'Aquila, con la stessa impostazione delle sagome. La statua è stata modellata solo davanti, avendo la parte retrostante cava, poiché destinata a essere rinchiusa dentro un'edicola lignea con sportelli. L'edicola originale è andata perduta, e nei primi anni del XVI secolo è stata fabbricata una seconda, con due sportello che si chiudono a triangolo, sui quali sono dipinte a tempera sei scene riguardanti la vita di Cristo, tre per ogni anta. Da sinistra si trovano l'Annunciazione, l'Adorazione e la Presentazione; proseguendo a destra nella parte inferiore si trovano la Flagellazione, la Crocifissione, e la terza scena è illeggibile a causa di uno strappo sacrilego nel 1894; forse riguardava la Resurrezione.
Madonna dell'Altare e pellegrinaggio all'eremo di Palena (sabato che precede la terza domenica di agosto)
Consiste nel pellegrinaggio dal paese di Palena alla località Taverna, dove si trova l'eremo voluto dal frate Pietro da Morrone.
Madonna del Solco Dritto - Rocca di Mezzo - ultima domenica di agosto
Si organizza la gara del solco dritto.
Madonna delle Grazie e pellegrinaggio al santuario (Monteodorisio) - prima domenica di settembre
La festa risale al XVIII secolo, ha origine da una statua ritenuta miracolosa, apparsa presso la vecchia abbazia di Santo Spirito dei Celestini, attuale santuario della Madonna delle Grazie fuori Monteodorisio, seguendo il modello della leggenda della Madonna dello Splendore di Giulianova, che fece sgorgare un rivolo d'acqua ritenuto miracoloso e guaritore. La statua si conserva nella chiesa, ha fattezze del XVII secolo. In passato si svolgeva anche una rituale fiera del bestiame nel campo del santuario.
Madonna dell'Oriente (Tagliacozzo) - prima domenica di settembre
Madonna molto antica di tradizione bziantino-romanica (XII secolo), venerata nel santuario omonimo.
Madonna di Corpisanti - Lama dei Peligni - prima domenica di settembre
Descritta molto bene da Francesco Verlengia, egli riporta i diplomi vescovili e papali in cui si parla della Madonna; secondo una tradizione in voga sullo spostamento delle icone votive e delle statue, la Madonna apparve nei dintorni di Lama, ed operando dei miracoli, fece gola ai paesani della vicina Gessopalena, che cercarono insieme ai paesani di Torricella e Taranta di portarla nei loro santuari, ma la Madonna si ritrasferiva sempre nel luogo di apparizione, dove le fu costruita una chiesa Dopo il terremoto della Majella del 1706, fu costruita in contrada Corpisanti una nuova chiesa; tale nome deriva dal fatto che sono stati rinvenuti vari sepolcri antichi nella zona, dove precedentemente vi era un villaggio italico.

## Altre feste sacre d'estate
Miracolo di Santa Margherita contro i turchi - Villamagna (13 luglio)
La festa è dovuta a un fatto, avvenuto durante l'estate del 1566, quando i turchi di Pyali Pashà saccheggiarono le coste abruzzesi, come si è visto con il paese di Tollo; furono però dati alle fiamme anche i centri di Francavilla al Mare, Miglianico, Ortona, Fossacesia, Casalbordino (zona abbazia) e Vasto. Villamagna si trova nelle vicinanze del fiume Alento, che sbocca a Francavilla, facilmente navigabile all'epoca dai Turchi, così gli assedianti il 13 luglio 1566 risalirono il fiume, saccheggiando le campagne di Vacri, Torrevecchia, Chieti, arrivando a minacciare Villamagna; tuttavia secondo la leggenda, la Santa apparve con una spada infuocata, minacciosa, facendo correre i turchi atterriti verso le barche.
La festa consiste nella processione dalla chiesa madre di Santa Maria Maggiore per il paese; la statua della Santa è mostrata in atteggiamento devozionale verso l'Eterno Padre, nelle vesti di guerriera, con in mano la palma del martirio, che però ha l'aspetto di una folgore, quella che usò per spaventare i turchi.
Trionfi di Sant'Anna - Teramo (26 luglio)
La festa è una riproposizione della già citata "festa della Pace" che si tiene a Teramo la Domenica in Albis, voluta nel 1559 per celebrare la pace in città, che era assediata da tassazioni, soppressioni di privilegi da parte del Viceré spagnolo, dal passaggio delle truppe spagnole e francesi che minacciavano i feudi e la città stessa, durante i combattimenti per la guerra del Tronto.
Nella rievocazione in chiave folkloristica con costume tipico del XVI secolo, che si celebra in occasione della festa di Sant'Anna, venerata in Teramo presso l'ex cattedrale di Santa Maria, ossia la chiesa di Sant'Anna dei Pompetti nel quartiere San Leonardo, sfilano per la città dei cortei di personaggi che portano le vesti con i ricami degli stemmi dei quattro quartieri antichi.
Conche e pacchianelle di Dogliola e Palmoli (24-27 luglio)
Alla stessa maniera della festa del Dono di Lanciano, la festa consiste nel "ringraziamento" alla Madonna di Dogliola, da parte dei contadini, per aver reso fertile la natura e i campi. Dunque carri e trattori si affollano presso il paese, portando i prodotti tipici della natura da offrire ai pellegrini e i paesani.

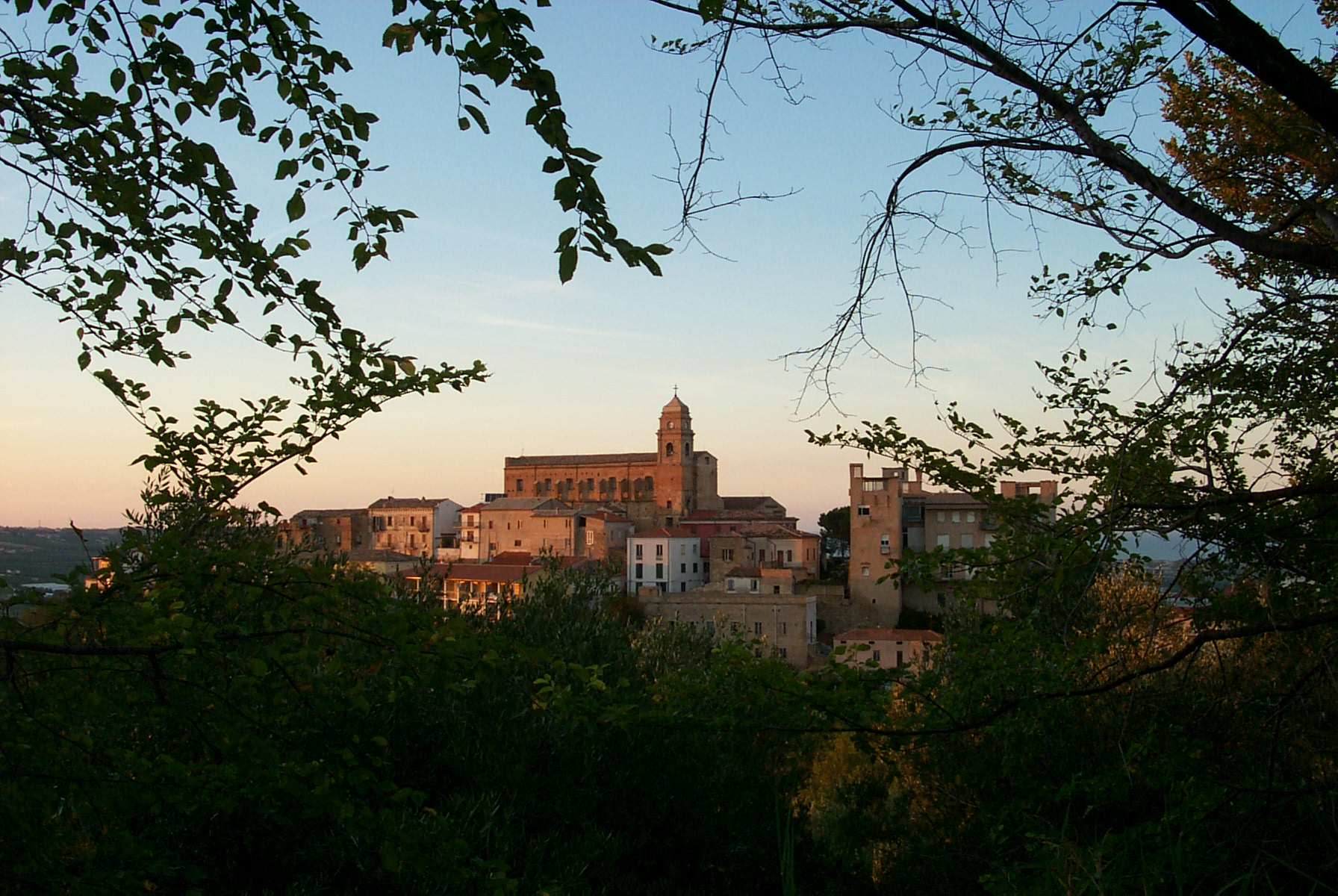
Veduta di Miglianico, sulla destra il castello, e in primo piano la parrocchia di San Michele

San Pantaleone - Miglianico (27 luglio)
Il santo patrono è venerato in due chiese del paese: nella parrocchia di San Michele, e nella chiesa di contrada di San Panteleone delle Piane.

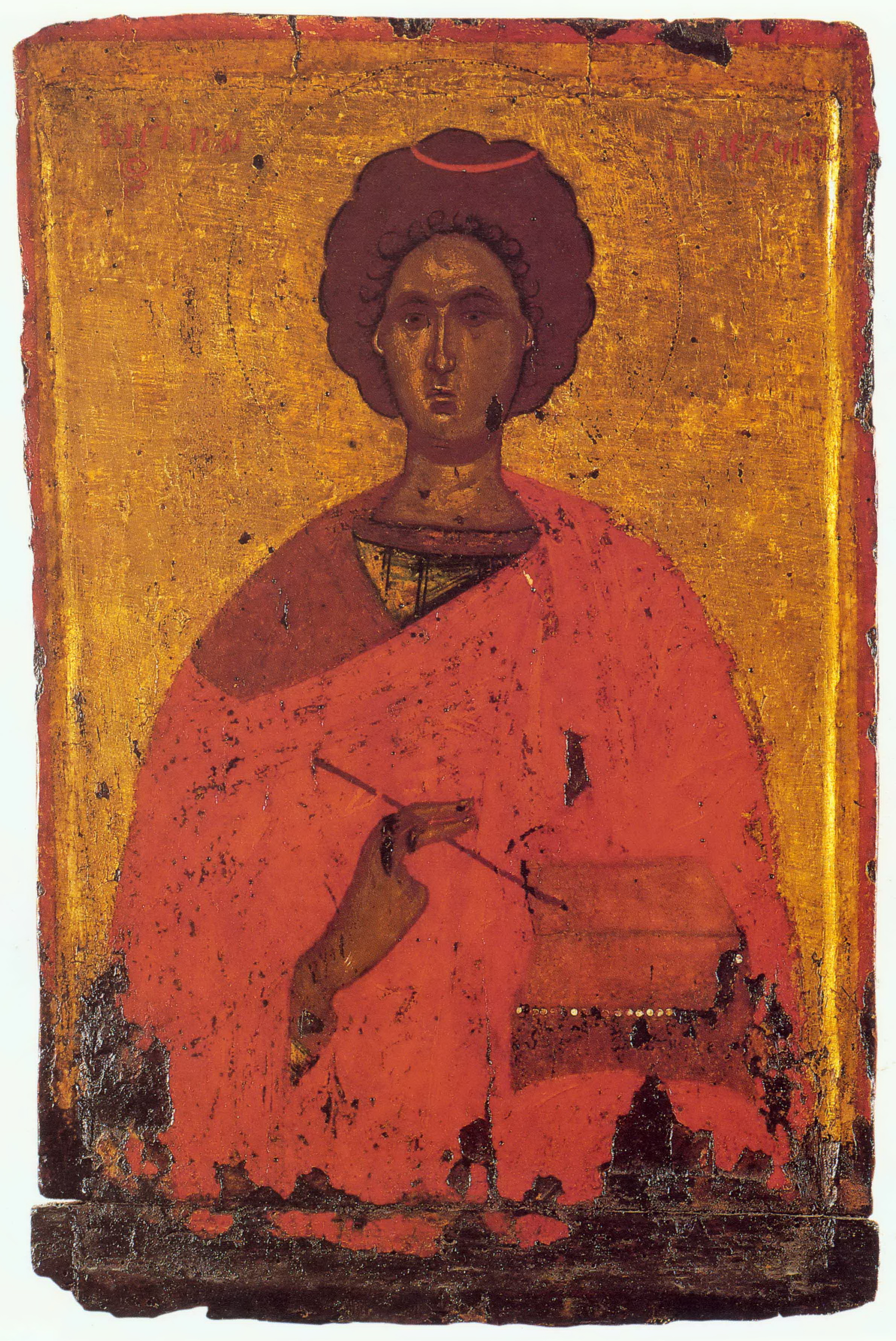
Mosaico di San Pantaleone

La chiesa di San Michele Arcangelo o Santuario di San Pantaleone edificata nel XVI secolo come cappella privata dei Valignani. Di recente costruzione la chiesa di San Rocco, al centro del paese in Borgo San Rocco, con annesso il nuovo centro parrocchiale. e la Chiesa di San Pantaleone in località Caramanico della Contrada Piane San Pantaleone con piccola edicola che custodisce e segnala il luogo dell'antica fornace nel quale venne nascosta la statua del Santo in occasione delle invasioni turche.
La chiesa ha l'abside che viene usata anche per le manifestazioni musicali della banda locale. La chiesa con la sua processione è stata descritta da Gabriele D'Annunzio nelle Novelle della Pescara (1902), dove in un bozzetto popolare, si rievoca la tradizione della festa di San Pantaleone, descritta con toni molto macabri e appassionati.
La chiesa ha pianta rettangolare, facciata con muratura in laterizio in uno stile eclettico, che fa riferimento a un restauro del tardo Ottocento, in cui venne realizzato un rosone in stile medievale, insieme a due arcate cieche, poste in una fascia di bugnato. L'ingresso è dato da un grande scalone a forcipe con sottostanti archeggiature, nella superficie a sottile bugnato si aprono tre portali rettangolari, e in alto le monofore cieche attorno al rosone. Il campanile è a torre rettangolare, con cuspide a cipolla. L'interno è a navata unica con cappelle laterali, coro rettangolare, volta a botte lunettata e loggia per la cantoria. Lo stile è quello tardo barocco, ottocentesco neoclassico, con ordine di paraste corinzie laterali, sovrastate da cornice, inquadranti le arcate delle cappelle laterali, con decorazioni a stucco nelle volte.
Nel 1324 la chiesetta già esisteva, appartenente alla giurisdizione dell'abbazia di San Tommaso di Paterno di Caramanico Terme, e qui si svolgeva l'originaria manifestazione religiosa in onore di San Pantaleone, futuro patrono di Miglianico. Durante la scorreria turca del 1566, la statua del santo venne nascosta in una fornace della contrada, e successivamente trasportata dentro il paese nella chiesa di San Michele, dove rimase fino ad oggi. Nei secoli a seguire, dato che la chiesa versava in abbandono e degrado, nel 1982 fu ampiamente ricostruita, poiché dell'antica cappella quasi non c'era più traccia, se non l'edicola della cascina dove la tradizione volle fosse stata nascosta la statua. La chiesa fu voluta dunque dal Monsignor Vincenzo Pizzica e fu consacrata nel 2002 con la benedizione dell'arcivescovo di Chieti Edoardo Menichelli. Nel 2013 è stato composto il corredo pittorico interno con il trittico della Gloria di San Pantaleone con Sant'Ermolao e Santa Eubule.
Benché moderna, la chiesa ha un impianto che rispecchia i canoni classici: ha pianta rettangolare, con nartece d'ingresso sormontato da un tetto spiovente, e interno a navata unica con affreschi.

Chiesa nuova di Sant'Andrea a Pescara

Festa di Sant'Andrea pescatore - Pescara (ultima domenica di luglio, solitamente il 31)
Festa a carattere popolare di Pescara, nacque nell'antico sobborgo della Marina nel XVIII secolo, che era un villaggio di pescatori, compreso tra le attuali viale Gobetti, via Puccini, via Bologna, via Lazio, via Sant'Andrea, via Manzoni. Il villaggio di pescatori, in quest'area un tempo incolta, feudo di proprietà del barone De Riseis, era composto da case basse molto semplici, realizzate in mattoni e laterizio solo alla fine del XIX secolo,alcune ancora oggi visibili, benché abbandonate e non valorizzate, a rischio demolizione.
La chiesa originaria di Sant'Andrea era una casetta, ancora oggi visibile, con le decorazioni della croce e affreschi; nel 1963 fu costruita la moderna parrocchia a pianta ottagonale e circolare, con la cupola svettante. La festa del santo consiste nella processione con la statua, che viene posta sopra un peschereccio dal porto Marina di Pescara, e fatta viaggiare fino al confine con Montesilvano.
La Giostra cavalleresca di Sulmona (ultima domenica di luglio)
a giostra fu istituita nel XIV secolo circa (la prima attestazione però è il 1475), descritta dall'umanista Ercole Ciofano nel 1578, e terminata per mancanza di cavalieri nel XVIII secolo, venendo ripresa in maniera differente soltanto negli anni '90 del Novecento. La giostra originaria si teneva in due date dell'anno: il 25 marzo per la festa dell'Annunziata, e il 15 agosto per l'Assunzione, sempre in Piazza Maggiore dove si svolgeva anche il mercato. Dunque la giostra aveva caratteristiche sia religiose che cavalleresche: si sfidavano nobili cittadini sulmonesi e forestieri, gli organizzatori principali furono i Tabassi, i De Capite, i Mazara, i Sardi. Il torneo si svolgeva nell'arco di due giorni, dall'alba al tramonto, in due serie di 3 assalti alla lancia portati dal cavaliere in gara, che partiva dai "Tre Archi" ad ovest (appunto i 3 archi dell'acquedotto che comparivano tra le costruzioni civili che invadevano il monumento svevo), contro il mantenitore posto ad est, coperto di armatura a cavallo e dotato di lancia. Si poteva difendere da fermo, ferire o disarcionare l'avversario. Il punteggio stabilito era segnato dalle regole del torneo, in base ai punti del corpo colpiti; il premio per il vincitore consisteva in un prezioso drappo di stoffa, che nel XVI secolo venne cambiato con un medaglione a catena con l'incisione SMPE.

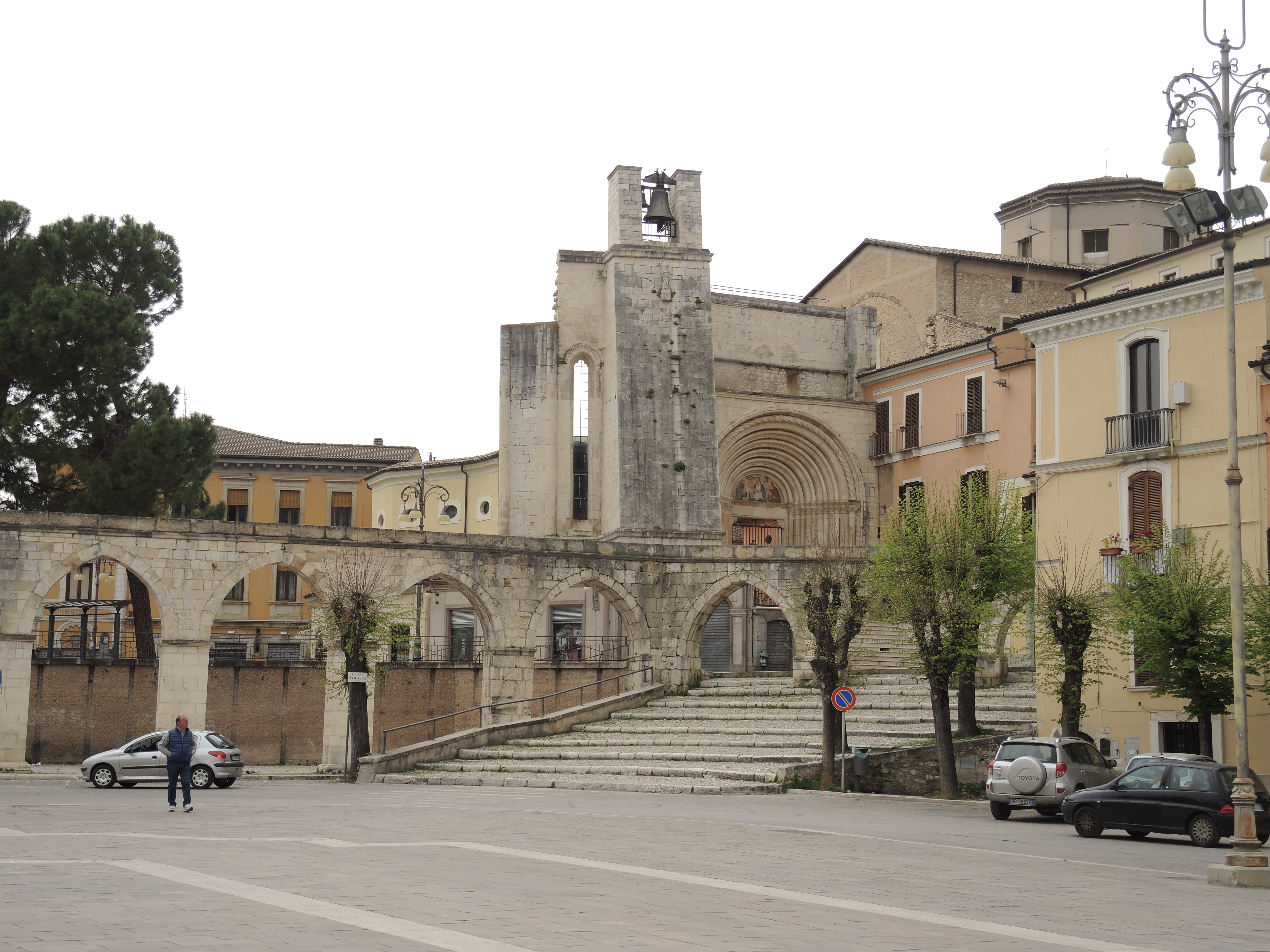
Piazza Garibaldi o del Mercato, Sulmona, dove si svolge il palio della Giostra

L'ultima attestazione della giostra storica è il 1643, dopo di che venne terminata, e ripresa di recente. Il programma attuale prevede come terreno di gioco sempre Piazza Garibaldi, dove si sfidano i 4 Sestieri e i 3 Borghi del centro (in origine erano 11), rappresentanti dal binomio cavallo-cavaliere estratto a sorte. Ogni singolo concorrente deve percorrere il tracciati ad 8 della piazza ala galoppo, tentando di infilare con la lancia gli anelli di diverso diametro pendendo dalle sagome dei tre mantenitori dislocati lungo il percorso. Il punteggio sarà calcolato in base al numero di anelli infilati: in parità si terrà contro del diametro dell'anello. Ciascun concorrente deve affrontare 4 avversari scelti a sorteggio, per 14 scontri complessivi. I 4 vincitori si cimenteranno tra loro nella gara finale, e il premio consiste sempre nel medaglione dorato con la scritta SMPE.
Festa di San Donato e processione delle Conche (Guardiagrele) 7 agosto
La venerazione del santo risale al XVIII secolo, quando fu accolto tra i patroni di Guardiagrele insieme a Sant'Emidio (1859), che preservò la città da un terremoto. La processione consiste nella sfilata dei devoti, e di donne locali in costume abruzzese, mentre reggono le classiche conche abruzzesi, degli ex voto, il gonfalone del santo, e la statua processionale. La statua parte dalla chiesetta di San Donato fuori le mura, risale il piano Castello, e da piazza Garibaldi segue via Roma fino alla piazza della Cattedrale, per la Santa Messa.
Rievocazione de ju Catenacce ossia il rito del matrimonio tradizionale di Scanno (15 agosto)
Rievocazione a carattere popolare, benché la tradizione non si sia mai interrotta, vigendo ancora oggi per alcune donne il costume tradizionale.
La Dea di Carta o Palio delle Pupe - Cappelle sul Tavo (15 agosto)

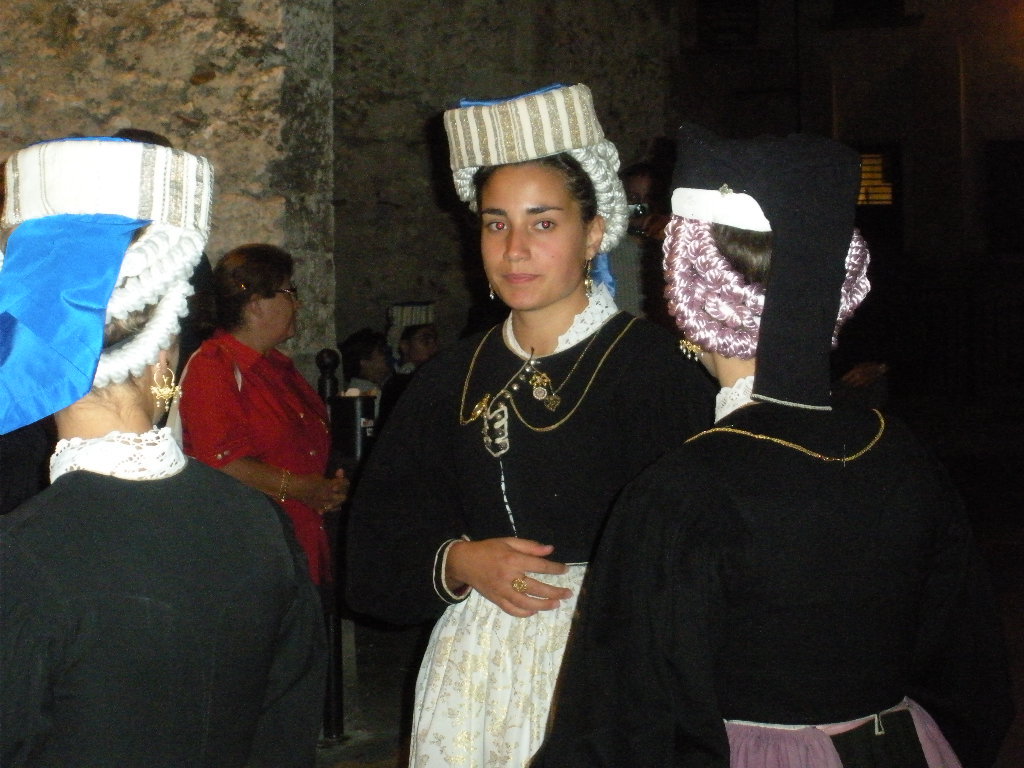
Ragazze in costume tipico per la rievocazione del "Catenaccio" di Scanno

La festa probabilmente, alla stessa maniera del ballo della Pupa di Villa Badessa di Rosciano, non molto distante da Cappelle, ha a che fare con il rito ortodosso contaminatosi col cristianesimo nel XVI secolo, quando colonie di "schiavoni" abitarono le coste abruzzesi, compresa Cappelle, sorta come centro di colonia. Le 14 contrade di Cappelle portano dei fantocci di cartapesta di pupe procaci, in devozione alla Madonna nel giorno dell'Assunta, che fanno danzare nella piazza comunale, tra fuochi d'artificio.
Festa di San Franco da Catanzaro - Francavilla al Mare (16-17-18 agosto)
In passato l'8 di agosto delle compagnie di devoti portavano i prodotti della campagna, in occasione del Calendimaggio, a San Franco nella chiesa madre di Francavilla. A causa dei danni e delle distruzioni della seconda guerra mondiale, Francavilla ha cambiato la sua immagine, e anche la tradizione si è andata perdendo, dimenticando il significato originario, per lasciare spazio al programma civile che prevede lo spettacolo pirotecnico sul mare, uno dei più rinomati d'Abruzzo.
Il Giglio di Sant'Antonio di Padova - Giuliano Teatino - 19 agosto
La leggenda è ricondotta a un frate che portò a Giuliano, da Padova, alcune reliquie del santo, infondendo così il culto. Le reliquie si conservano nella nuova parrocchia dell'Assunta, la festa popolare consiste nella processione e nella preparazione di taralli tipici.

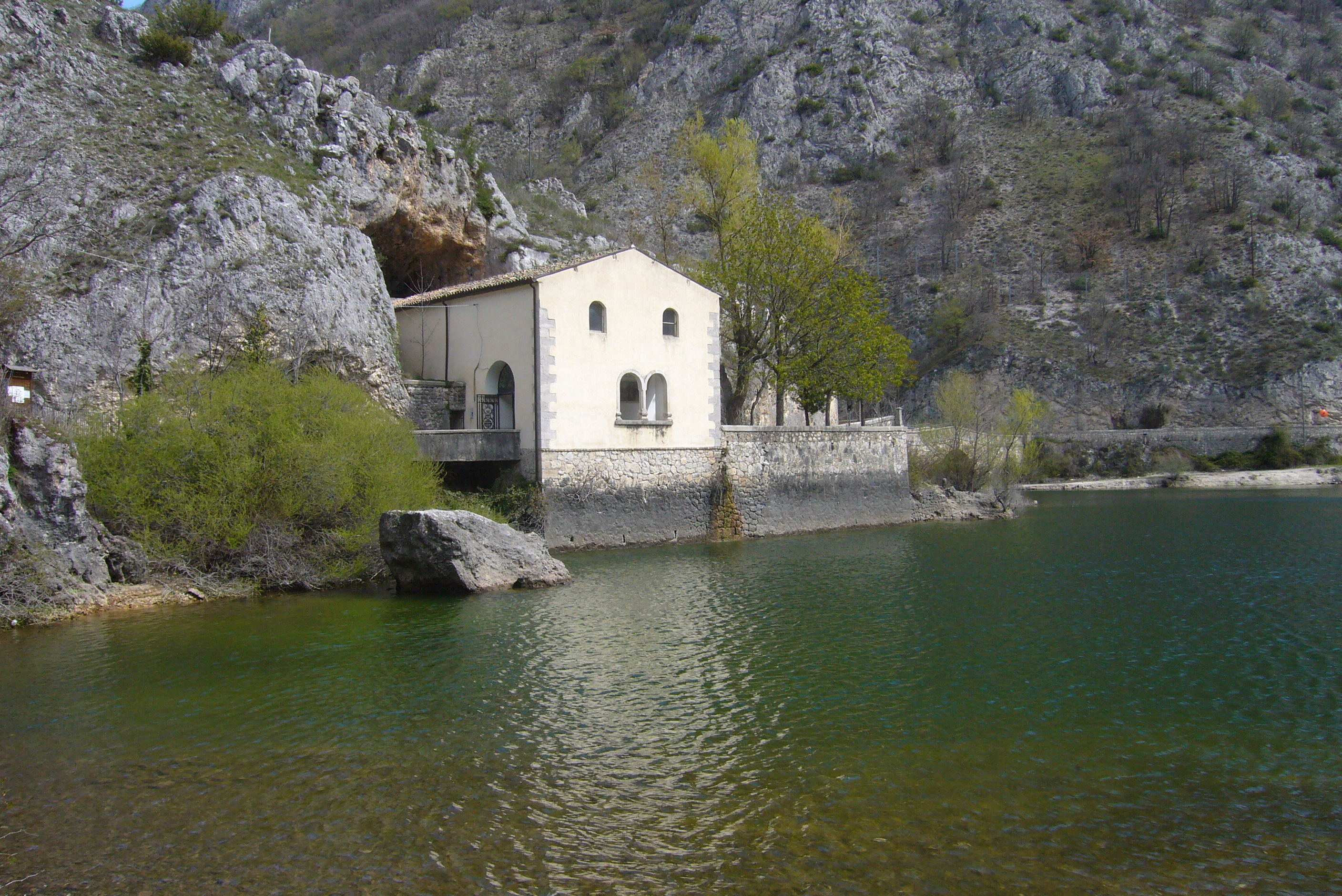
Eremo di San Domenico a Villalago

Pellegrinaggio all'eremo di San Domenico - Villalago (19 agosto)
San Domenico abate, nel X secolo, come vogliono le leggende agiografiche, ma anche i documenti riportati da Anton Ludovico Antinori, sostò per qualche anno nella gola di Villalago, presso il bacino lacustre, fondando il monastero di San Pietro de Lacu, e successivamente vivendo nell'eremo omonimo a poca distanza, per vivere una vita ascetica. In zona San Domenico operò anche il miracolo del bambino rapito dal lupo e poi riconsegnato alla madre, sicché i devoti si recano nell'eremo, dove sono stati realizzati dei quadri che mostrano i vari miracoli fatti dal santo in Abruzzo, tra cui quello del bambino rapito, e poi accedono alla grotta, dove prendono la manna benedetta per fertilizzare i campi, e per strofinarsi sulla roccia.
Pellegrinaggio all'eremo di San Bartolomeo in Legio - Roccamorice (25 agosto)

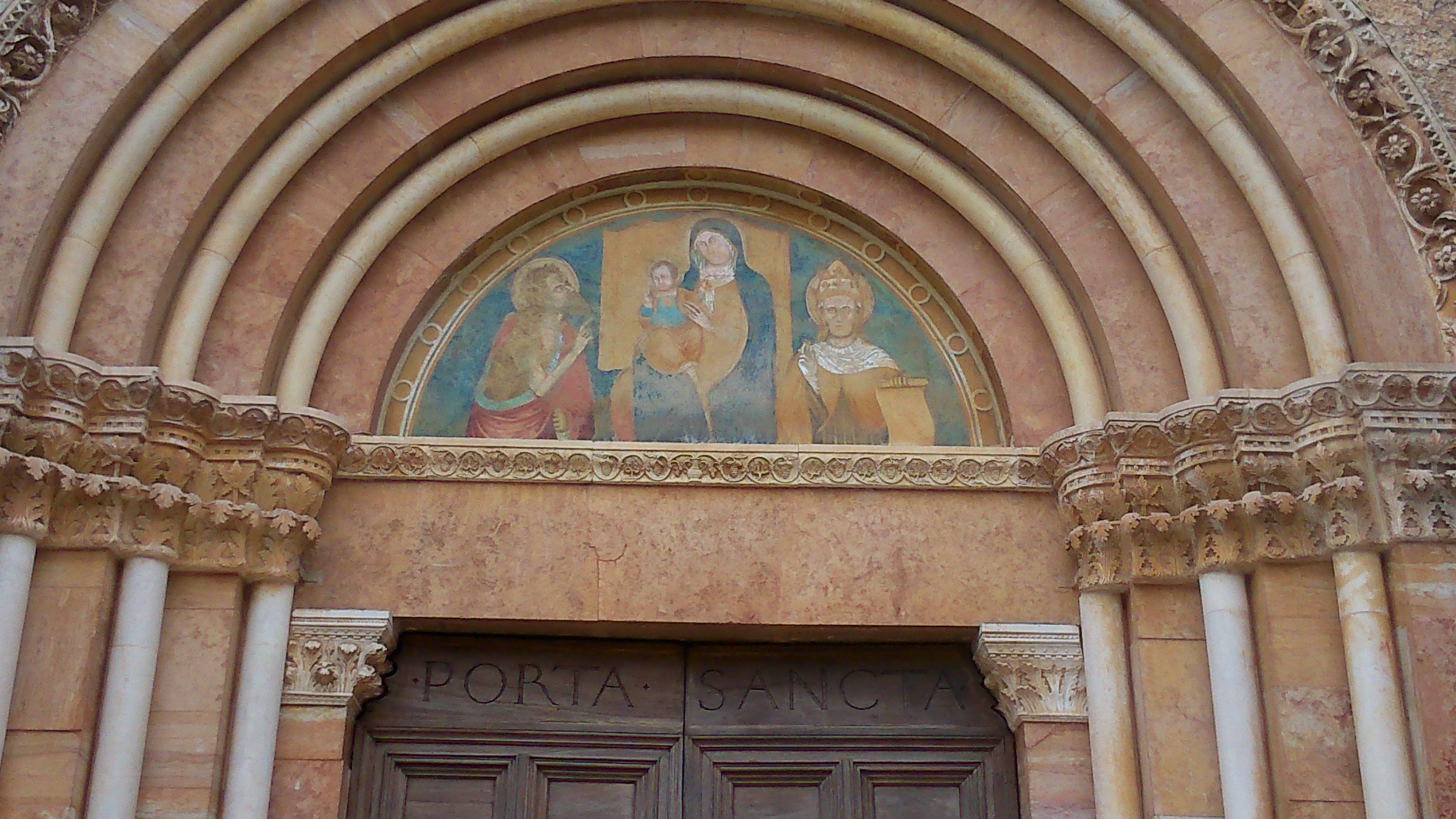
Porta Santa della Basilica di Santa Maria di Collemaggio, L'Aquila

Consiste in un pellegrinaggio nell'eremo, dove soggiornò frate Pietro da Morrone.

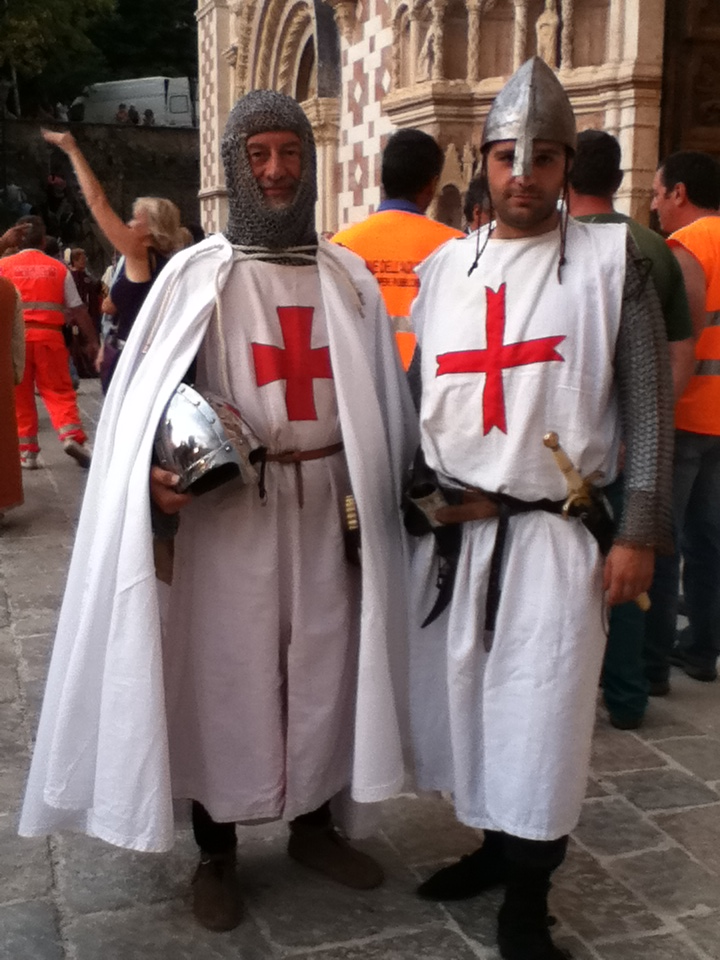
Figuranti in costume di cavaliere templare, presso la Basilica di Collemaggio, L'Aquila, in occasione della Perdonanza

Perdonanza Celestiniana e Fuoco del Morrone - L'Aquila (dal 26 al 29 agosto)
Famosa festa della città aquilana, consiste nella rievocazione dell'incoronazione di Pietro da Morrone a papa Celestino il 28 agosto 1294, presso la basilica di Collemaggio, e la lettura da parte dell'arcivescovo della Bolla del Perdono. Il Fuoco del Morrone consiste in un pellegrinaggio dei devoti dall'eremo di Sant'Onofrio del Morrone, vicino a Sulmona, dove il santo fu prelevato da re Carlo d'Angiò per essere portato a Collemaggio per l'incoronazione; i devoti seguono il percorso ricostruito, di comune in comune, attraversando anche ponti romani e medievali (Raiano, Beffi, Acciano, Tione), fino a giungere all'Aquila il giorno della Perdonanza.
Rievocazione storica dell'investitura del mastrogiurato a Lanciano (dal 2016 si festeggia da 26 agosto al 1 settembre)
Consiste in una rievocazione, dal 1981, in chiave medievale e rinascimentale, dell'investitura di mastrogiurato che nel 1304 re Carlo II d'Angiò fece alla cittadinanza, dichiarandola libera e incamerata nel demanio regio di Napoli. Dal 1981 la festa si è arricchita, modificando anche il programma, che originalmente consisteva nella sfilata dei cavalieri e delle dame per le vie della città fino in piazza, con la lettura del proclama di investitura del mastrogiurato della città per un anno; in sostanza il mastrogiurato era il signore che si occupava dei festeggiamenti della città per un anno, impedendo che la città fosse soggetta a tassazioni o attacchi nemici, e la festa cadeva in occasione della seconda delle grandi fiere annuali del mercato che si tenevano a Lanciano.

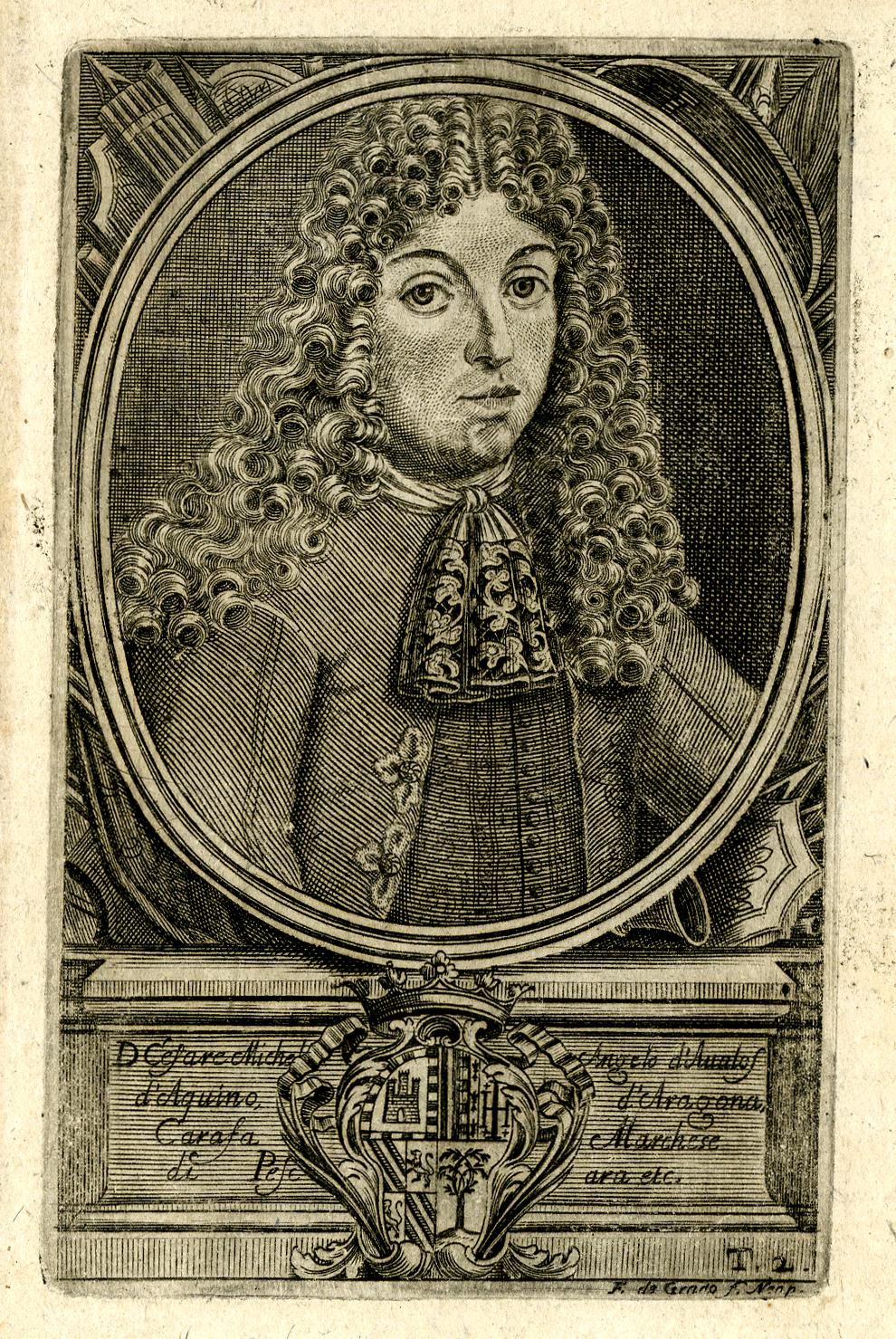
Cesare Michelangelo d'Avalos, che nel 1723 conferì il titolo di Cavaliere del Toson d'Oro al Principe Fabrizio Colonna, presso il palazzo d'Avalos a Vasto

A causa dell'infeudamento di Lanciano nel 1646 e di tassazioni, le fiere si ridussero di portata, e la carica del mastrogiurato nel XVIII secolo fu abolita. La festa oggi consiste nel programma di una settimana "medievale" che coinvolge parte del centro storico lancianese, e delle associazioni ocali, che si esibiscono in tenzioni all'arma bianca, voli e spettacoli di falchi, canti medievali, e l'allestimento di un mercato a tema nella piazza delle Torri Montanare. L'ultimo giorno c'è la grande filata per il corso Trento e Trieste, sino alla piazza, per l'elezione del mastrogiurato.
Rievocazione dell'investitura del Toson d'Oro - Vasto - agosto
Altra rievocazione in chiave storico-folkloristica, rievoca l'investitura nel 1723, da parte del Marchese don Cesare Michelangelo d'Avalos, del conte Fabrizio Colonna con il Toson d'Oro. La cerimonia fu molto sfarzosa e si tenne nella città, e nel palazzo d'Avalos a Vasto, alla presenza di principi, dignitari e cardinali. La rievocazione oggi interessa la città, con la sfilata dei signori marchesi del Vasto, e l'investitura presso l'ingresso del palazzo marchesale.
Festa di Sant'Antonio e San Rocco - Fara San Martino (25 agosto)
Consiste nella processione rituale dalla chiesa parrocchia,e e nello sparo dei fuochi artificiali di notte, presso la vallata dell'abbazia.

## Feste di settembre
Corsa degli zingari - Pacentro (domenica prima dell'8 settembre)
I paesani di Pacentro della confraternita della Madonna di Loreto, intraprendono una corsa a piedi nudi, seguendo un percorso in salita sulla montagna, e il vincitore riceve un premio, che consiste in un'icona della Madonna e in un panno di seta.
Madonna dell'Elcina - Abbateggio (7-8 settembre)
Appena fuori dal paese, si erge il santuario della Madonna, costruito accanto a un leccio (da cui "elcina") dove apparve la Madonna a dei pastori, chiedendo la costruzione di una chiesa, e lasciando, secondo la leggenda, una cona votiva con il ritratto della Vergine col Bambino sopra un leccio. Fu costruito pertanto il santuario, a quanto pare al leggenda è assai antica, poiché la statua in terracotta con la Madonna in posa sopra un leccio, risale al XV secolo.
Lu Ddòne a la Madonn de lu Pont (il Dono alla Madonna del Ponte) - Lanciano - 8 settembre

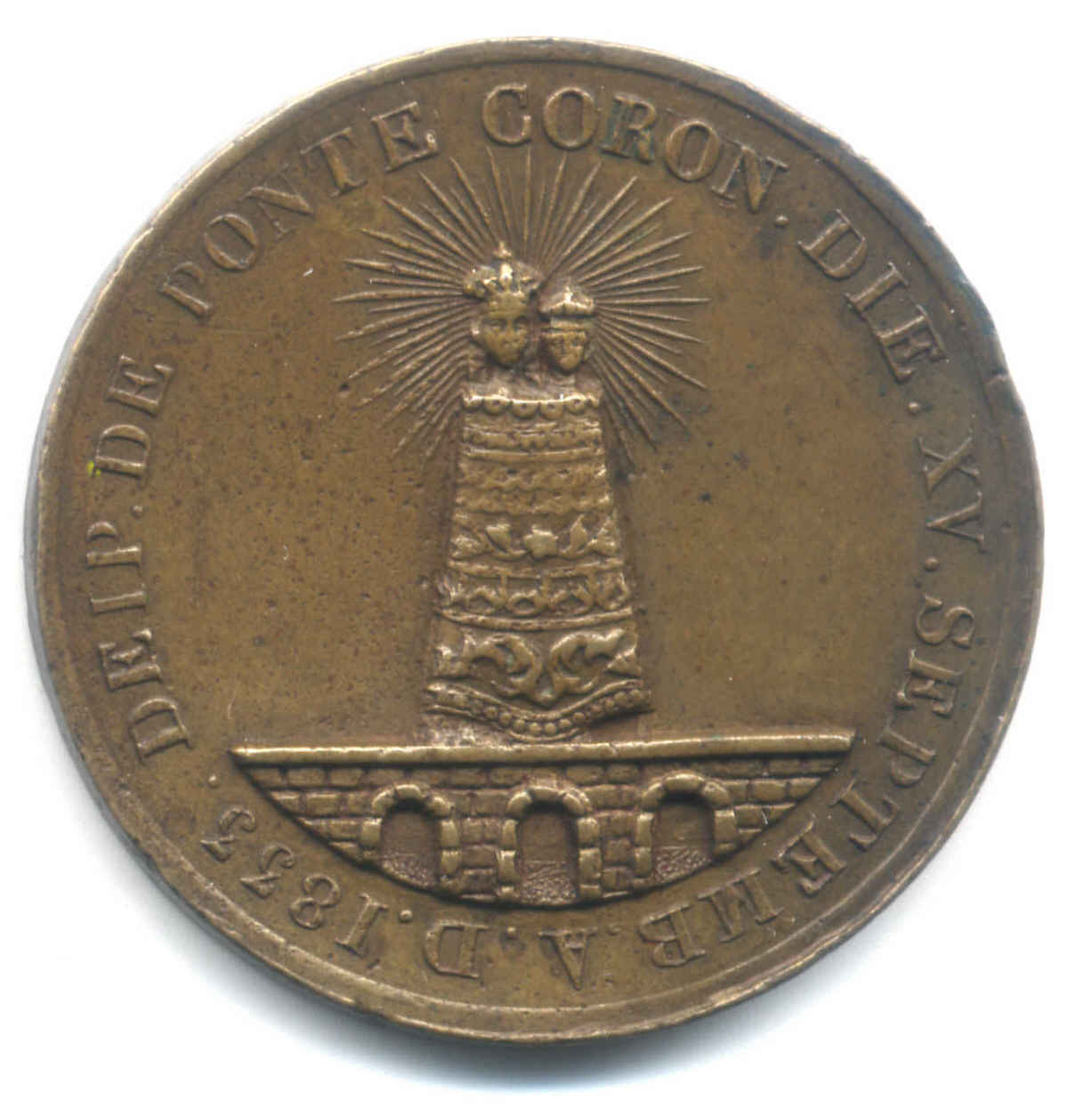
Medaglia che ritrae la immagine ufficiale della Madonna del Ponte, patrona di Lanciano

La festa è una delle più caratteristiche della città, e della provincia di Chieti, per quanto riguarda la devozione popolare alla Madonna. Non si sa quando sia iniziata, fatto sta che i paesani delle contrade lancianesi, ma anche quelle dei quartieri, la mattina dell'8 settembre recano in dono alla Madonna, a bordo di carri trainati da animali o da trattori, i prodotti della campagna e dell'allevamento; ogni carro offerto dalla relativa contrada di appartenenza, è bardato a festa, con i figuranti in costume tipico abruzzesi, che distribuiscono vino, pane e olio, prosciutti, pizze ai devoti.
Il percorso riguarda la riunione nel piazzale del convento di Sant'Antonio, e la sfilata dei carri dalla villa comunale, lungo il corso Trento e Trieste, sino ad arrivare alla grande piazza Plebiscito, per poi scendere da via Corsea a piazza Garibaldi (anticamente (piazza Mercato o della Verdura), dove si allestisce un piccolo mercato dei prodotti tipici, e infine i carri ritornano alle loro contrade.
La manifestazione, che in origine era la festa tradizione di Lanciano che apriva le feste di Settembre, è insieme alla rievocazione dell'arrivo delle Corone della notte del 13 settembre, una delle più genuine della città, prima che il programma civile fosse modificato dal 1981 con la rievocazione medievale del Mastrogiurato. Negli anni alla festa si sono aggiunte altre compagnie, associazioni del costume tipico abruzzese che sfilano insieme ai carri, e anche la compagnia del "Pulcinelli abruzzesi" di Chieti.
La sera dell'8 in piazza Plebiscito i prodotti che non sono stati consumati, vengono venduti ai devoti con un'asta pubblica.
Festa della Madonna delle Grazie - Rosello - 8 settembre
Consiste in una processione di donne con la conca abruzzese, dal paese al cimitero dove si trova la chiesa.
Festa ortodossa di Maria Odigitria - Villa Badessa di Rosciano - 8 settembre
Si tratta della festa patronale della comunità albanese d'Abruzzo, che ha sede in Villa Badessa: la statua della Madonna col Bambino "che ci guida", dal nome devozionale, viene portata dalla chiesa dell'Assunta per le vie del paese, con accompagnamento di canti in lingua.
Lo Squadro di Civitaretenga (Navelli) domenica tra o e 15 settembre
Il rito fa parte del ciclo dei riti della tera, come nel caso della vicina Rocca di Mezzo, dove si tiene la gara del "solco dritto" per la Madonna. A Civitaretenga per la festa della Madonna dell'Arco, venerata nella chiesa di Sant'Antonio, la festa prevede un antico rito di passaggio dei giovani dall'età puerile all'adulta, consiste nel tracciare nei campi di appartenenza un perfetto solco squadrato, segno che saranno maturi per coltivare il pezzo di terreno proprietà dei suoi avi e del padre.

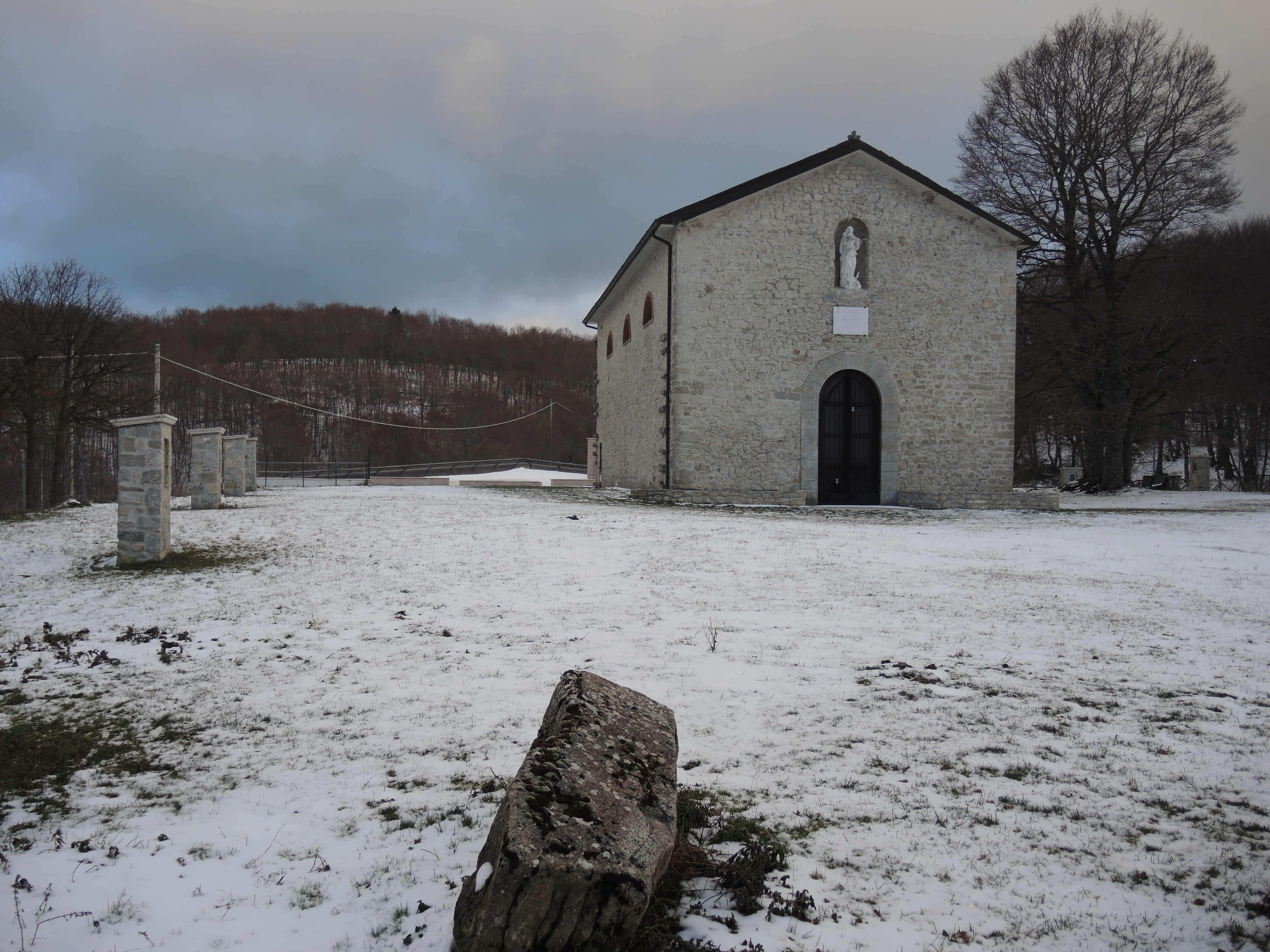
Santuario della Madonna del Monte a Castiglione Messer Marino

La Madonna del Monte o "Lupara" - Castiglione Messer Marino (11 settembre)
Descritta molto bene da Verlengia, la festa riguarda un'antica apparizione della Madonna presso località Rocca dell'Abate, ora Monte Selva Grande, dove esisteva un villaggio fortificato collegato al santuario. La devozione popolare però è collegata a un fatto recente, cioè durante la seconda guerra mondiale nel 1943 i tedeschi, mentre gli americani giungevano da Vasto, per ritirarsi, applicarono la tattica della terra bruciata, volendo distruggere le case onde gli alleati non trovassero ristoro sull'alta montagna; distruggendo le abitazioni del villaggio attorno al santuario, stavano minando anche il santuario stesso, quando una nebbia provvidenziale coprì l'orizzonte, sicché i tedeschi nella fretta fecero saltare in aria solo le case, risparmiando il santuario, che comunque rimase danneggiato, ma fu ricostruito celermente.
Il Ballo dell'Insegna - Forcella di Teramo - 23 settembre
Festa collegata al rito dei Trionfi di Sant'Anna, reminiscenza dell'antica festa istituita nel 1559.

### Feste di settembre di Lanciano
Il mese di settembre in città è detto "lancianese", perché le feste iniziano a mezzogiorno del 1 settembre, con uno sparo caratteristico di mortaretti, e durano fino al 30 del mese; anche se i giorni principali dedicati alle feste sono l'8 settembre con il rito popolaresco del Dono delle contrade, e i giorni 13-14-15-16.

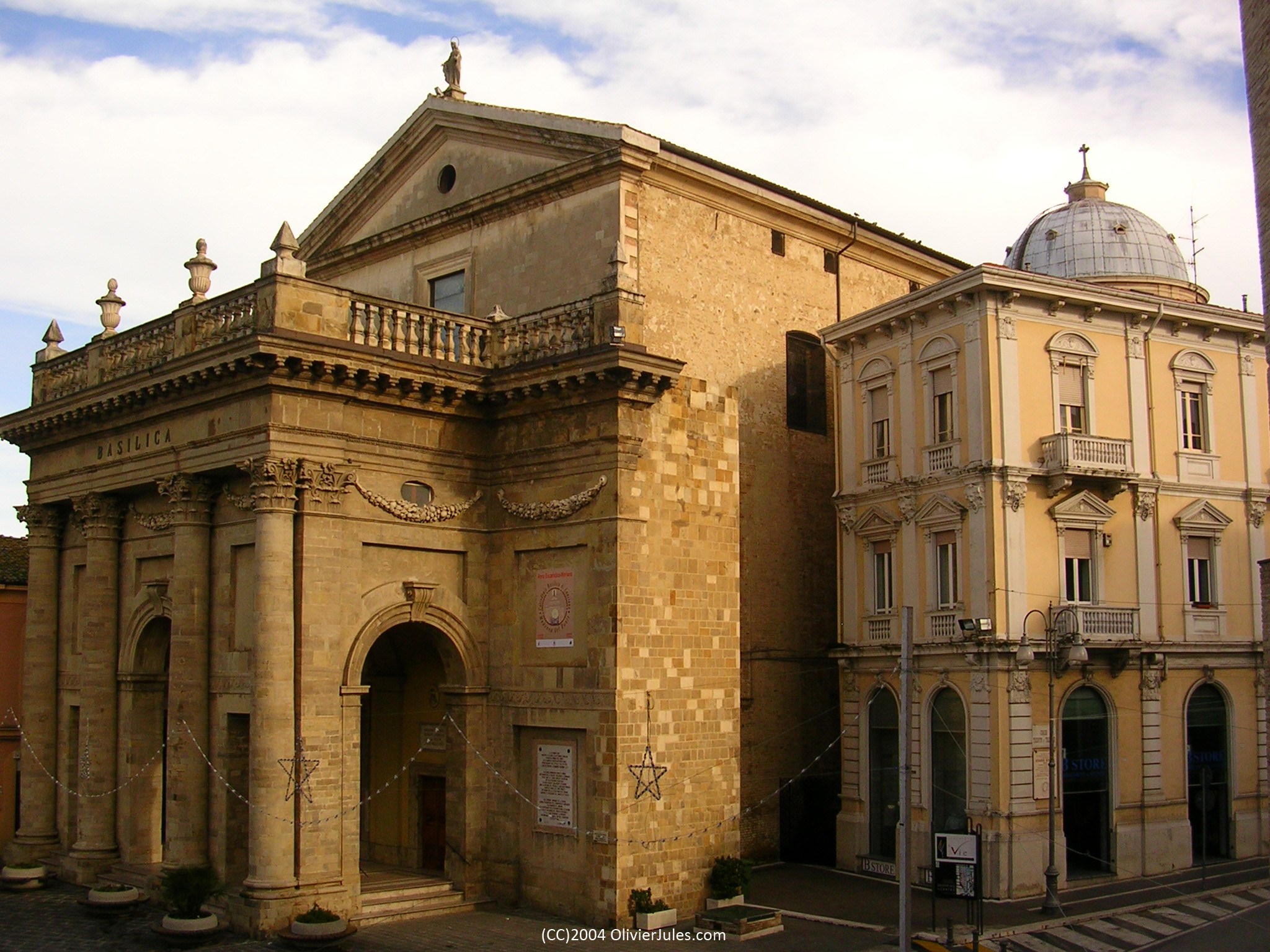
Cattedrale della Madonna del Ponte, Lanciano

La notte del 13, considerato dai locali la "notte bianca di Lanciano", si assiste alla rievocazione in chiave popolare dell'arrivo delle Corone benedette dal pontefice, dal Vaticano (l'anno era il 1833), che prima di giungere in città, fecero una sosta nella vicina Castelfrentano per essere venerate, e poi passarono da Porta Santa Chiara, scendendo la strada del Popolo fino alla piazza della cattedrale.
I giorni seguenti al 13 si tengono stand vari, sfilate della banda civica, fino al giorno del 16, il giorno consacrato alla Madonna, la cui statua viene portata in processione per le vie della città, anche se attualmente il percorso segue la piazza, il corso Trento e Trieste, viale Vittorio Veneto, viale delle Rose, corso e piazza. La processione è molto sontuosa, accompagnata dai membri delle varie confraternite della città e dei comuni limitrofi.
Il programma civile prevede da almeno 200 anni lo sparo alle ore 4:00 della mattina del 14 settembre di fuochi artificiali nel piano dell'ex ippodromo nella villa comunale, stessa cosa si svolge nei giorni 14, 15 e 16, però alla mezzanotte. In passato presso l'ippodromo, realizzato nella metà del XIX secolo, e abbandonato nei primi del 2000, smantellato poi nel 2018-19, si svolgevano delle corse apposite in onore della Madonna con premio finale; tali corse insieme alla festa della Madonna sono state ricordate nelle poesie dialettali di Cesare Fagiani.

## Altre feste sacre di settembre
Pellegrinaggio al'eremo di Santa Colomba - Pretara di Isola del Gran Sasso d'Italia (1 settembre)
Consiste nel pellegrinaggio da Isola del Gran Sasso sino alla località dell'eremo, ricavato dai ruderi castello dei Conti di Pagliara.
Gli Omaggi a Sant'Antonio - Serramonacesca (prima domenica di settembre)
Consiste in una processione devozionale popolare che ha a che fare con i prodotti della natura, per cui gli abitanti sono devoti a Sant'Antonio di Padova, venerato nella nicchia della chiesa madre dell'Assunta. Viene issato un trofeo sopra un palo, detto "mièje", con dei ganci cui sono appese confetture, marmellate, prosciutti, salumi, formaggi, quasi fosse un "albero di cuccagna", alla stessa maniera in cui a Casoli nel chietino realizzano l'albero di Santa Reparata per l'omaggio alla patrona.
Dopo che si è fatta la processione, i trofei, che consistevano in passato anche in biancheria intima, sono venduti all'asta, come per la festa di Casoli.
Festa del Beato Angelo da Furci - 13 settembre
Consiste in una processione per le vie del paese, e l'omaggio alla casa natale del beato, che esiste ancora nel borgo antico.
Festa di Santa Reparata e sfilata dei donativi - Casoli (7-8 ottobre)

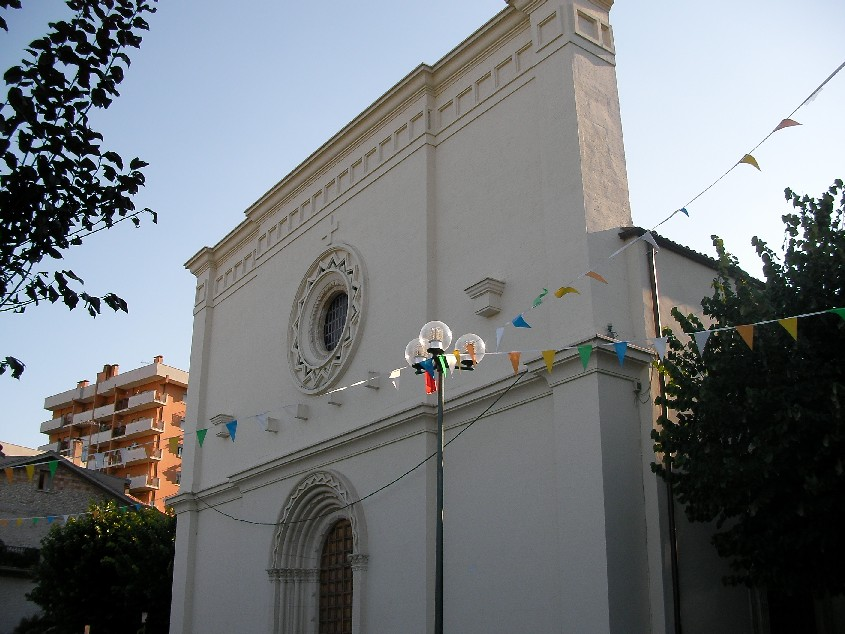
Chiesa di Santa Reparata, Casoli

La festa risale al XV secolo: una cona votiva della santa (il termine Reparata è una volgarizzazione di Liberata, quindi riferibile al ciclo del culto della Madonna della Libera), apparsa nell'area allora periferica del camposanto, posta sopra un albero. La santa era stata invocata da un popolano contro un'epidemia  che affliggeva Casoli, e dopo l'apparizione miracolosa, la Cona fu portata dal signore di Casoli, il conte Orsini di Manoppello, nella chiesa comitale di Santa Maria Maggiore, accanto al castello, ma per 3 volte la cona votiva fu ritrovata presso l'albero nella zona del camposanto, sicché si decise di costruire una prima cappella nella zona, poi ampliatasi fino a divenire l'attuale parrocchia di Santa Reparata. Oggi non esiste una Cona o statua antica, ma il busto rifatto del XVIII secolo, insieme a quello del santo compatrono Gilberto, la cui leggenda vuole che anche le sue reliquie, trafugate dalla vicina Altino (Ch) siano miracolose.
La festa della Santa si celebra 
il 7, l'8 e il 9 ottobre, l'8 è il giorno  sacro, la festa consiste nella sfilata di carri dai paesani delle contrade e dei quartieri storici di Casoli, in segno di devozione e allegria per l'abbondante raccolto estivo, alla stessa maniera dei Trofei di Serramonacesca o del Dono della Madonna del Ponte di Lanciano. I carri con i figuranti in costume abruzzese, sfilano lungo il corso Umberto I, provenendo da vari punti della campagna, e dalla parte alta di Casoli (piazza del Popolo e corso Vittorio Emanuele), per sfilare davanti al sagrato della chiesa, ricevere la benedizione della santa, e tornare indietro, parcheggiandosi in piazza Brigata Maiella e in piazza Umberto I, affinché l'albero della cuccagna di Santa Reparata con i trofei venga spolpato con le vendite all'asta.

## Feste di ottobre e novembre
Le feste dell'autunno si collegano al rito della venerazione dei morti, che culmina con il giorno di Ognissanti; le feste autunnali abruzzesi solitamente hanno per tema la gastronomia, che ha i simboli principali nella zucca e nel vino cotto, nei ceci, nelle castagne.
Festa del vino nelle cantine o "Borgo rurale" - Treglio (solitamente 11-12 novembre)
Festa che si celebra dagli anni '90 nel paese di Treglio, accanto a Lanciano; con gli anni è divenuta un'istituzione locale, in cui le antiche cantine delle case sono aperte, e viene servito il vino novello.
Festa del vino novello a Nocciano - 12 novembre
Si svolge nel castello ducale De Sterlich di Nocciano, e ha per tema sempre la degustazione del vino.
Festa del Ringraziamento di Introdacqua - seconda domenica di novembre
Festa che ha per tema la degustazione di piatti tipici per le vie del borgo, con tavolata in piazza Cavour.
Le Glorie di San Martino (Scanno) 10 novembre
Festa molto antica descritta da De Nino e dal Morelli, ha per protagonisti i giovani, che si radunano a raccogliere per il bosco cataste di legna; queste cataste sono montate e allestite presso i tre colli che circondano il paese di Scanno: la Plaja, la Cardella e San Martino, le cataste ossia le "Glorie" sono accese in onore del santo.
Quando le cataste sono quasi spente, i giovani girano per il paese, portando delle piccole torce accese, che consegnano con stornelli alla coppia sposata più fresca, in segno di buon augurio per la prolificazione.

## Dicembre e l'Immacolata

Atri, piazza Duomo, dome la notte del 7 dicembre si accende la catasta dei Faugni dell'Immacolata

Si ricordano i fuochi dell'Immacolata Concezione dell'8 dicembre, che avvengono un po' in tutta la regione: si ricordano i Faugni di Atri, nei paesetti invece il Focaraccio di Orsogna (CH) che si tiene in piazza Mazzini, il fuoco dell'Immacolata di contrada Limiti-Cantagufo di Palombaro, che si tiene nel prato davanti alla chiesa della Madonnella, e il Falò dell'Immacolata di Pescasseroli, che si tiene davanti alla parrocchia di San Pietro.
A Lanciano c'è la differenza, essendo assente la tradizione del fuoco, di appendere una corona di rose sopra la statua della Vergine in gloria, inc ime la facciata della Cattedrale, realizzata nel 1819. Non si sa con precisione se prima di questa data si festeggiasse la Madonna con qualche fuoco presso i vasti campi della città.
Fave di San Nicola - Pollutri - 6 dicembre
La festa risale al XVIII secolo, anche se la venerazione di San Nicola di Bari risale all'XI secolo; lo storico vastese Luigi Anelli ricorda che la festa cadeva il 6 di dicembre, e che una leggenda vuole che nel 1090 dei paesani di Pollutri ricevettero una reliquia del santo da Bari, sicché le popolazioni d'Abruzzo si recavano direttamente a Pollutri, e non in Puglia, a venerare il santo. I baresi allora rubarono la reliquia, ma non riuscirono per prodigio a superare il fiume Sinello. Nel 1703 a causa di una carestia, l'arciprete di Pollutri salvò la popolazione grazie a delle fave che erano state recuperate e conservate; con il grando si realizzavano anche delle piccole pupazze con la forma del santo venerato, da distribuire ai devoti.
La festa ancora oggi, in segno di riconoscenza verso il santo, prevede la cottura in grossi calderoni, nella piazza maggiore, delle fave da distribuire di pellegrini.
I Faugni dell'Immacolata - Atri (8 dicembre)
Sono fasci di canna secca, che sono accumulati nella piazza Duomo e in altre piazzette del centro, da accendere la notte del solstizio dell'Immacolata; la gente festeggia e prega attorno al falò tutta la notte in attesa dell'alba della festa, per cui c'è la Santa Messa e la processione dentro la cattedrale. È stato osservato come il rito della luce che vince le tenebre ad Atri possa avere collegamenti con altre feste abruzzesi che cadono tra dicembre e gennaio, di antiche reminiscenze pagane, e che hanno a che fare con il tema della rigenerazione, come nel caso della Ndocciata di Agnone nel Molise che si celebra il giorno dell'Immacolata, oppure la festa di Sant'Antonio abate con le Farchie di Fara Filiorum Petri.
La Mattinata del Viso adorno - Torino di Sangro - 10 dicembre
Essendo impiantata a Torino una confraternita devota alla Madonna di Loreto, la festa ha a che vedere con la Vergine venerata nella Santa Casa; a Torino la chiesa della Madonna Lauretana viene visitata dai pellegrini, viene intonata una pastorale che celebra la bellezza del Volto adorno della Madonna Nera, e successivamente c'è la processione, e la degustazione di prodotti locali realizzati dalle devote, come i taralli della Madonna e le scrippelle.
Fuochi di San Tommaso - San Salvo (20-21 dicembre)
Anche questa festa è legata al solstizio d'inverno, nonché legata a una particolare fascia terrena tra Abruzzo e Molise preso la valle del Trigno, collegata fortemente al rito ancestrale del fuoco, sin dall'epoca italica.
Fuoco della Madonna della Consolazione (Nereto) - 22 dicembre
La festa risale a un miracolo avvenuto nel 1798, durante l'occupazione francese napoleonica del paese. Nella campagna alcuni soldati francesi tentarono di molestare delle donne, e i mariti li uccisero, sicché il paese fu minacciato di invasione e distruzione dalle truppe del capitano Duhsèsme, sotto il comando del generale Championnet- I neretesi tagliarono degli alberi e accatastarono i tronchi sulle strade di accesso a Nereto, per impedire l'invasione e la futura carneficina.
La leggenda riporta che la gente si riunì nella chiesa madre pregando la Madonna di intercedere, sicché un'anziana zoppa del paese, Nicoletta "Ma'ccuritt" Tonelli si arrampica per la torre campanaria suonando la campana in allarme. I francesi che si trovavano alle porte di Nereto indietreggiarono improvvisamente, e le voci dissero di aver visto folte schiere di angeli che misero in figa i francesi, noti per il loro ateismo. Negli anni a seguire, fu realizzata una corona per la statua della Madonna che aveva compiuto il miracolo, furono realizzati dei cicli di affreschi all'interno della chiesa, opera di Giuseppe Toscani, che raccontano il miracolo dello sbaraglio dell'esercito francese, sono state rifuse nuove campane, e la campana famosa che venne suonata è stata musealizzata.

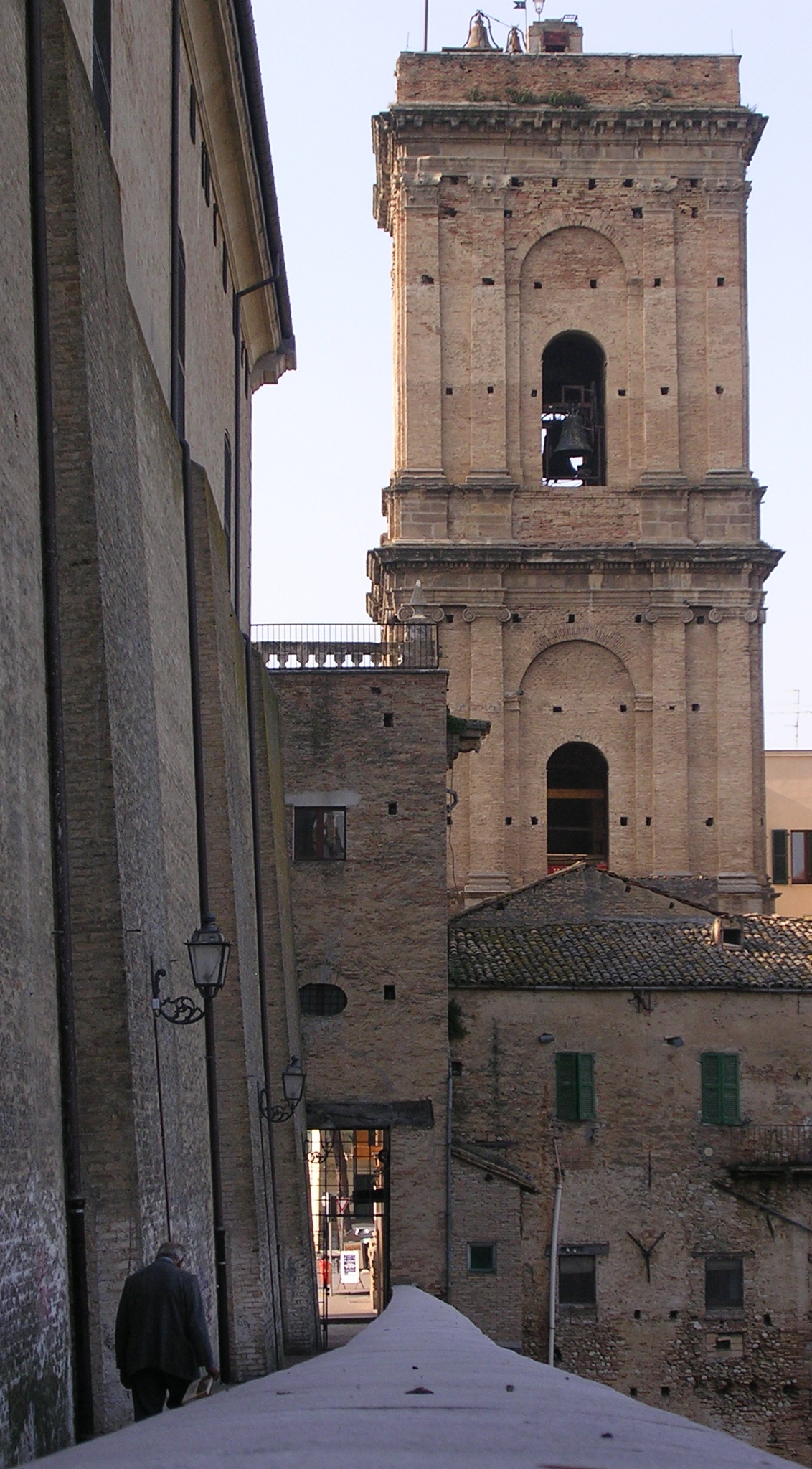
Torre campanaria della Cattedrale di Lanciano, in alto le tre campane, tra cui la "squilla" che suona il 23 dicembre alle ore 18:00 e ogni mattina alle ore 8:00

La Squìje (Squilla di Natale) - Lanciano - 23 dicembre
Risalente al 1588, voluta dall'arcivescovo Monsignor Paolo Tasso, che morì a Lanciano nel 1607, la ricorrenza del 23 dicembre rappresenta il pellegrinaggio allegorico di Giuseppe e Maria da Nazareth a Betlemme, dove la Vergine partorirà il Bambino. Nazareth rappresenta la Cattedrale di Lanciano, da cui nel pomeriggio parte la comitiva dei fedeli e del vescovo e del sindaco, per raggiungere a piedi la chiesetta di campagna di Santa Maria della Conicella, realizzata nella metà del XVI secolo da un tal Mastro Panetta Tommaso sopra una cona votiva con affresco, venerata dai pastori in transumanza sul tratturo, di cui resta l'affresco della Madonna col Bambino tra Santi presso l'altare maggiore. Il pellegrinaggio di andata e ritorno, è accompagnato dal suono della campanella detta "squilla" posta in cima alla torre civica della cattedrale, che suona per un'ora all'andata, e un'ora dopo la benedizione del vescovo.
Dopo la Santa Messa nella chiesetta, la comitiva riprende il cammino a ritroso, tornando con delle fiaccole accese presso la piazza, percorrendo il corso Trento e Trieste, e sostando davanti alla Cattedrale, per attendere la benedizione del vescovo. Con gli anni la festa a carattere civile, come ricorda De Nino, ha assunto un valore simbolico dell'unione della famiglia durante il periodo della Natività, infatti i figli si ritrovano nelle case con i genitori e i nonni nelle case, gli esercizi commerciali chiudono i battenti, e i figli fanno un omaggio di devozione ai propri padri.

## Le feste patronali principali

### Festa di San Massimo levita, patrono dell'Aquila e Penne
Il santo è venerato sia nel capoluogo abruzzese L'Aquila che nella cittadina del pescarese Penne. Esistono due leggende riportate dall'Antinori e da Giovanni De Caesaris sulla doppia venerazione

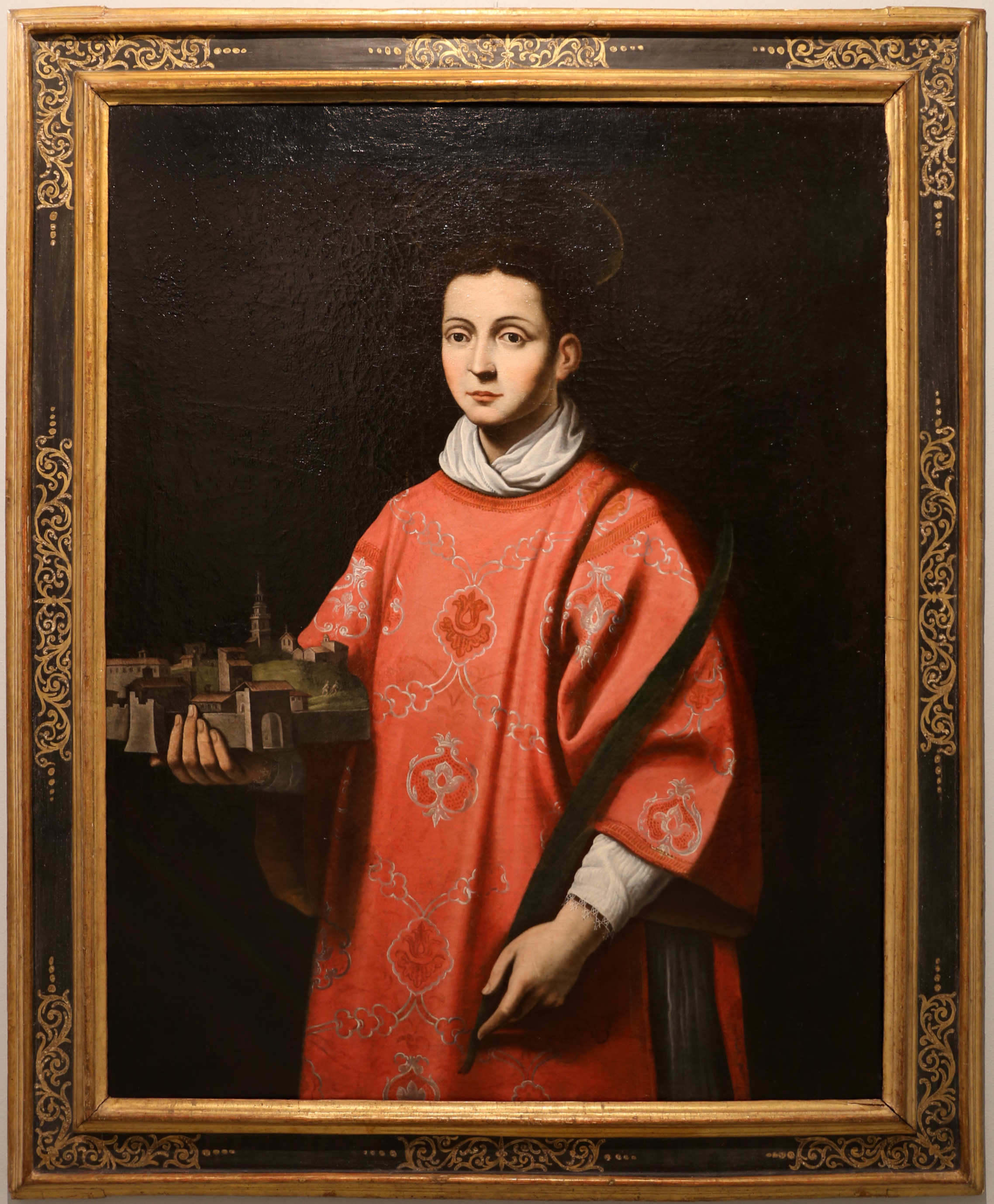
Quadro che ritrae San Massimo levita nelle vesti di martire, che regge la città dell'Aquila, opera di Giulio Cesare Bedeschini, conservato nel MUNDA (L'Aquila)

La prima aquilana vuole che intorno al 306 d.C. san Massimo, dopo essere stato imprigionato e torturato per la sua fede, avendo anche rifiutato di sposarsi con la figlia del console di Aveia, in cambio del perdono, fosse fatto precipitare dal torrione di Aveia, l'attuale castello. Poi il corpo fu venerato in un sacello di Aveia fino al VI secolo.
Dopo la distruzione di Aveia da parte dei Longobardi nel VI secolo, le reliquie di san Massimo furono portate a Forcona (L'Aquila), dove venne eretta una cattedrale in suo nome, ancora oggi esistente, accanto alla chiesa di San Raniero (via Marsicana), che fu sede della diocesi di Amiterno sino al 1257, quando la diocesi fu spostata nella neonata città dell'Aquila, fondata nel 1254. Il 10 giugno 956 l'imperatore tedesco Ottone I e il papa Giovanni XII si recarono a venerarle. Pertanto il 10 giugno è il giorno in cui si celebra la sua festa all'Aquila.
Nel 1256 le reliquie furono spostate all'Aquila, appena fondata da Federico II, e tumulate nella cattedrale dedicata a lui e a San Giorgio.
Altre leggende, riportate da Giovanni De Caesaris nei suoi studi, avendole prese dalle Memorie di Giovanni Nicola Salconio di Penne, vogliono che San Massimo, dopo le torture in prigione, fu ucciso affogato nel fiume Aterno con un masso legato al collo. Fu trovato presso l'isolotto della Pescara, cioè il sito dove fu eretta l'abbazia di San Clemente a Casauria e fu traslato nella cappella di San Comizio, nei pressi del fiume, nel territorio di Castiglione a Casauria. Successivamente per evitare che le reliquie fossero profanate, il corpo fu collocato nella Cattedrale di Penne (PE), allora dedicata alla Madonna Regina degli Angeli, e poi a San Massimo. Già ai tempi di Salconio si cita in documento del 1504, sulle feste patronali, anche se già nel Codice Catena di Penne del XV secolo si menziona la festa.

### Festa di San Giustino patrono di Chieti
Secondo lo storico Girolamo Nicolino, esistono tre leggende su San Giustino di Chieti: la prima che egli fosse venuto in Italia con la sorella Giusta, che poi fu martirizzata a Bazzano vicino a L'Aquila, presso la grotta sopra cui sorge la chiesa di Santa Giusta fuori le mura, insieme allo stesso Giustino, venerato nella vicina chiesa omonima, presso il cimitero di Paganica; la seconda leggenda vuole che Giustino fosse un patrizio di Chieti (allora Teate, nel IV secolo d.C.), convertitosi al cristianesimo e divenuto vescovo; la terza che Giustino fosse un eremita abruzzese che si rifugiò nella Majella, e fu invitato dai cittadini di Teate a divenire loro vescovo
La festa di San Giustino si teneva, dice il Nicolino, nel gennaio, poi ai suoi tempi per la rigidità del clima fu spostata all'11 maggio. La festa non è particolarmente interessante dal punto di vista folkloristico, viene esposto in processione il braccio reliquiario miracoloso, il busto, che viene portato per la città in processione, insieme alle 13 confraternite di Chieti, e ai cantori del Coro polifonico "Saverio Selecchy" della cattedrale.

### Festa di San Cetteo patrono di Pescara

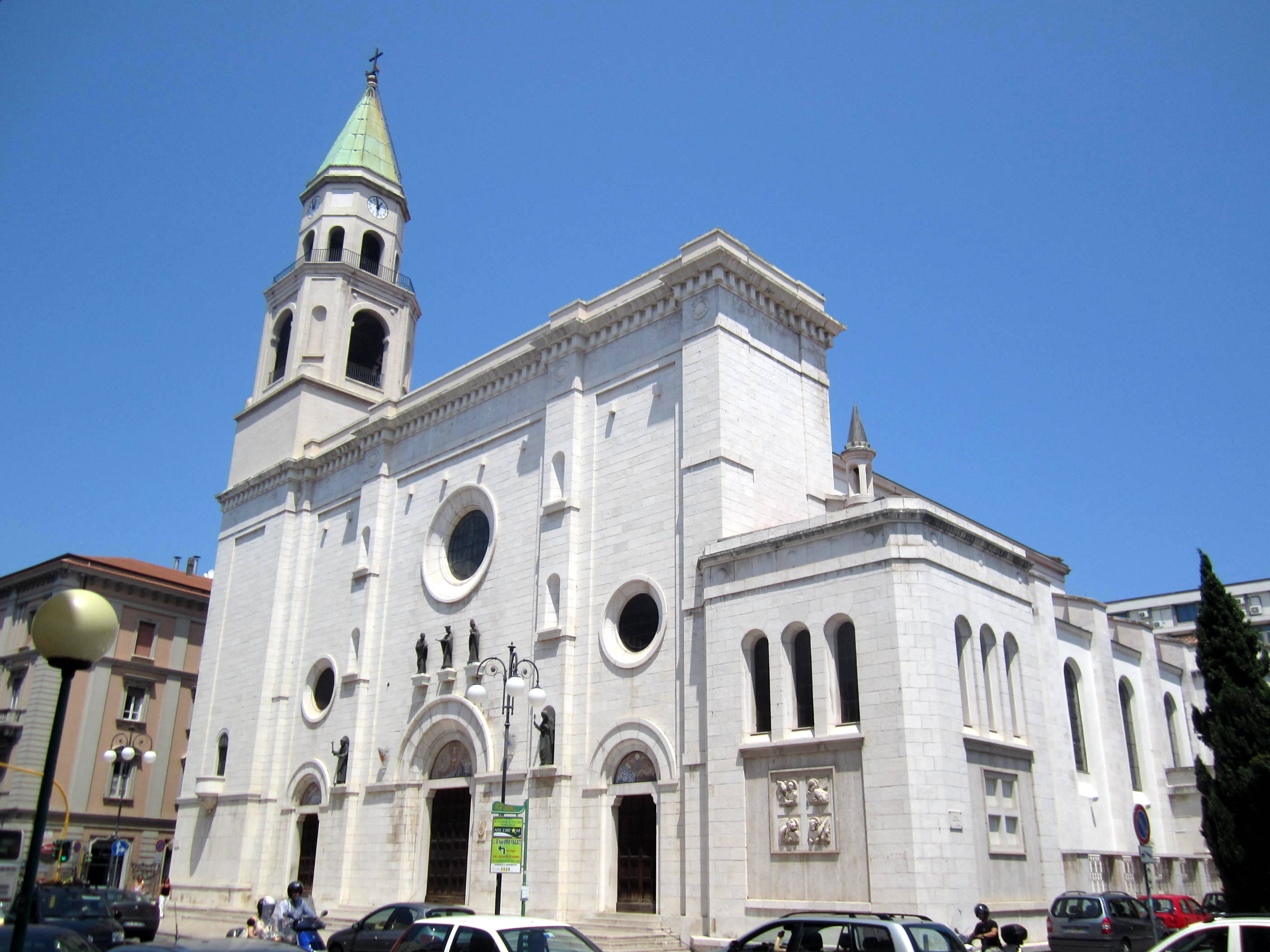
Cattedrale di San Cetteo a Pescara

La leggenda comune riporta che San Cetteo, detto anche "Pellegrino", provenisse da Amiternum, situata nei pressi dell'Aquila, e che nel VI secolo predicasse nella cittadina marinara di Aterno, ossia Pescara, quando era governata dai Bizantini; secondo altre voci, egli prestò servizio come sacerdote nella scomparsa chiesa di San Legonziano, che forse era in piazza Unione, e al momento dell'arrivo dei Longobardi, fu incarcerato, torturato e infine affogato nel fiume Pescara, e successivamente raccolto e venerato nella chiesa sorta in onore del Santissimo Salvatore, dove oggi sorge la nuova Cattedrale, costruita nel 1933-38 sopra la vecchia chiesa di San Cetteo.
La processione non è di particolare interesse, riguarda l'esposizione del busto storico del XVII secolo realizzato in legno, di fattura popolare, che viene portato per le vie dell'antica Portanuova insieme all'altro busto degli anni '80, realizzato simile a quello di Arrigo Minerbi, del 1951, trafugato nel 1982; una processione di pescherecci accompagna sul fiume la processione che va a piedi.

### Festa della Madonna dei Sette Dolori di Pescara
La leggenda vuole che nella metà del XVI secolo la Madonna apparve a un contadino, che alla stessa maniera del contadino di Casalbordino (CH) invocava la Vergine a causa di una grandinata. La Madonna poi riapparve sotto aspetto di cona votiva, e per tre volte questa, benché tolta dall'originario luogo di apparizione, appunto località Colle Madonna della circoscrizione "Colli di Pescara" per essere spostata in un'altra chiesa, la Madonna riappariva sempre sullo stesso punto dell'apparizione; sicché si decise di realizzare una piccola cappella in zona, poi ampliatasi sino a divenire l'attuale Santuario di Maria SSma Addolorata.

### Festa di San Panfilo di Sulmona
La festa e il miracolo di San Panfilo furono descritti da Ignazio Di Pietro in una monografia sui santi e i vescovi sulmonesi, da Nunzio Federigo Faraglia, e da Giuseppe Celidonio nella sua monografia sulla diocesi Valvense.
La festa non è di particolare interesse, nel panegirico si ricorda come Panfilo, figlio di un patrizio romano, si fosse convertito al cristianesimo, e di come il padre, non riuscendo a distoglierlo dall'abiurare, avesse deciso di ucciderlo facendogli superare una pericolosa prova, facendolo viaggiare con un carro di buoi presso una ripida scarpata di montagna sul Morrone; i buoi tuttavia nel discendere la ripida scarpata, ebbero il miracolo di affondare gli zoccoli nella terra, sicché non sdrucciolarono nel burrone, facendo arrivare Panfilo a terra sano e salvo, e da quel momento fu venerato come santo, e sepolto nella primitiva cattedrale a lui dedicata già nel VI secolo d.C., che era fuori dalle mura del !quadrilatero castrum" della romana "Sulmo".
La festa consiste nella processione rituale per le vie del centro della statua del XV secolo, opera dell'orafo locale Giovanni Maria Di Cicco, di elegante fattura abruzzese.

### Festa di San Berardo patrono di Teramo e della Madonna delle Grazie

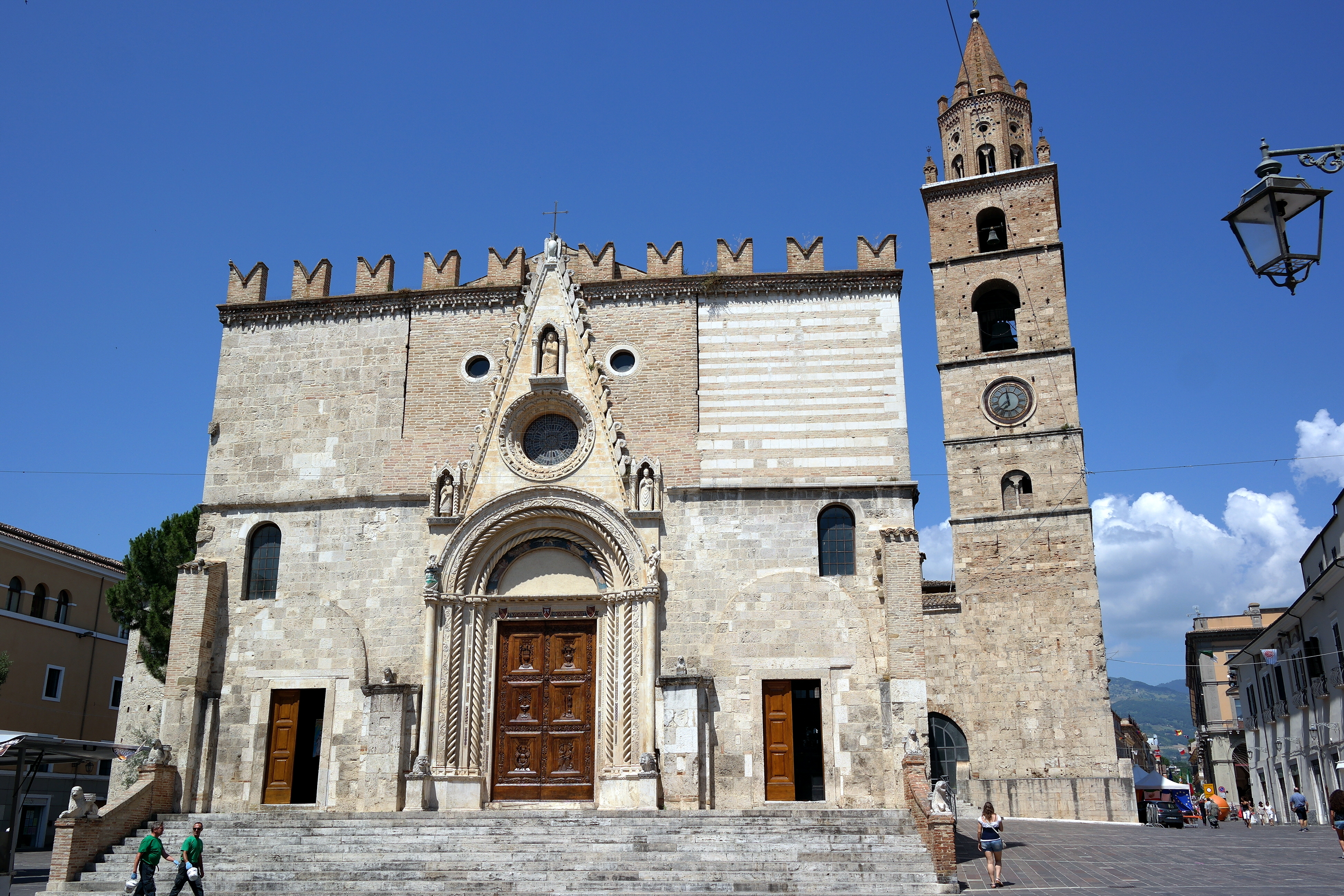
Cattedrale di Teramo dedicata a San Berardo e all'Assunta

San Berardo, della nobile famiglia dei Conti di Palearia (Isola del Gran Sasso), studiò teologia presso i monaci benedettini dell'abbazia di San Giovanni in Venere nel 1115, e poi fu inviato a Teramo, divenendone vescovo, e venendo già venerato come santo per le sue opere caritatevoli Il corpo fu venerato sempre di più, soprattutto quando nel 1149 Roberto II di Loritello saccheggiò e bruciò Teramo; il corpo era stato protetto dentro la "Torre Bruciata" dell'ex cattedrale di Santa Maria Aprutiense (attuale chiesa di Sant'Anna), non venendo disperso; successivamente nel 1168 il vescovo Guido II fece ricostruire la nuova cattedrale a Lui dedicata in un altro luogo più centrale di Teramo
La festa consiste nella processione per le vie del centro, con uscita dalla cattedrale, mentre si porta il busto reliquario.
La festa della Madonna delle Grazie si tiene nel santuario fuori Porta Reale, il 2 luglio, in ricordo di quando nel 1503 le truppe di Andrea Matteo III Acquaviva, duca di Atri, minacciarono Teramo, dato che il duca voleva conquistare la città per annetterla ai suoi domini. I teramani dentro le mura pregarono la Madonna, secondo la leggenda apparvero sopra le mura due figure giganti imbraccianti le armi: la Madonna delle Grazie in corazza bianca, e il patrono San Berardo di Palearia, in corazza rossa, sicché l'esercito del duca di Atri scappò terrorizzato.

### Festa di San Leucio patrono di Atessa
La leggenda riportata da Ciampoli, Pansa e De Nino, riguarda una leggenda del IX secolo, quando Atessa era divisa in due cittadine: rione Santa Croce e rione San Michele, ossia Tixa e Ate, separate dal fosso del Rio Secco, sotto l'attuale piazza P. Benedetti (prima piazza San Giovanni); in questa palude con grotta dimorava un drago che esigeva il tributo mensile in carne umana, sicché gli atessani pregarono il vescovo Lucio di Alessandria di uccidere il drago, e così fu; il santo poi lasciò in ricordo, sopra il colle della battaglia, dove si trova il Duomo, una costola ai devoti.
Il canonico atessano Tommaso Bartoletti nelle sue Memorie di Atessa ricorda come ci furono feste sontuose, soprattutto nel XIX secolo, con processioni organizzate dalle varie confraternite di Atessa.

### Festa di San Michele arcangelo patrono di Vasto
Vasto nel corso della sua storia fu funestata spesso da frane e smottamenti verso la marina, nonché da epidemie di peste e colera.
Nel 1837 Vasto fu colpita da una nuova epidemia, stavolta il colera. Nel luglio 1805 con il grave terremoto del Matese, che distrusse metà del Molise insieme alla provincia di Benevento, le scosse telluriche arrivarono sino a Vasto, non causando però danni, e i cittadini si appellarono a San Michele. Tra il 1817 e il '18 l'epidemia di colera uccise 2.500 cittadini. Mentre la chiesa era in preghiera nella cattedrale dove era esposta la statua del santo, venne richiesta la nomina di patrono della città, e nel 1827 venne formulata la richiesta ufficiale al pontefice Leone XII. Le richieste aumentarono quando nel 1836 il colera, il cui focolaio primo iniziò a Rodi, con delle navi mercantili si diffuse prima a Termoli e poi per la costa vastese. La popolazione si appellò nuovamente alla protezione dell'arcangelo Michele, e venne coniato anche un medaglione speciale il 31 dicembre dell'anno.

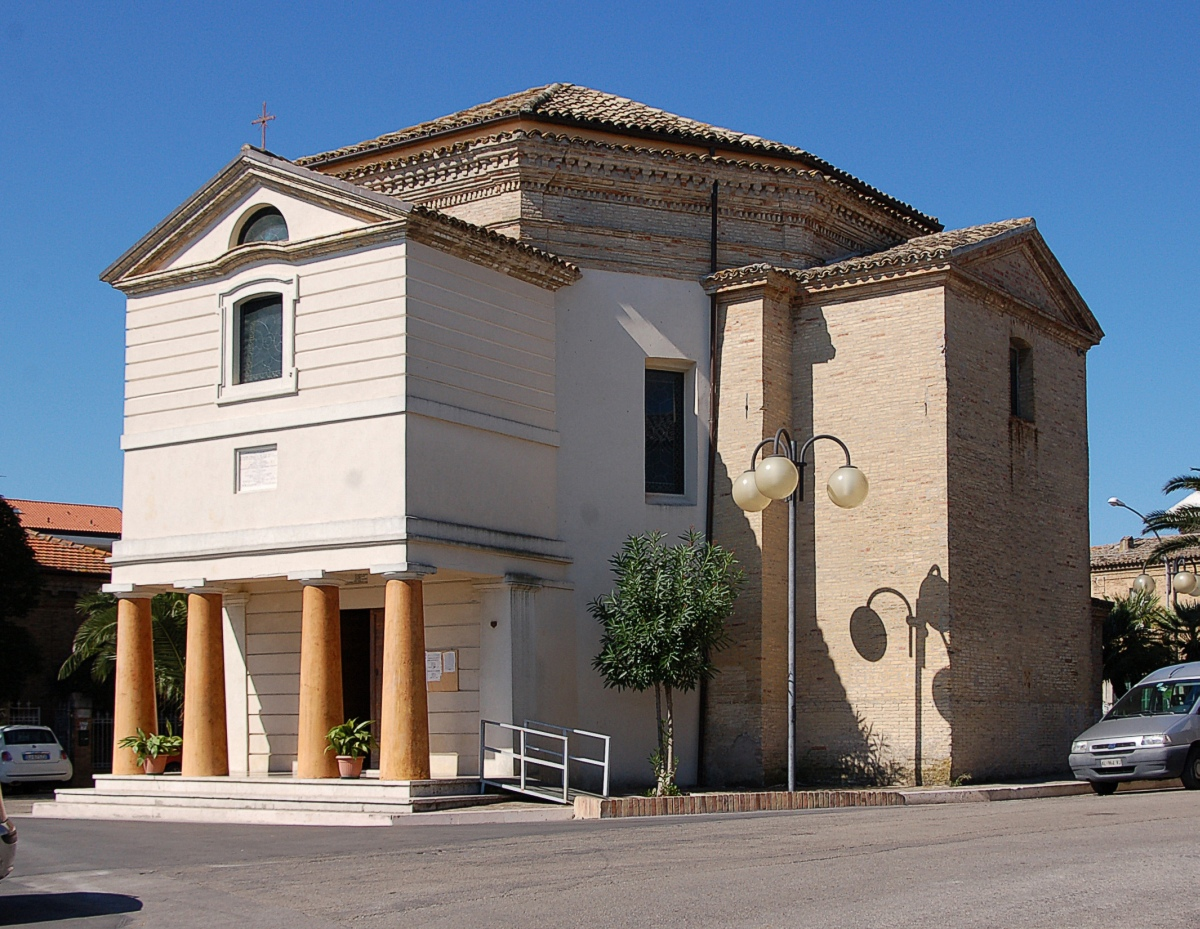
Santuario di San Michele a Vasto

Nel luglio 1837 il colera infestò le comunità molisane di Portocannone e Ururi, e la statua del santo a Vasto venne fatta sfilare, sino all'altura dove sorge la cappella attuale. Il colera infestò le coste della città, ma non penetrò dentro le mura, sicché i cittadini fecero lavorare un nuovo elmo per la corazza da guerra del santo, e ricostruirono il santuario a pianta a croce greca in stile neoclassico, inaugurato nel 1852.
Il 14 settembre 1827, dopo che i cittadini vastesi chiesero ufficialmente a Papa Leone XII l'ottenimento della nomina di San Michele Arcangelo come patrono della città, iniziarono la costruzione della Chiesa di San Michele Arcangelo nella parte meridionale del promontorio del centro storico, curiosamente ubicata a metà della cosiddetta "Linea di San Michele Arcangelo", direttrice che parte da Skellig Michael, in Irlanda, a Monte Carmelo, in Israele, passando anche nei santuari italiani della Sacra di San Michele in Piemonte e Monte Sant'Angelo in Puglia), per poi essere restaurata ed ampliata nel 1852
La festa consiste in una processione dal santuario presso la villa comunale fino alla città antica, percorrendo corso Italia, piazza Rossetti, per poi portate la statua nelle due chiese principali: il Duomo di San Giuseppe e la collegiata di Santa Maria Maggiore.